# Manière de montrer Meudon
 (janvier 2023).

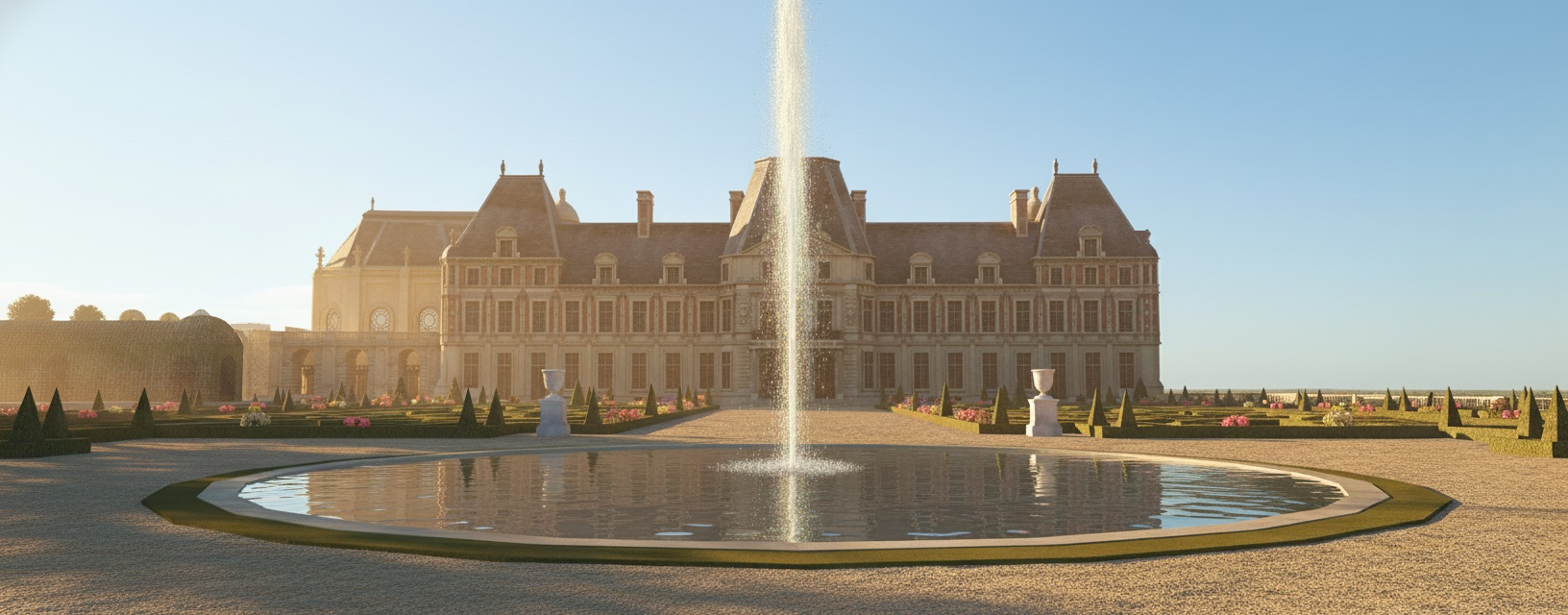
Restitution 3D de la vue sur le château vieux de Meudon depuis le bout du parterre, vers 1707.

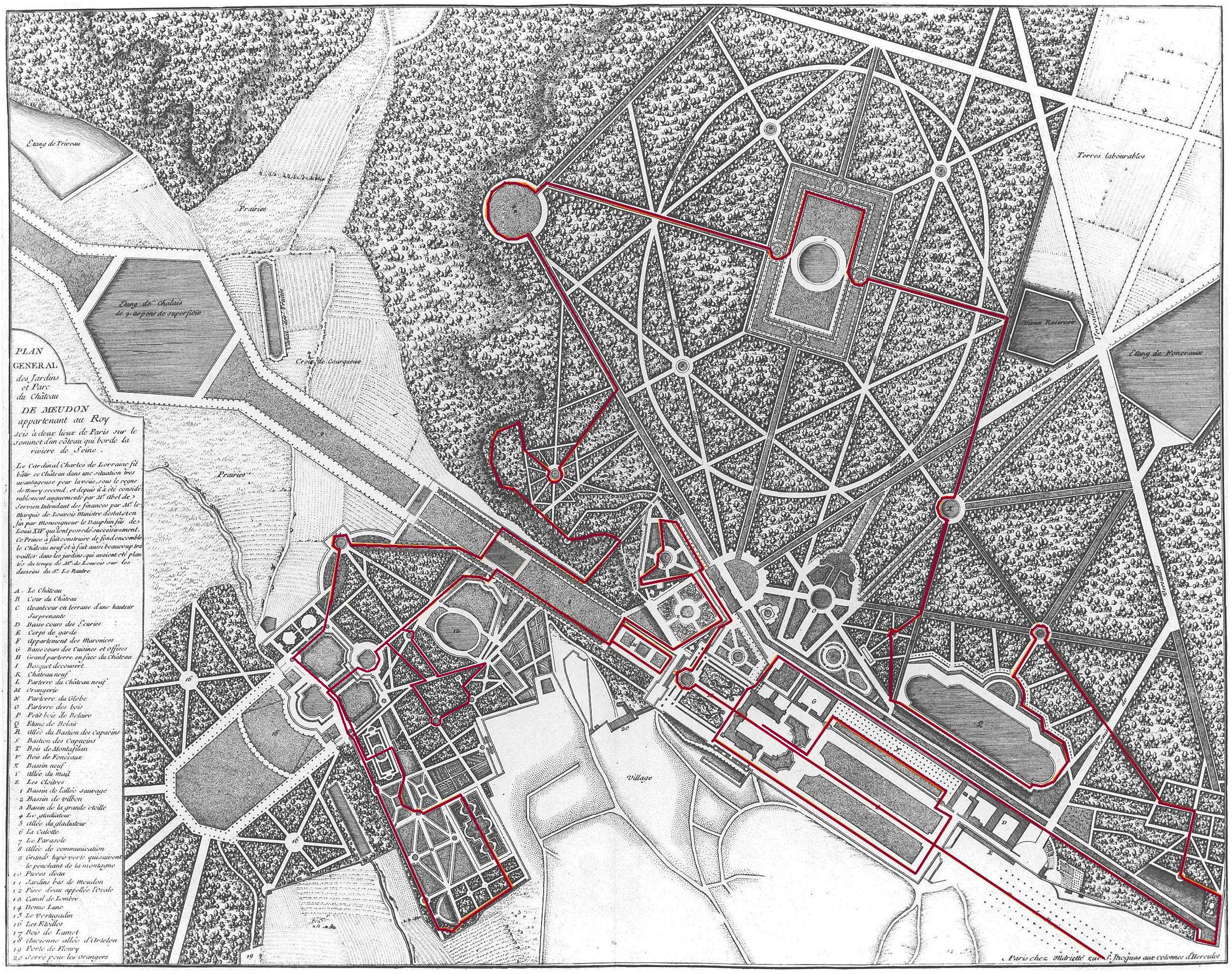
Restitution du tracé du parcours de la "Manière de montrer Meudon"

Manière de montrer Meudon est une copie manuscrite d'un texte rédigé par Louis XIV ou son fils, Monseigneur, indiquant l'itinéraire à suivre pour visiter les jardins du château de Meudon, et en découvrir la richesse des points de vue. On en connaît une seule version, conservée au sein des collections de la Bibliothèque Nationale de France (BNF, VA 92 (7), microfilm B 18211 à 18215). Le texte est construit sur le même modèle que les différentes versions de la Manière de montrer les jardins de Versailles.

## Le texte intégral
Il paraît le plus probable que ce texte ait été écrit par Monseigneur le Grand Dauphin, propriétaire du château de Meudon de 1695 à 1711, en imitant les versions rédigées par Louis XIV son père pour les jardins de Versailles. 

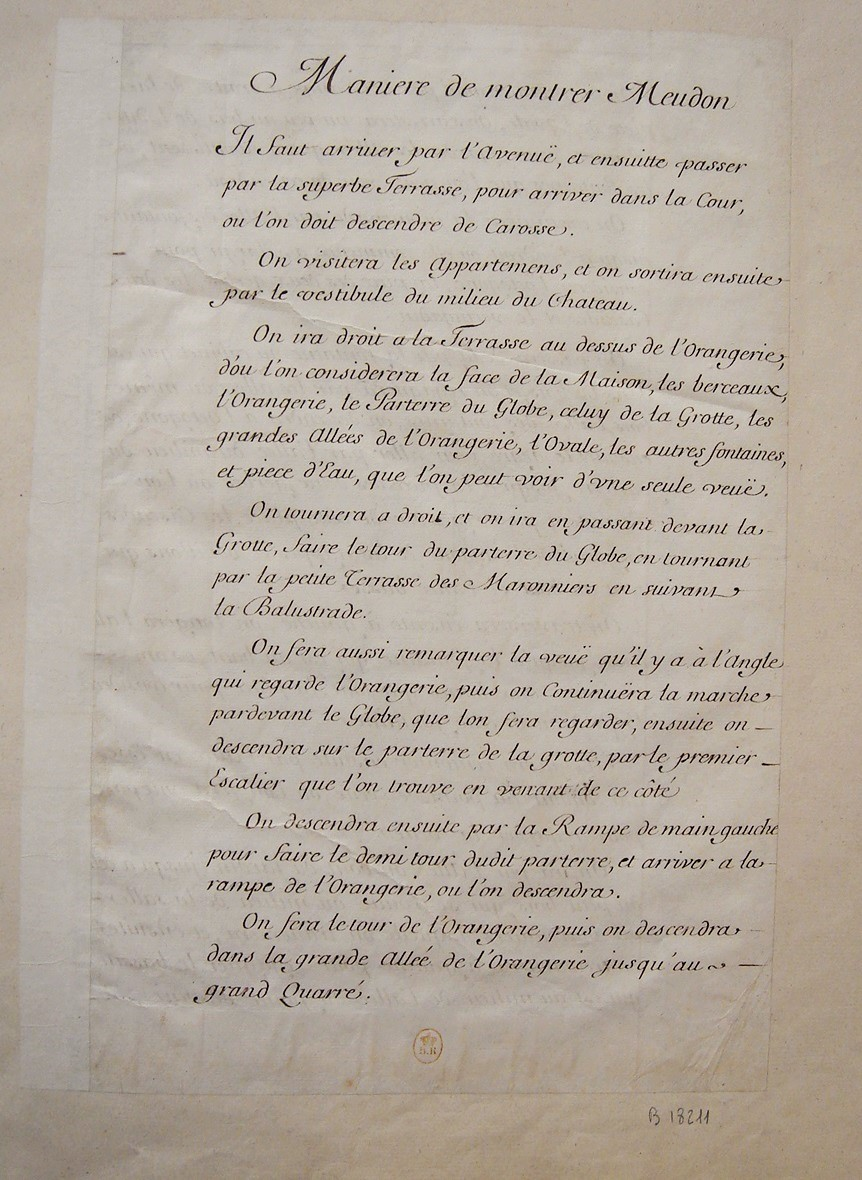
Manuscrit de la "Manière de montrer Meudon" page 1
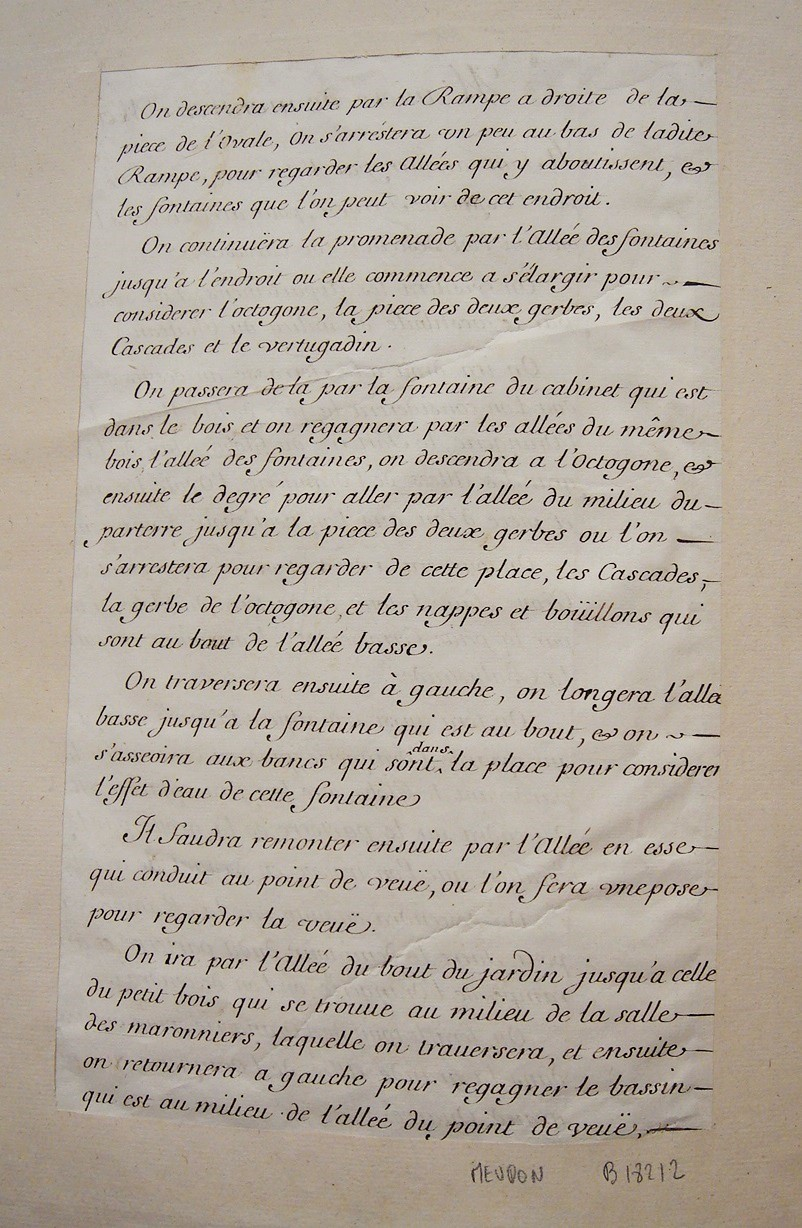
Manuscrit de la "Manière de montrer Meudon" page 2
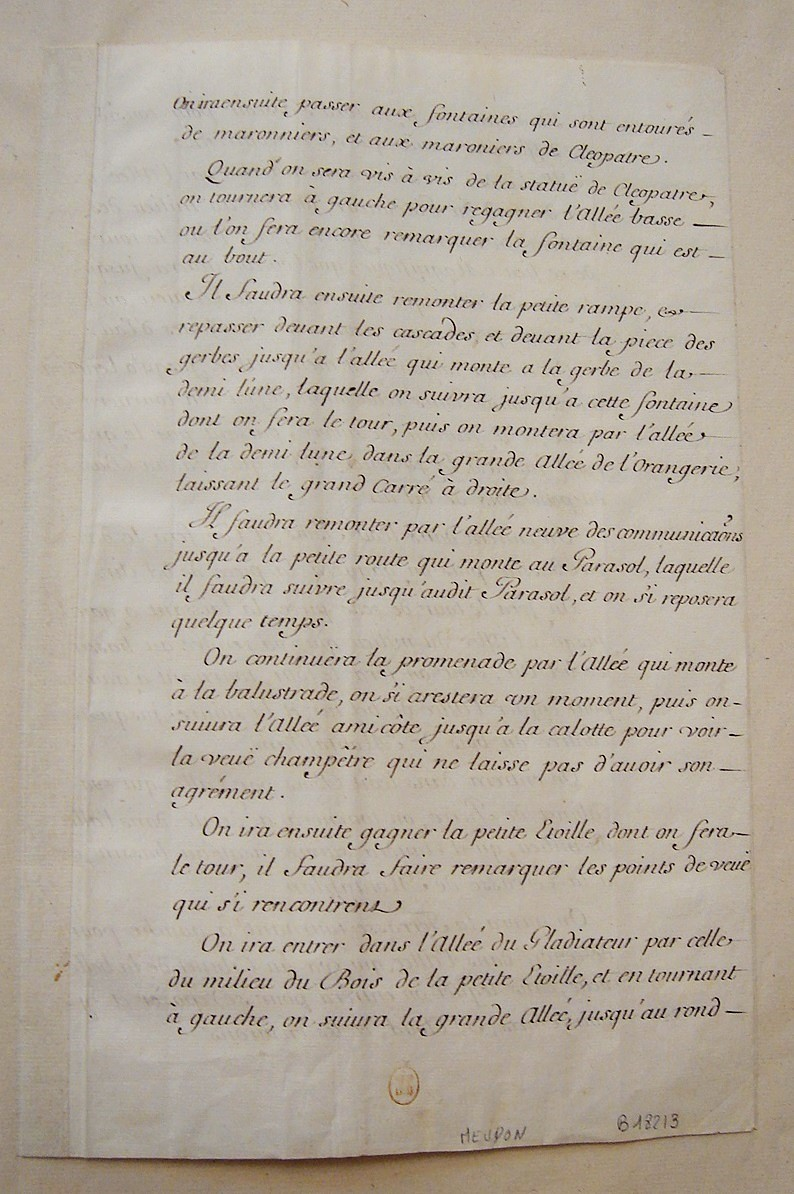
Manuscrit de la "Manière de montrer Meudon" page 3
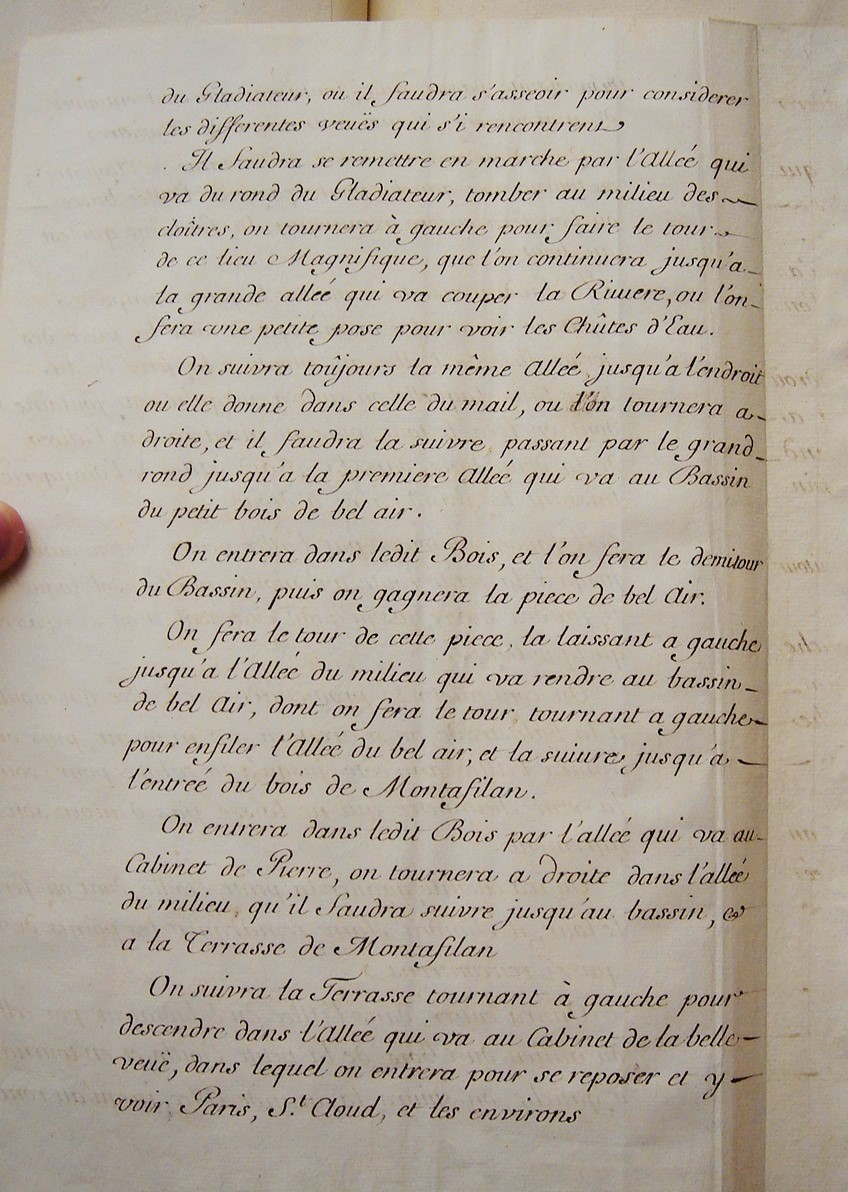
Manuscrit de la "Manière de montrer Meudon" page 4
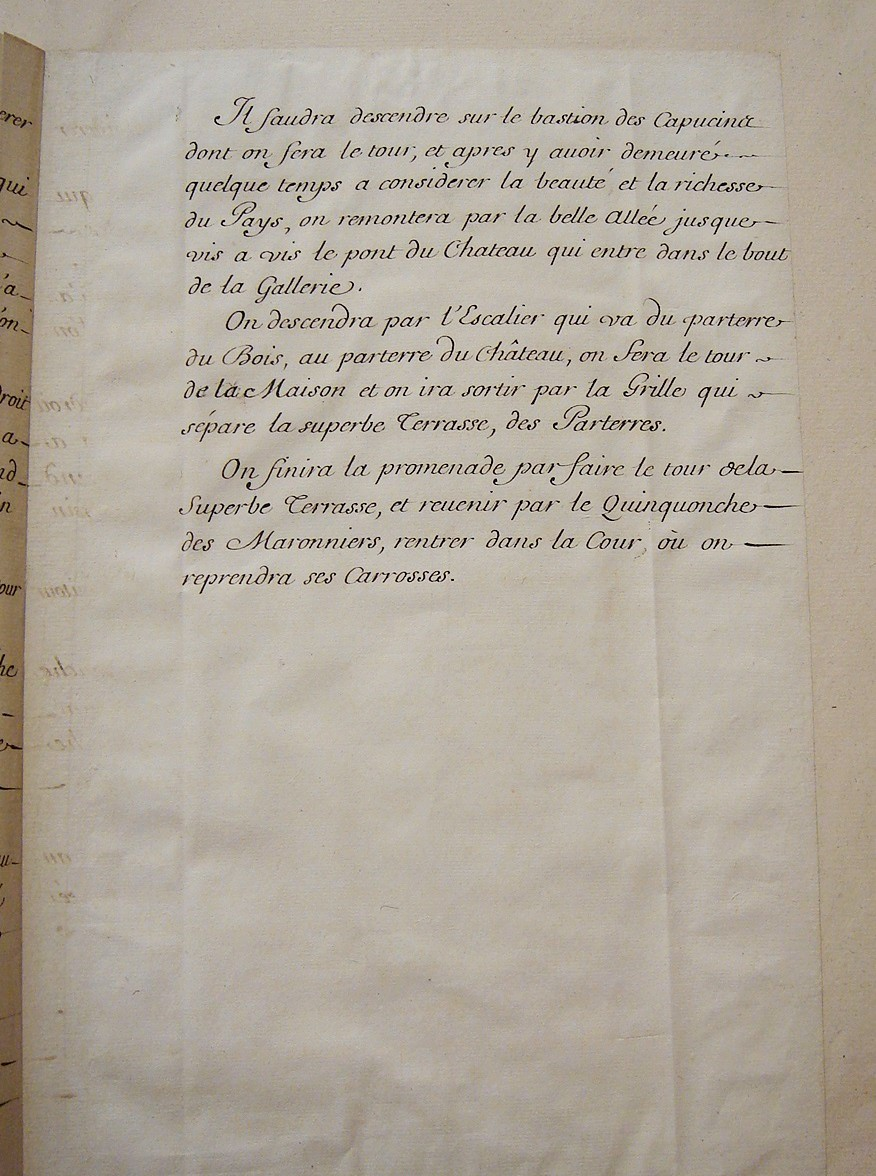
Manuscrit de la "Manière de montrer Meudon" page 5

Manière de montrer Meudon

### L'arrivée
[1] Il faut arriver par l'Avenuë, et ensuitte passer par la superbe Terrasse, pour arriver dans la Cour, où l'on doit descendre de carrosse.

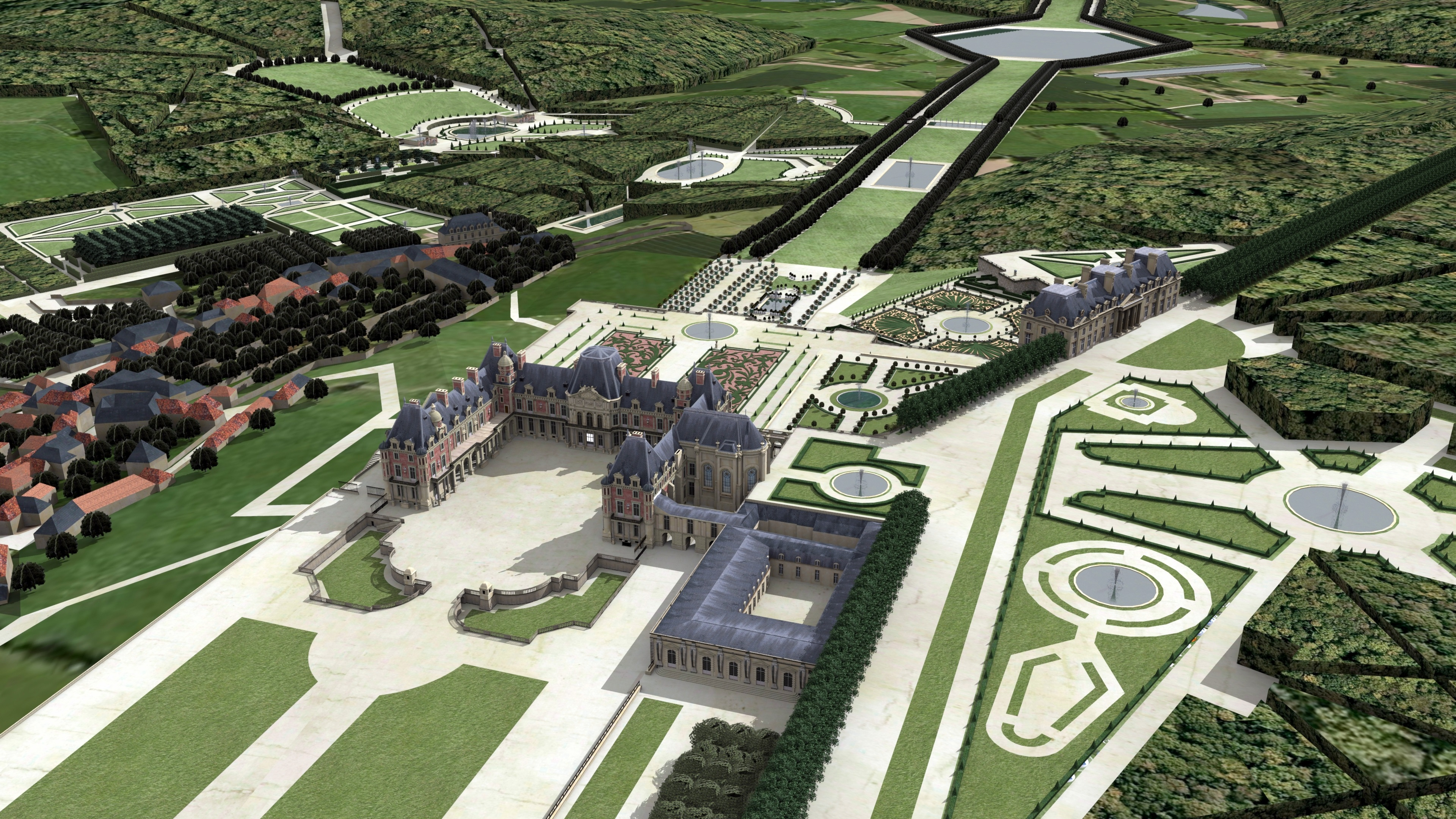
Restitution 3D du domaine de Meudon, vers 1708. Franck Devedjian et Hervé Grégoire, 2012.
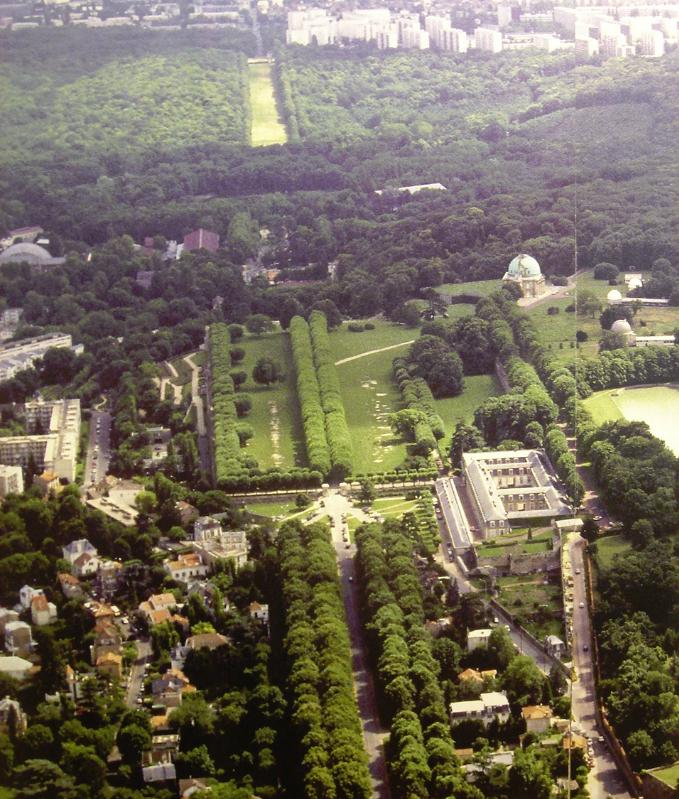
Vue aérienne de la Grande Perspective de Meudon.
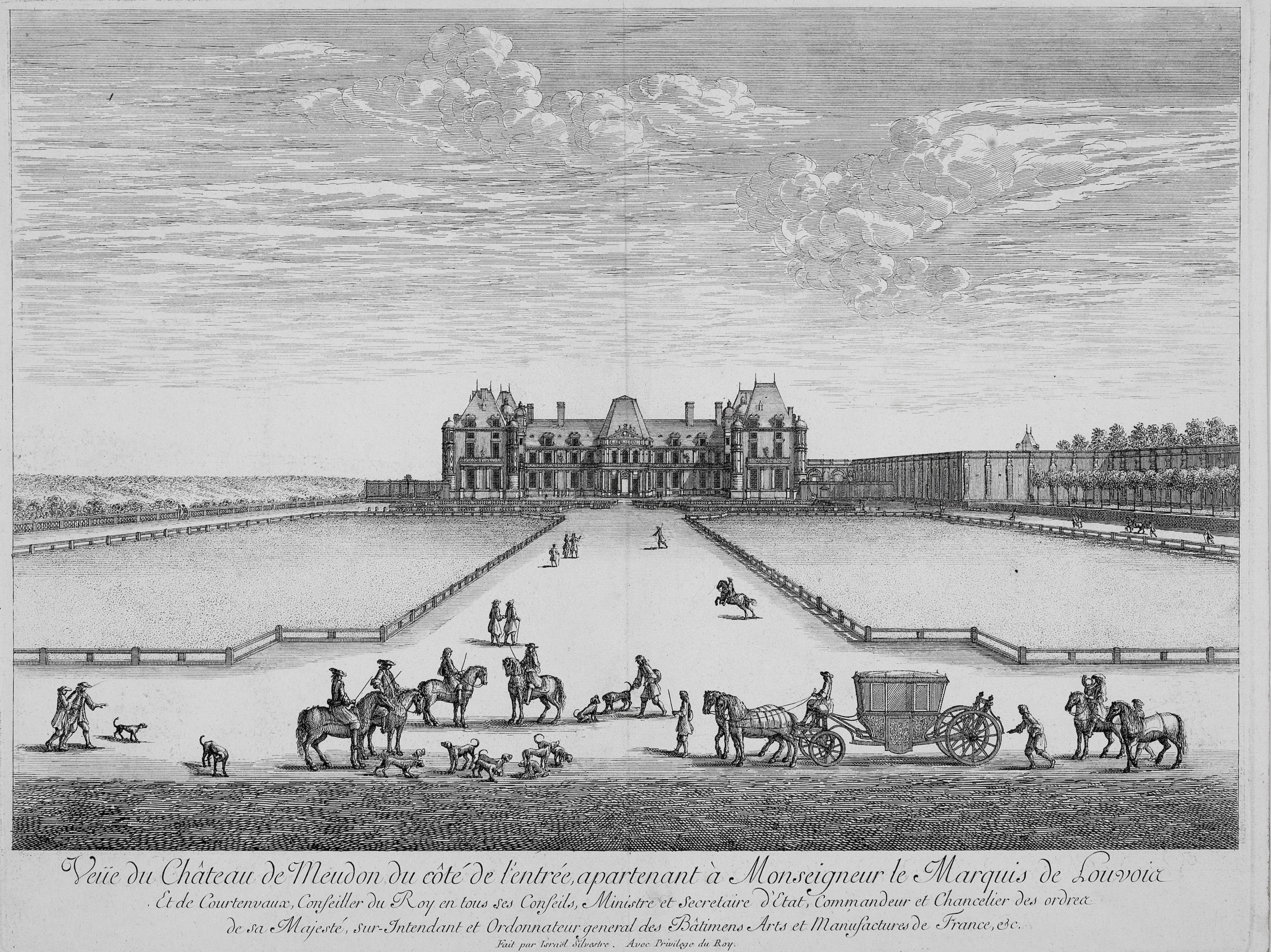
Vue de l'entrée du château de Meudon, Israël Silvestre, 1685.
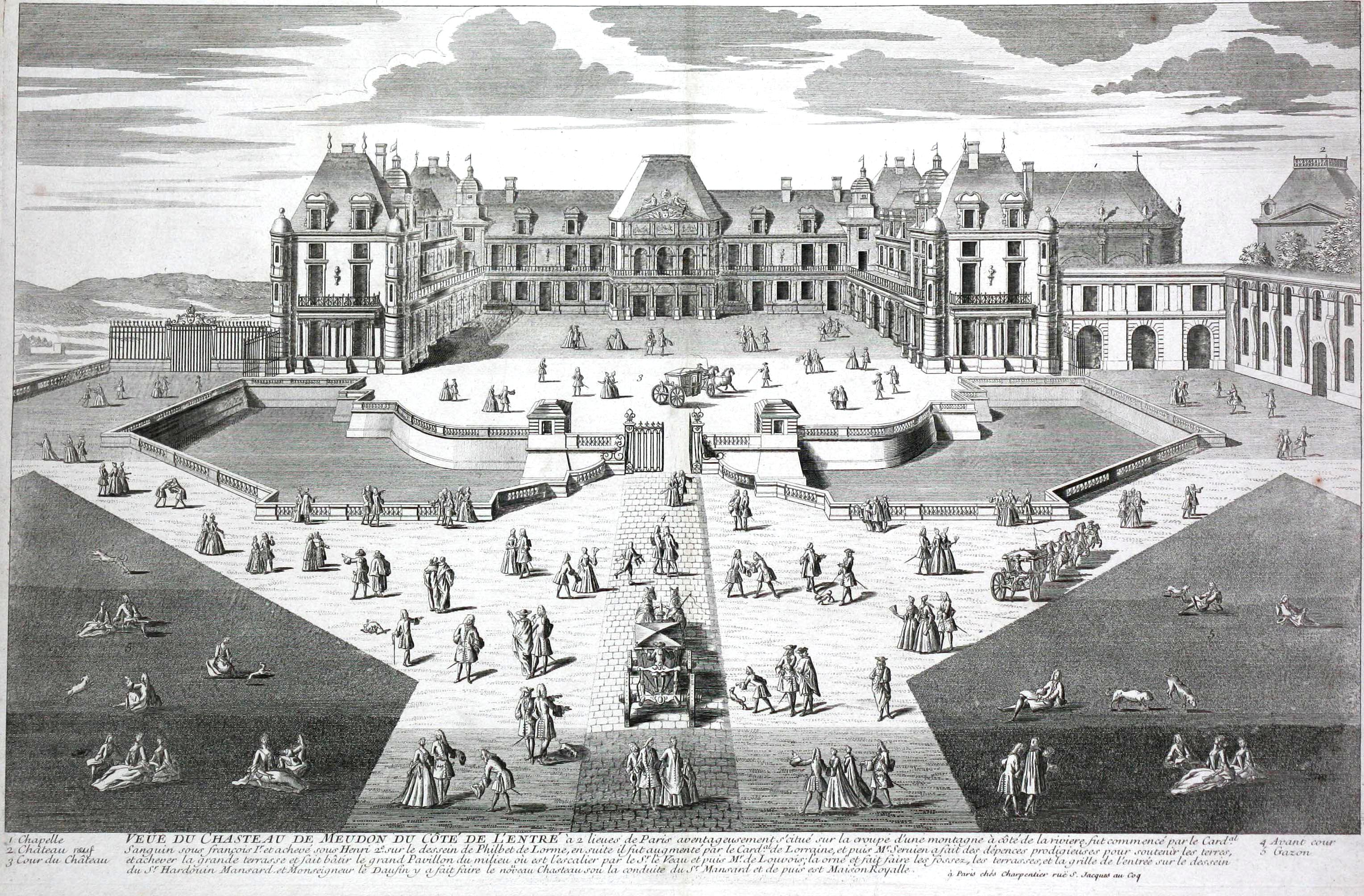
"Veue du château de Meudon du côté de l'entrée", Aveline, vers 1710.
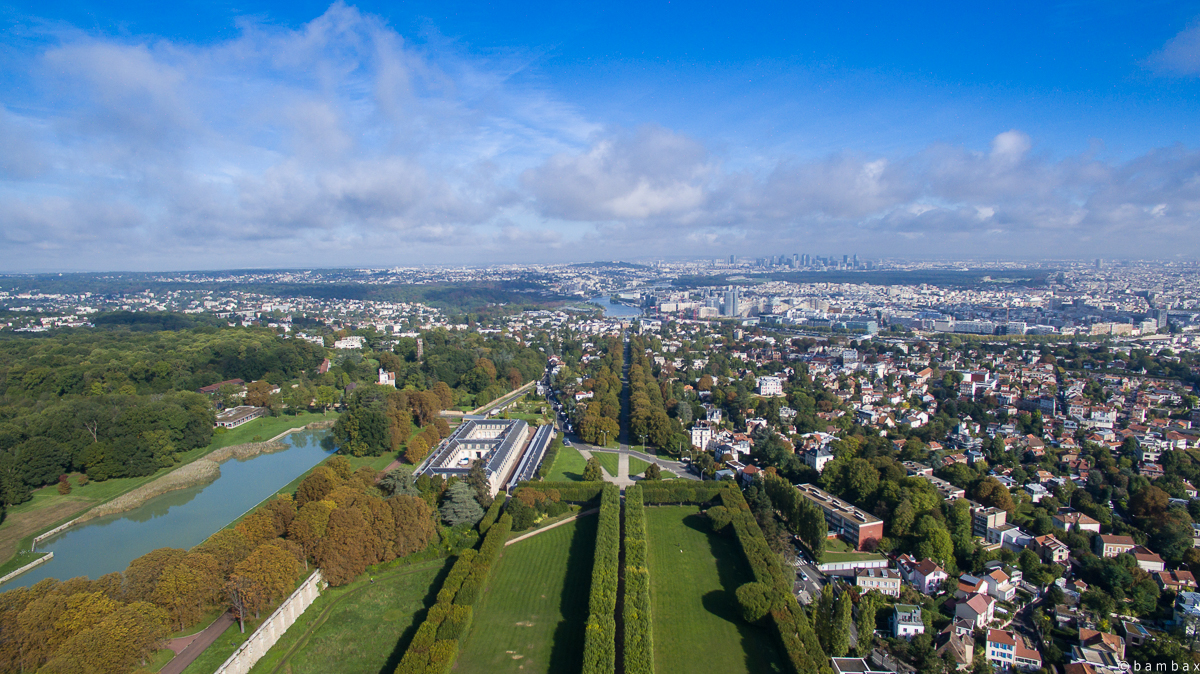
Vue aérienne par drône de l'avenue du château, en direction du nord.

### La visite des appartements et le Grand vestibule
[2] On visitera les appartemens, et on sortira ensuite par le vestibule du milieu du Château.

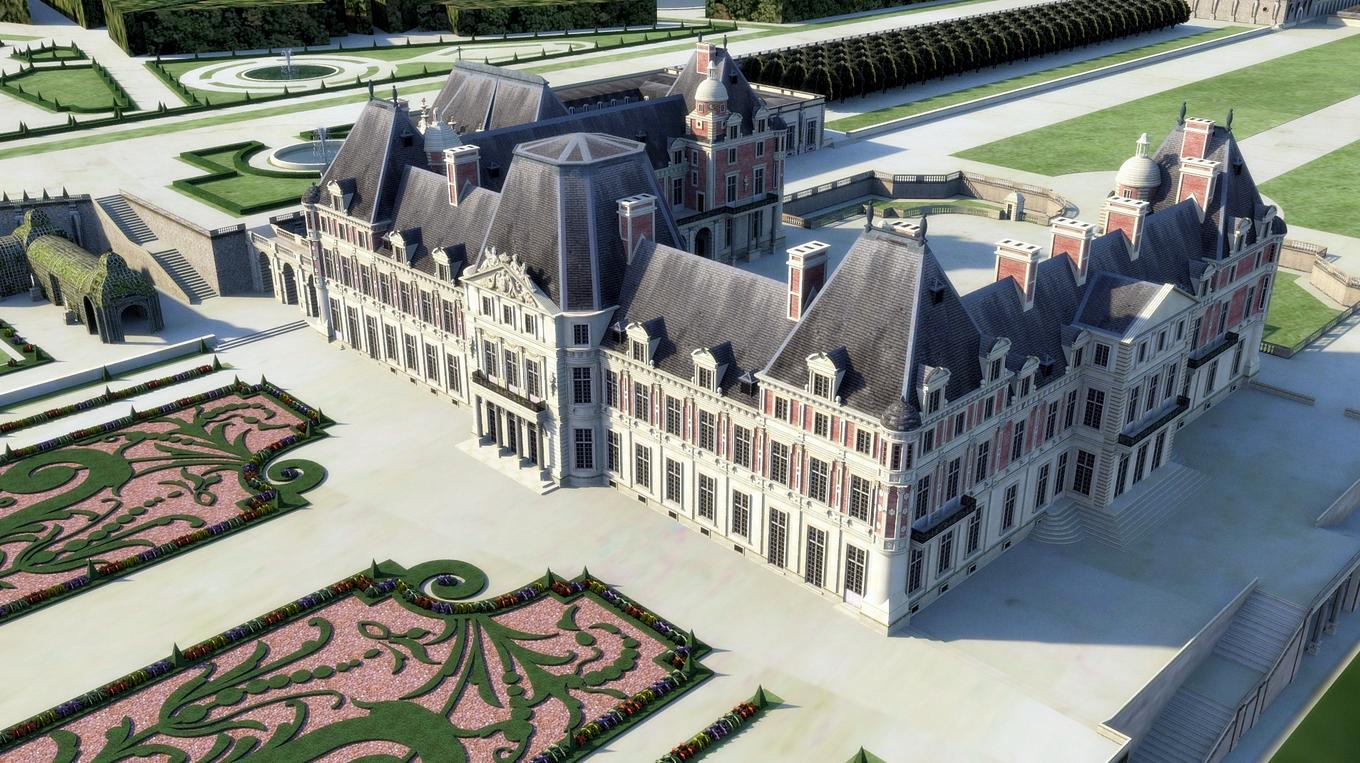
Restitution 3D du château-vieux de Meudon à son apogée, vers 1704. Franck Devedjian et Hervé Grégoire, 2012.
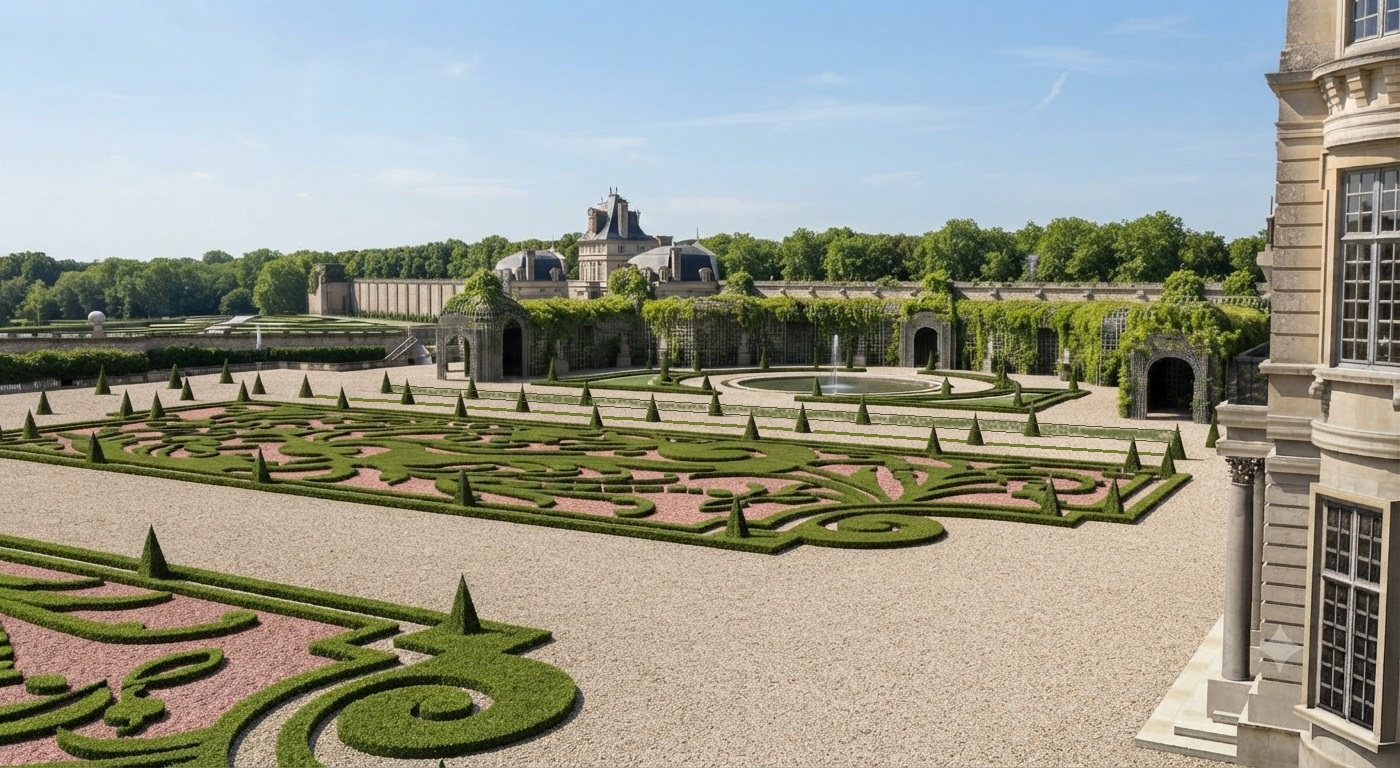
Vue restituée depuis l'appartement de Louis XIV.
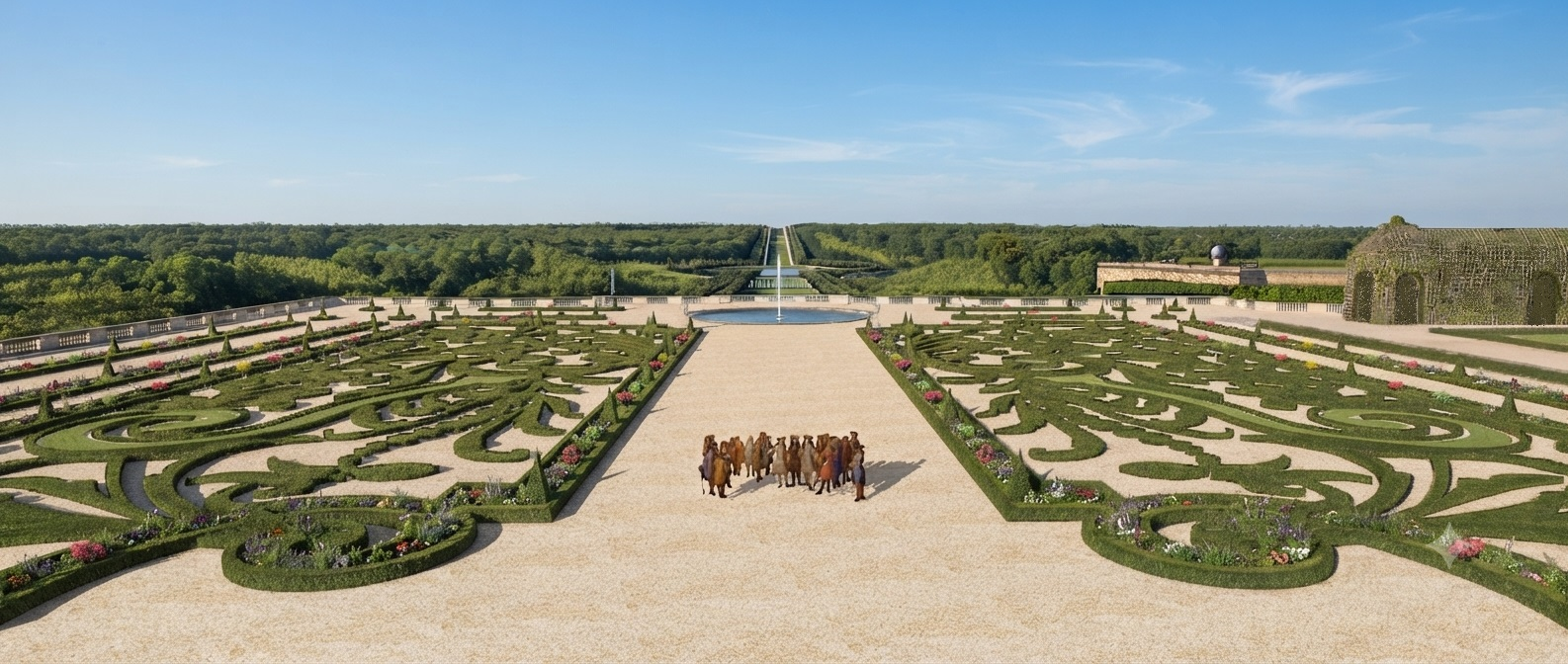
Vue depuis le premier étage du château-vieux sur le parterre principal.
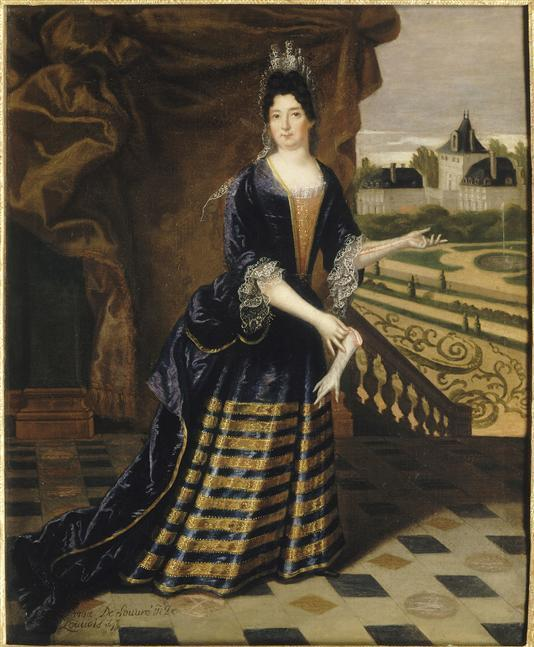
Mme de Louvois à Meudon. Musée de Versailles.
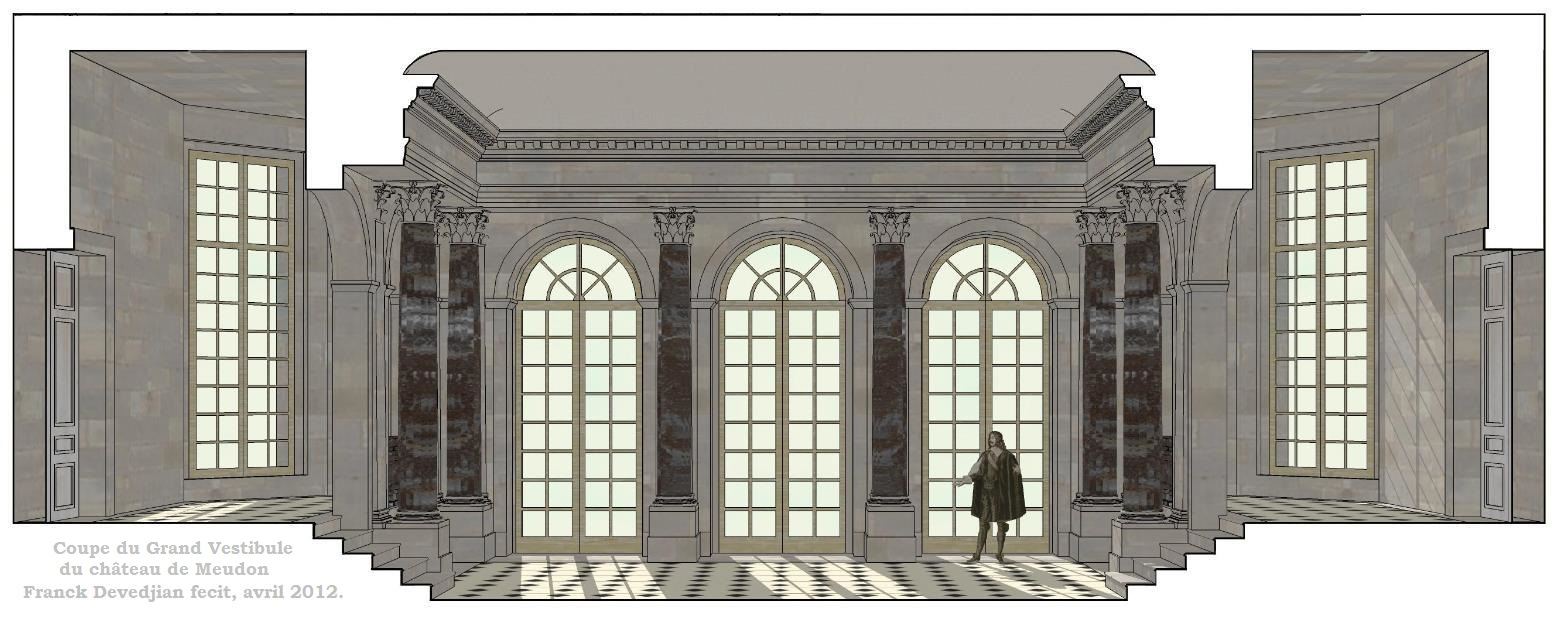
Restitution de la coupe du Grand Vestibule. État de 1658 à 1803.

### Depuis le haut de l'orangerie
[3] On ira droit à la Terrasse au-dessus de l'Orangerie, d'où l'on considérera la face de la Maison, les berceaux, l'Orangerie, le Parterre du Globe, celuy de la Grotte, les grandes Allées de l'Orangerie, l'Ovale, les autres fontaines, et pièce d'Eau, que l'on peut voir d'une seule veuë.

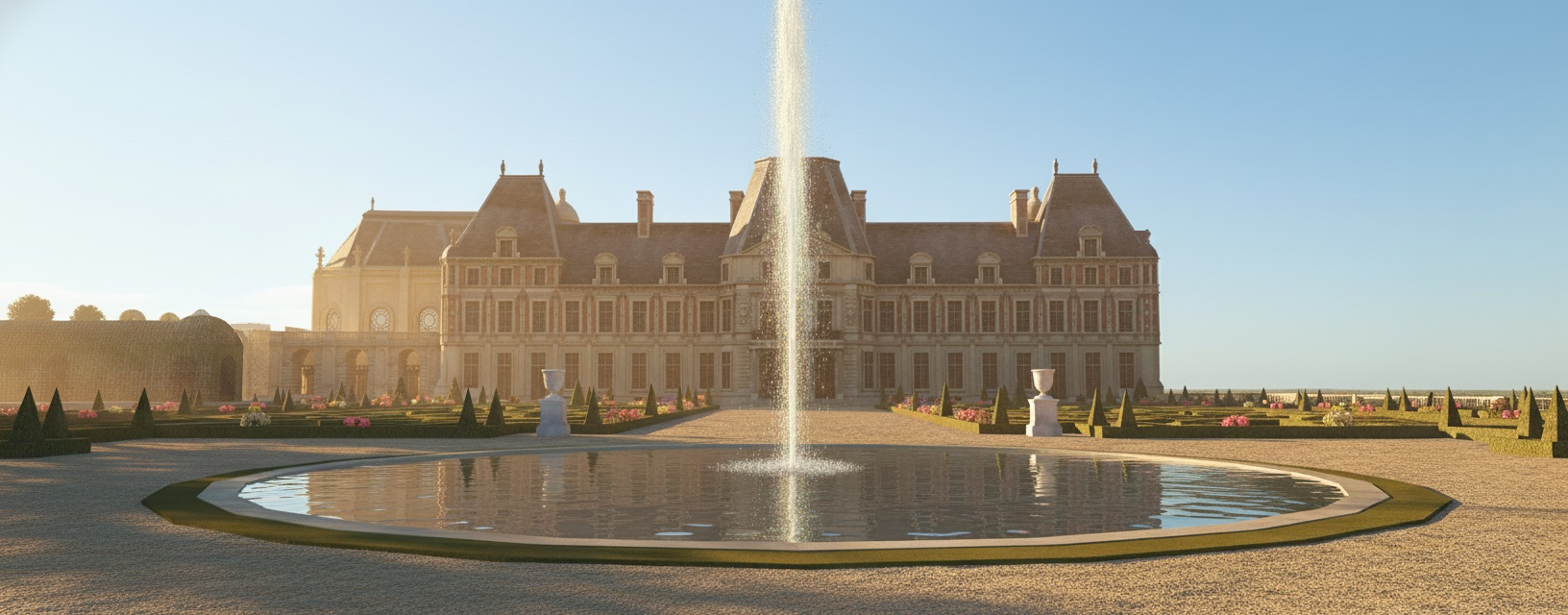
Restitution de la vue sur le château vieux de Meudon depuis le bout du parterre, vers 1710.
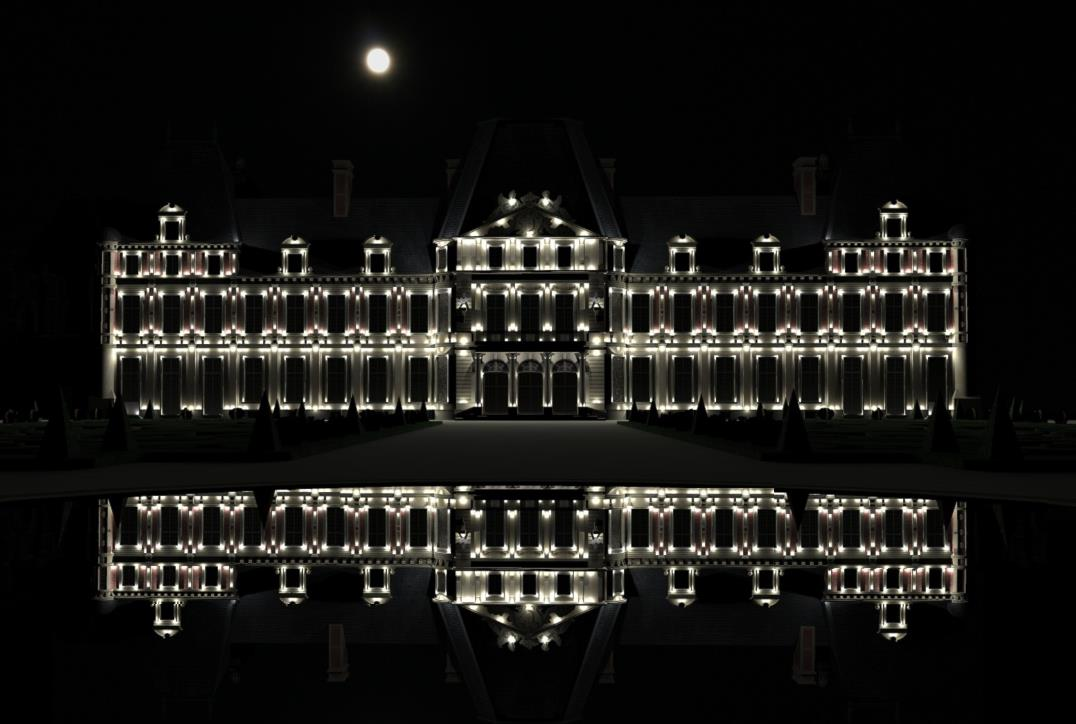
Restitution 3D d'une illumination du château-vieux de Meudon, fête de 1704.
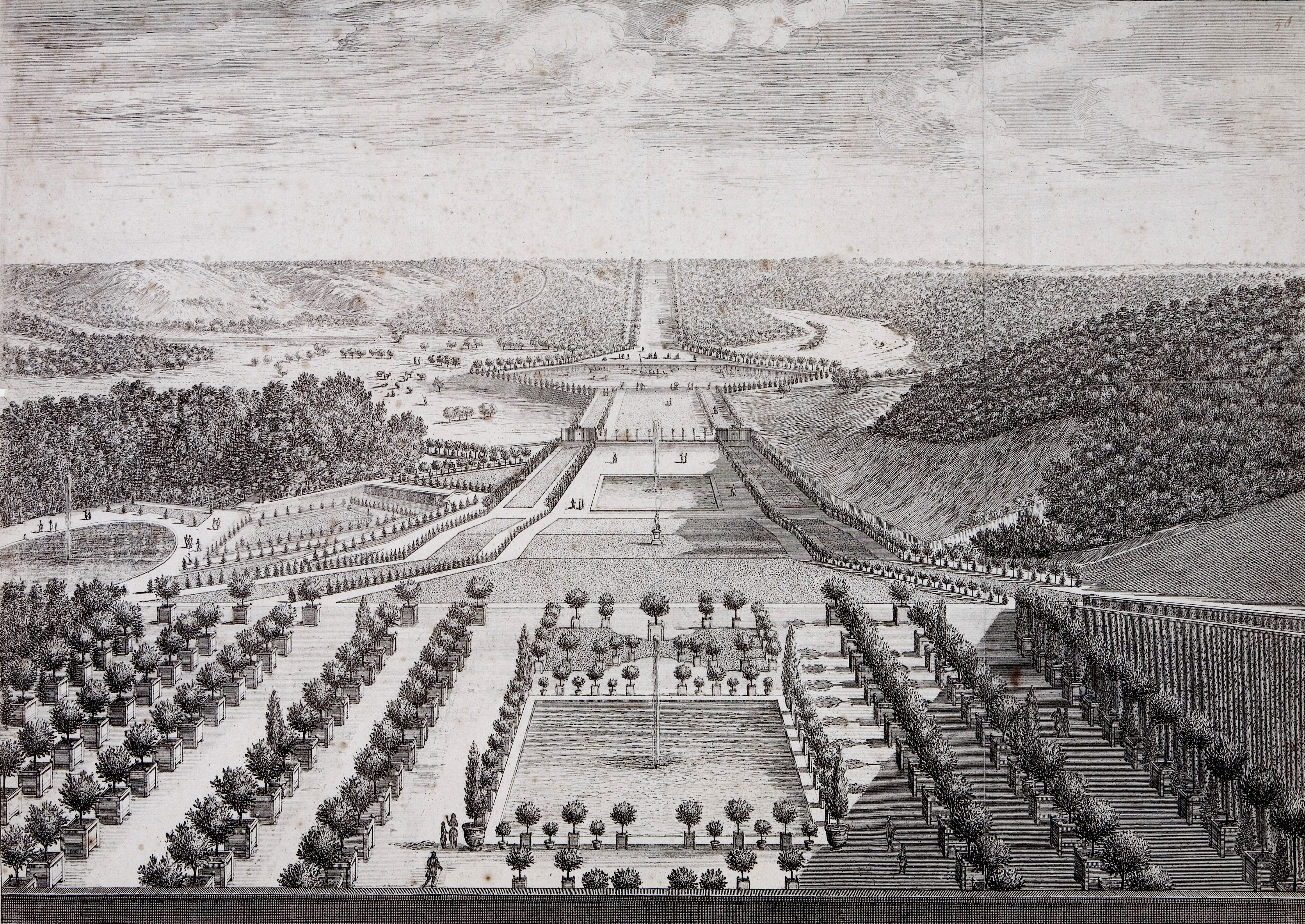
Estampe d'Israël Silvestre représentant la Grande Perspective de Meudon, vers 1685. Vue depuis le haut de l'Orangerie.
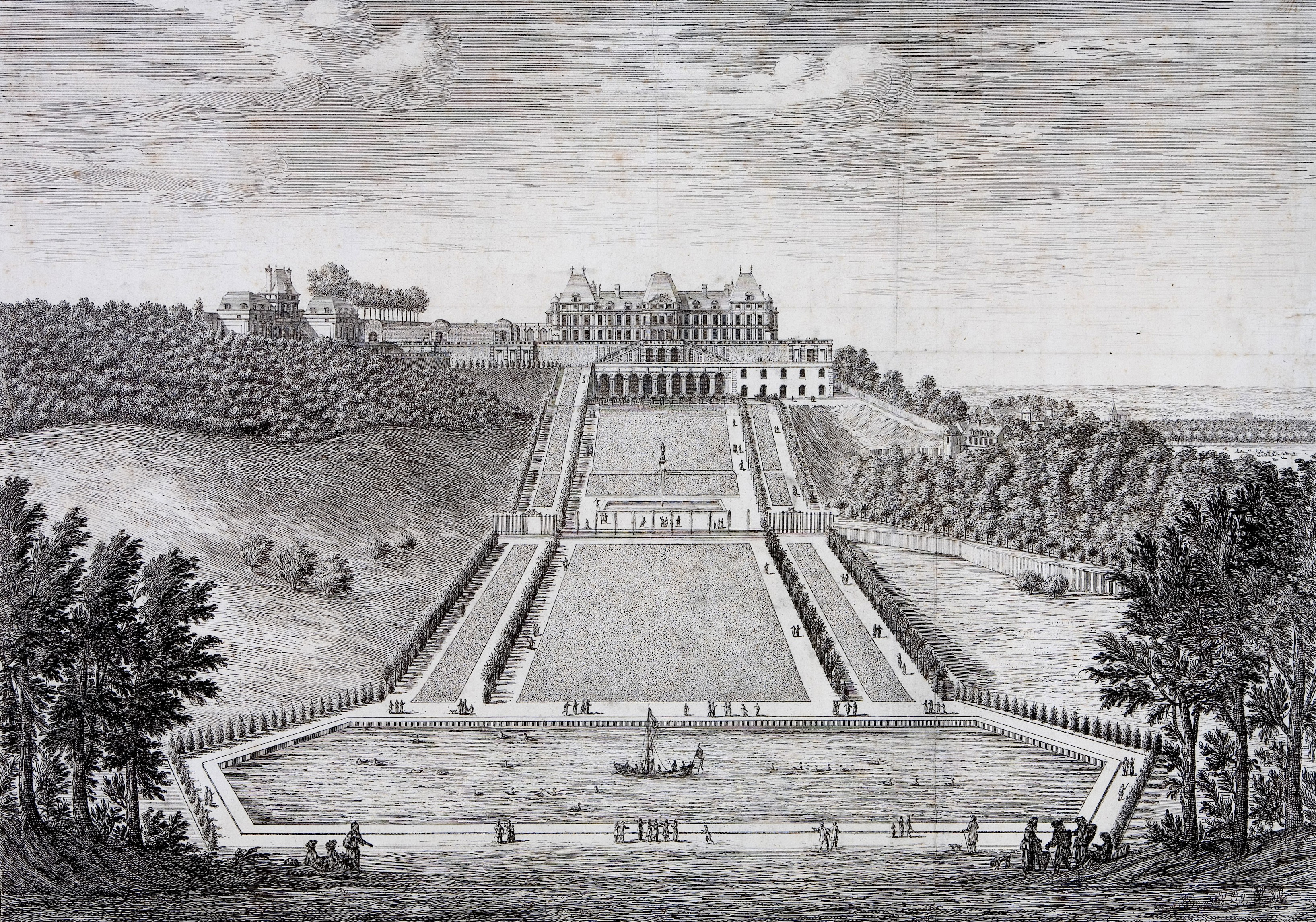
Estampe d'Israël Silvestre représentant la Grande Perspective de Meudon depuis le tapis vert. Vers 1685.
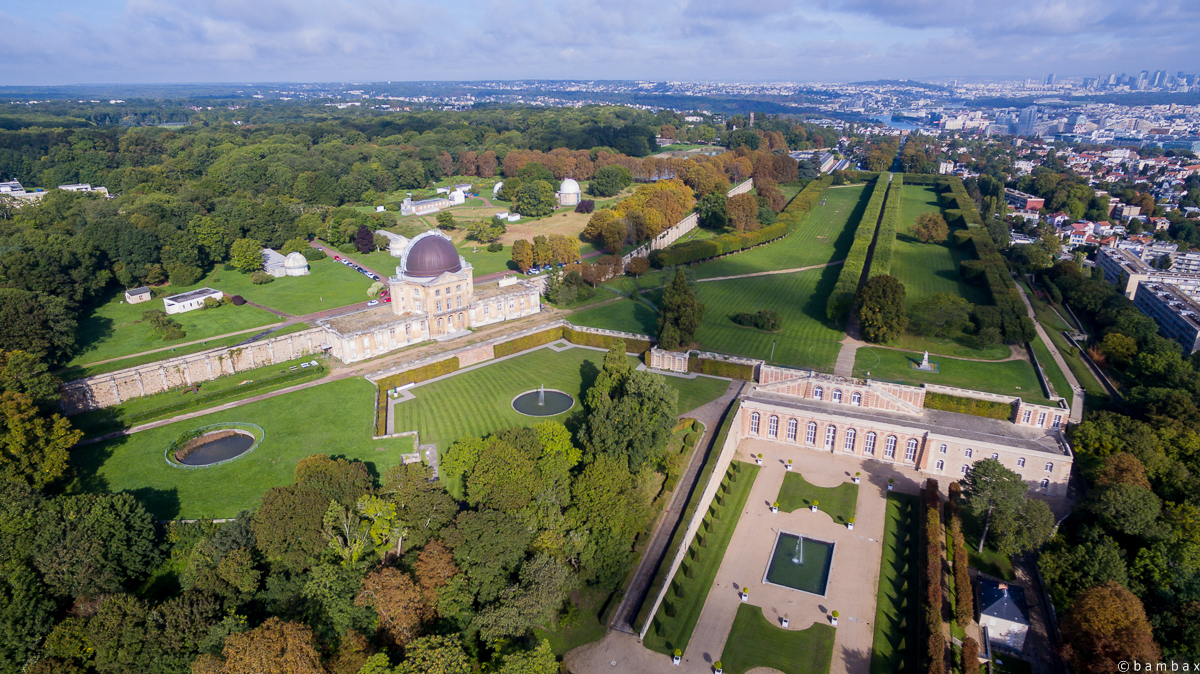
Vue aérienne de l'Orangerie et des restes du Château-Neuf transformé en observatoire.
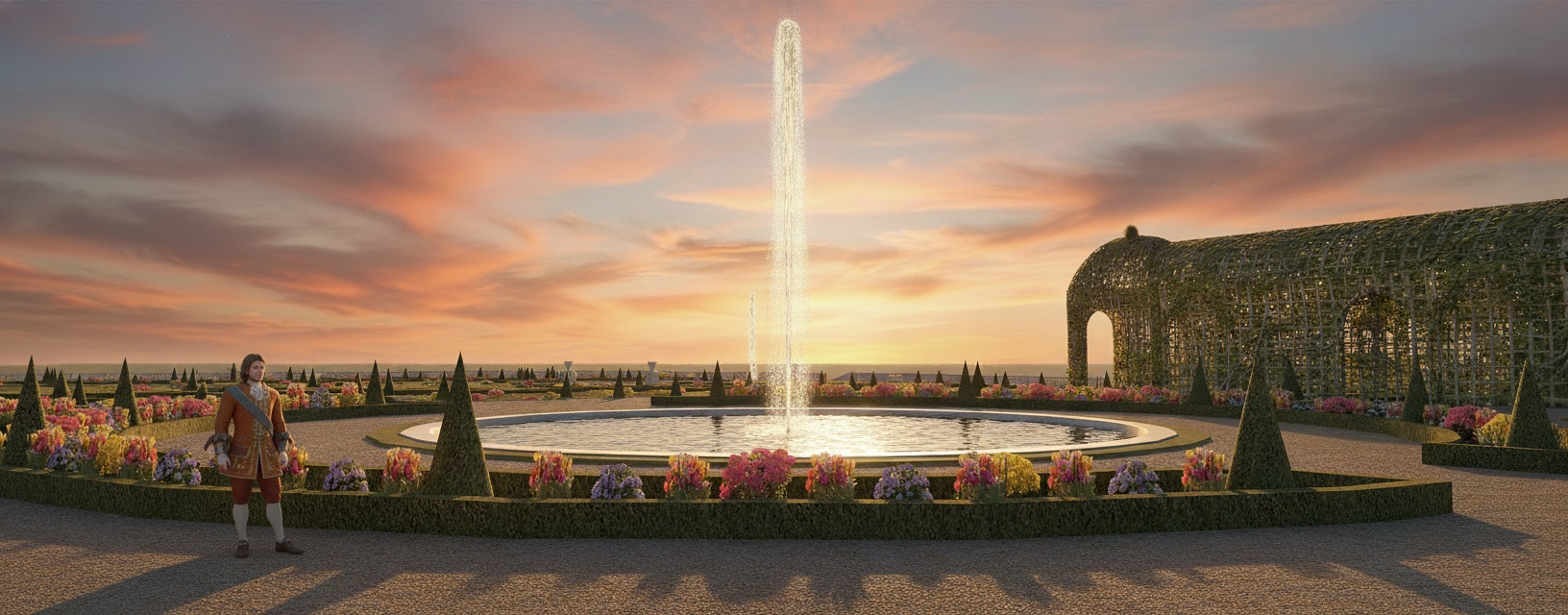
Restitution de la vue depuis les Berceaux de treillage de Meudon, vers 1700.

### La Grotte
[4] On tournera à droit, et on ira en passant devant la Grotte, faire le tour du parterre du Globe, en tournant par la petite Terrasse des Marronniers en suivant la Balustrade.

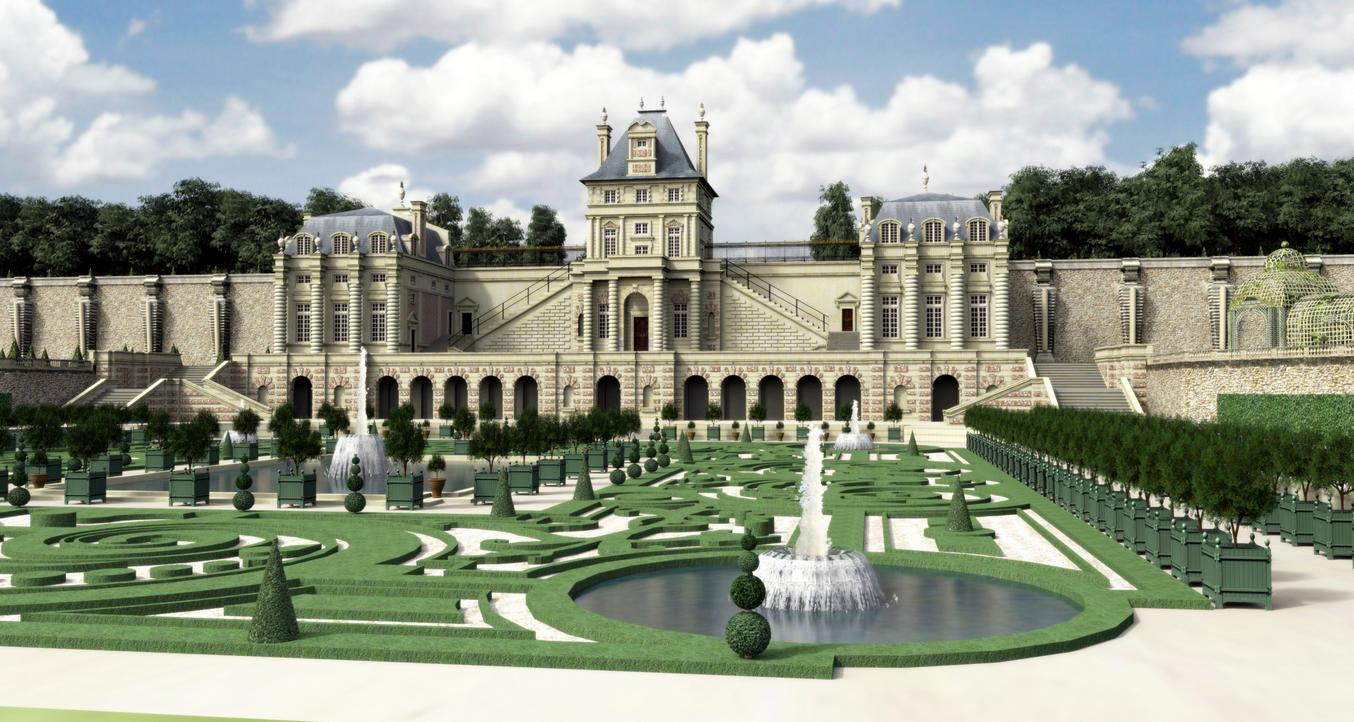
Restitution 3D de la Grotte de Meudon, état vers 1690-1700. Franck Devedjian et Hervé Grégoire, 2013.
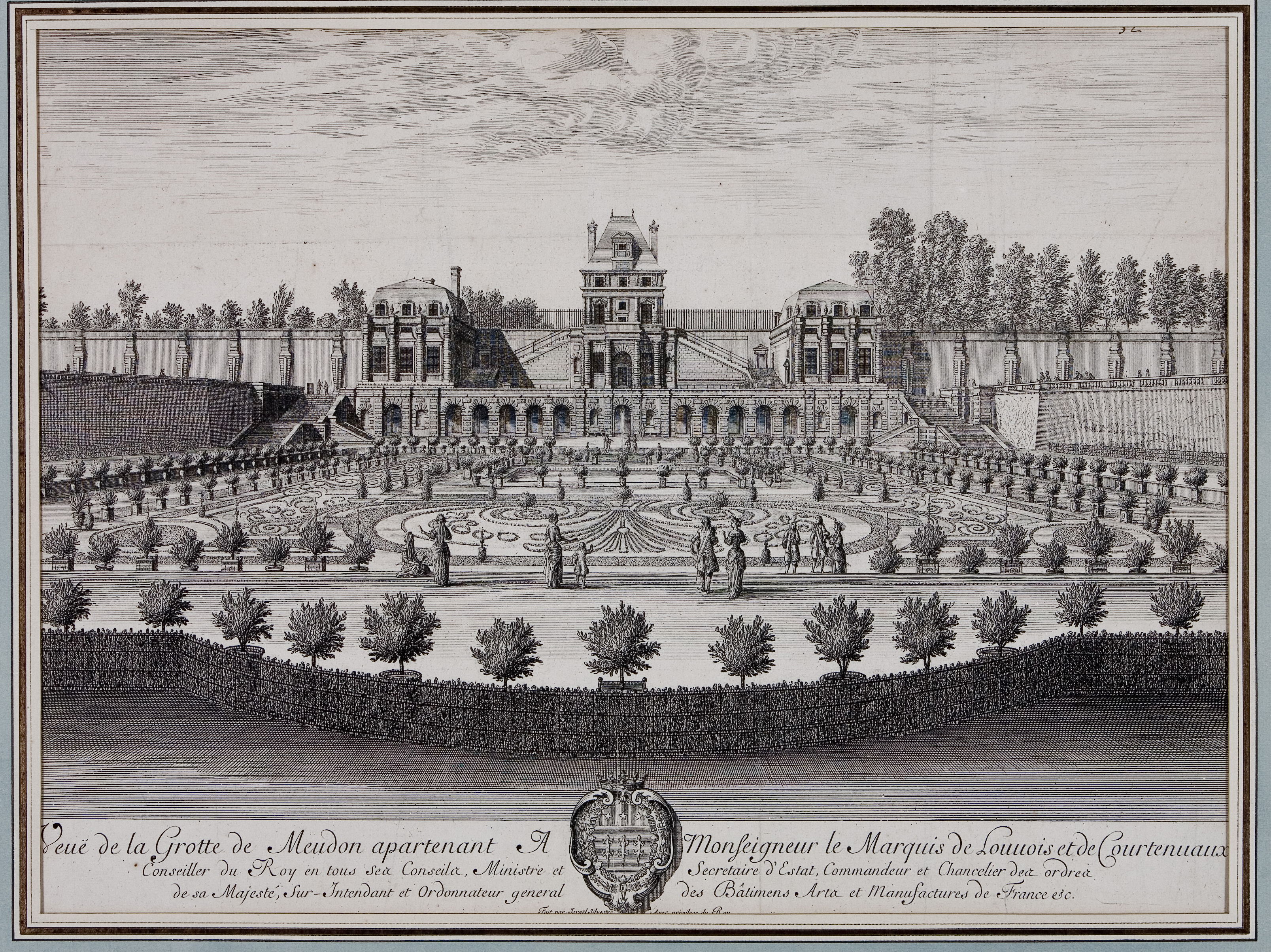
La Grotte de Meudon et son parterre, Israël Silvestre, vers 1685.
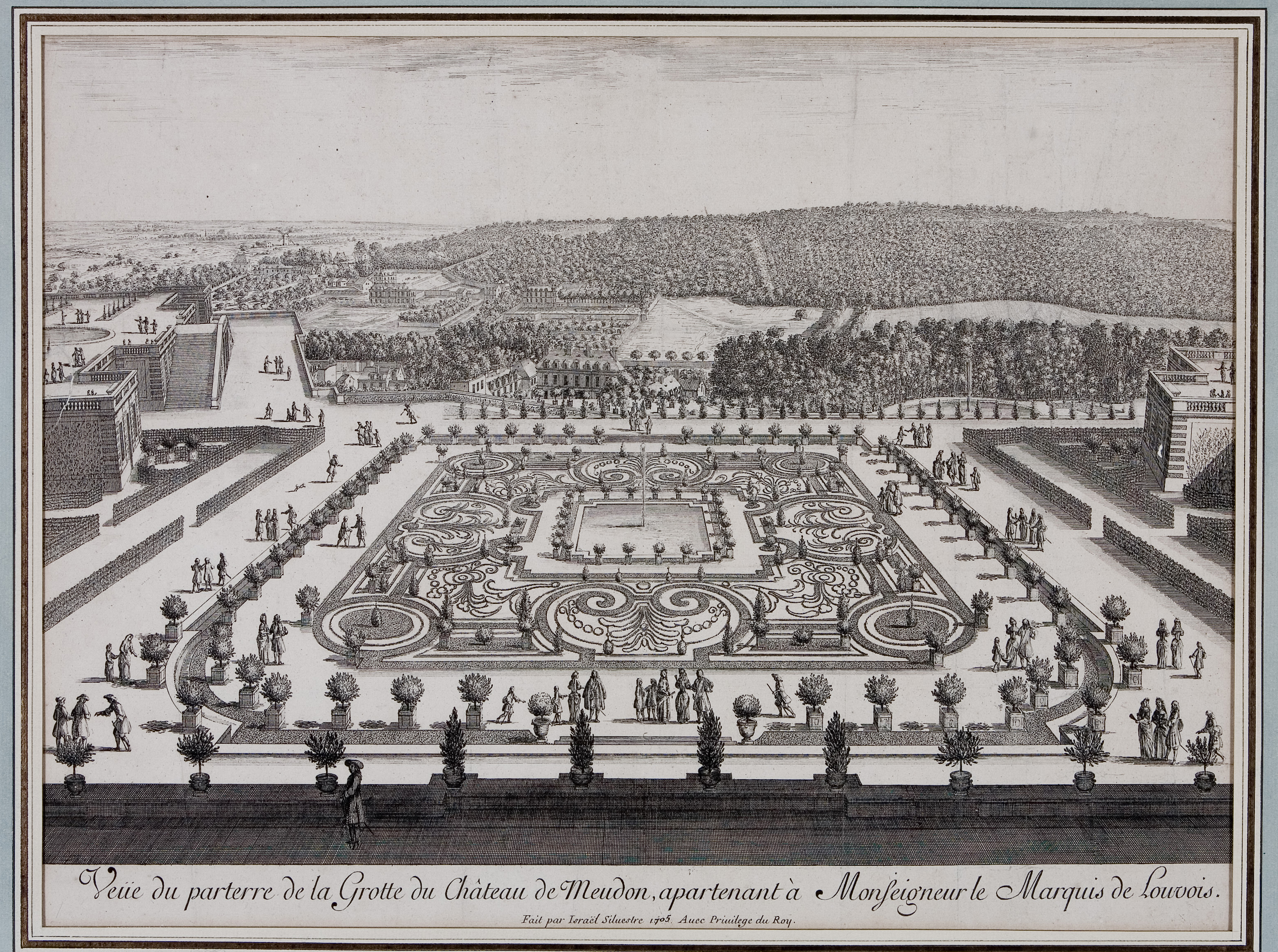
Le parterre de la Grotte de Meudon, vu depuis le salon central. Israël Silvestre, vers 1685.
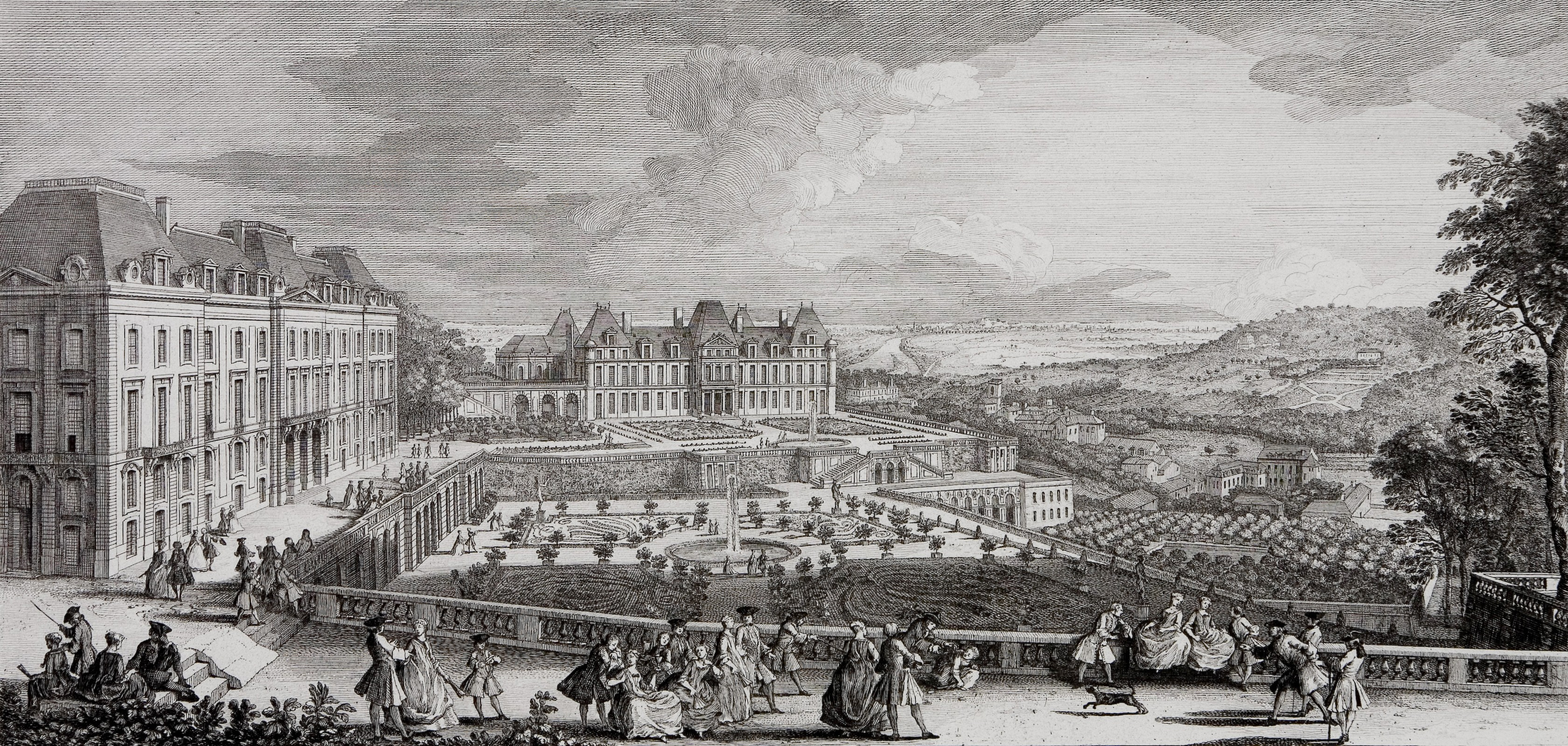
Vue du château de Meudon du côté des parterres. Gravure par Jacques Rigaud, 1733. Vue prise depuis le parterre du Globe.

### Le Globe
[5] On fera aussi remarquer la veuë  qu'il y a à l'angle qui regarde l'Orangerie, puis on continuëra la marche pardevant le Globe, que l'on fera regarder, ensuite on descendra sur le parterre de la grotte, par le premier Escalier que l'on trouve en venant de ce côté.

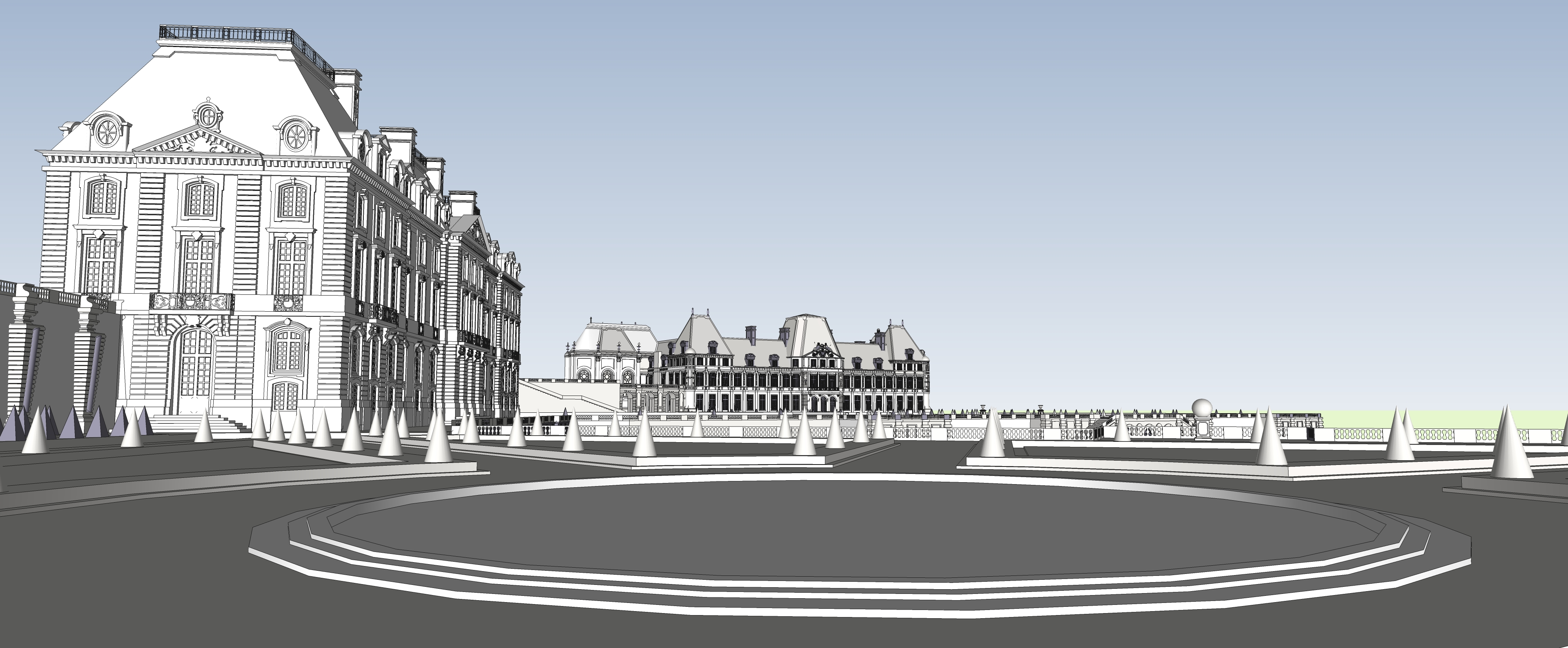
Schéma de la vue depuis le parterre du Globe, vers 1715.
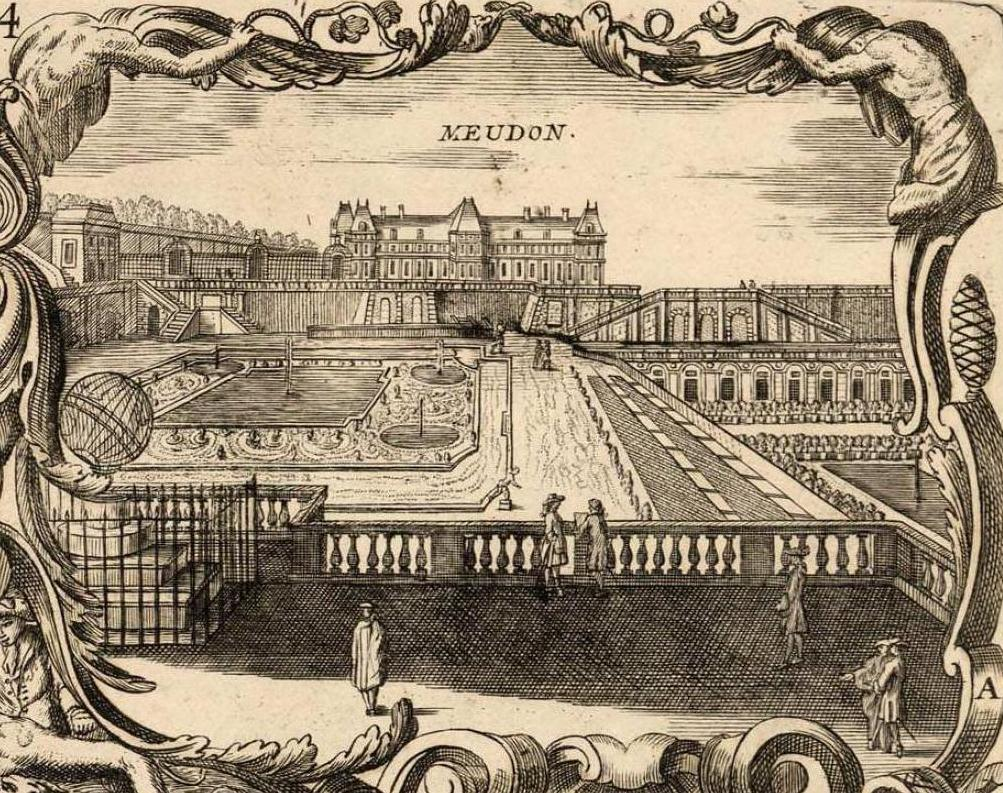
Vue gravée de Meudon vers 1700, avec le Globe de marbre sur la gauche.
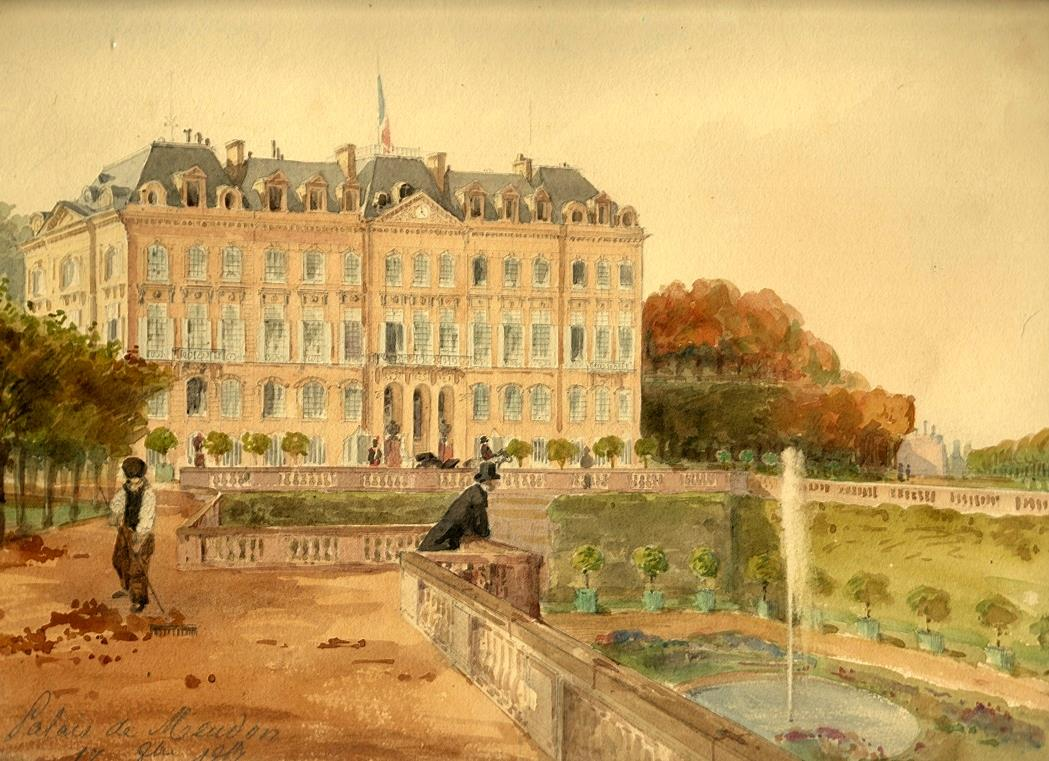
Vue du château-neuf de Meudon depuis le parterre du Globe, vers 1850.
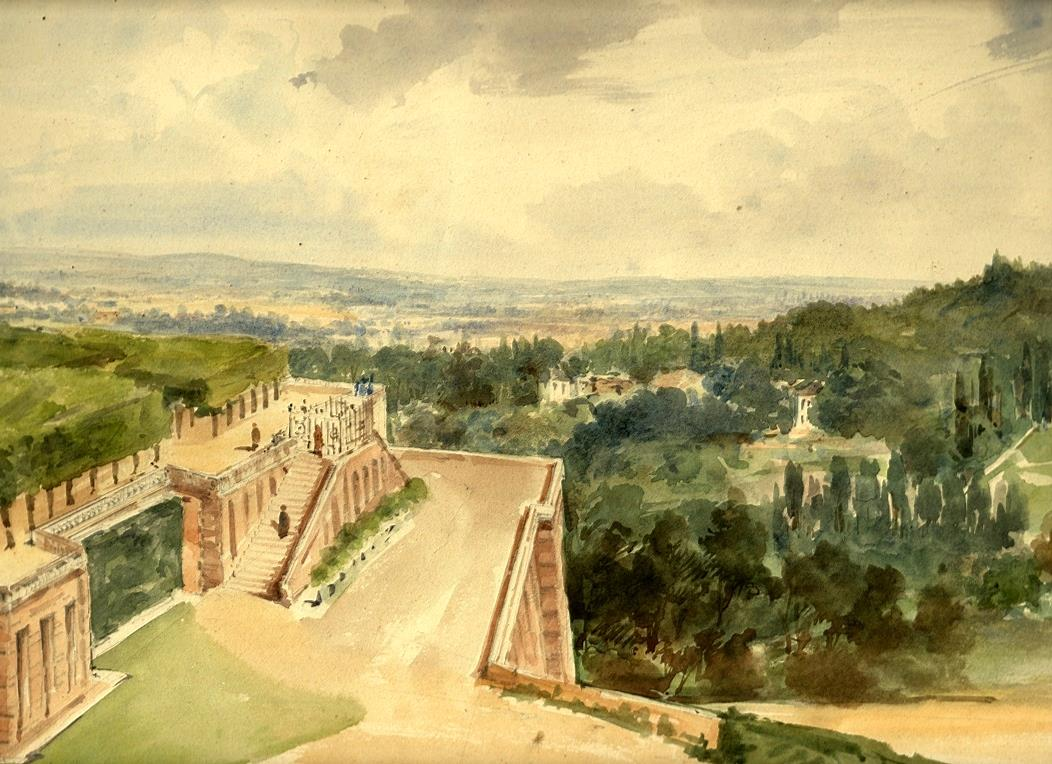
Vue depuis le château-neuf de Meudon, vers 1850.
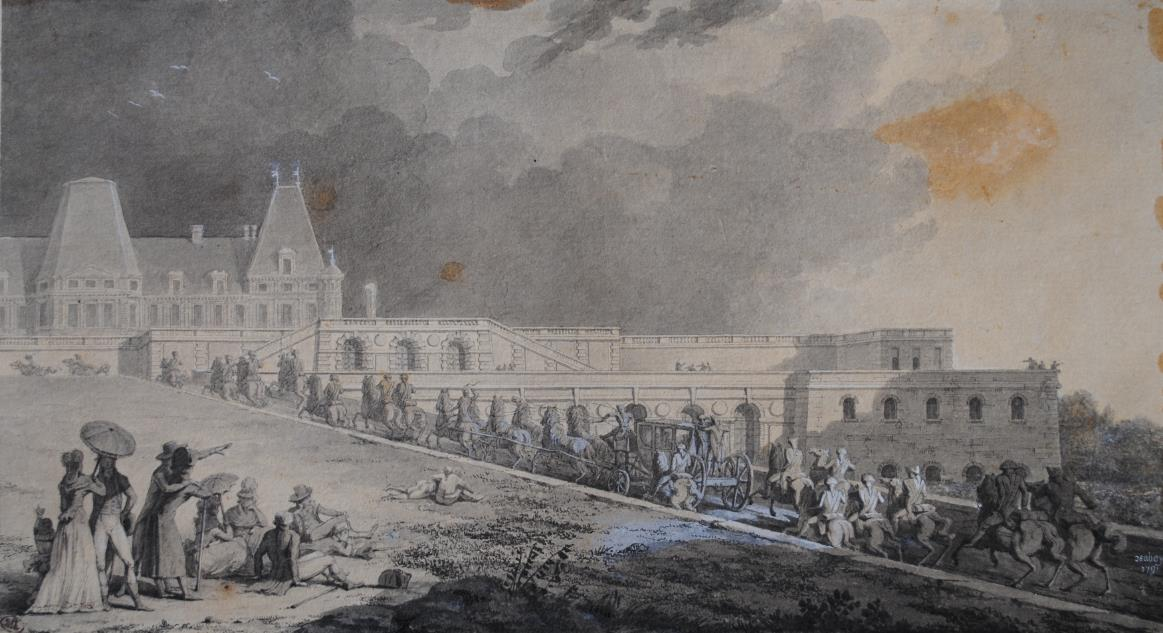
Retour de la promenade de Mr le Dauphin (Louis XVII) au vieux château de Meudon, Isabey, 1791. Musée du Louvre[2].
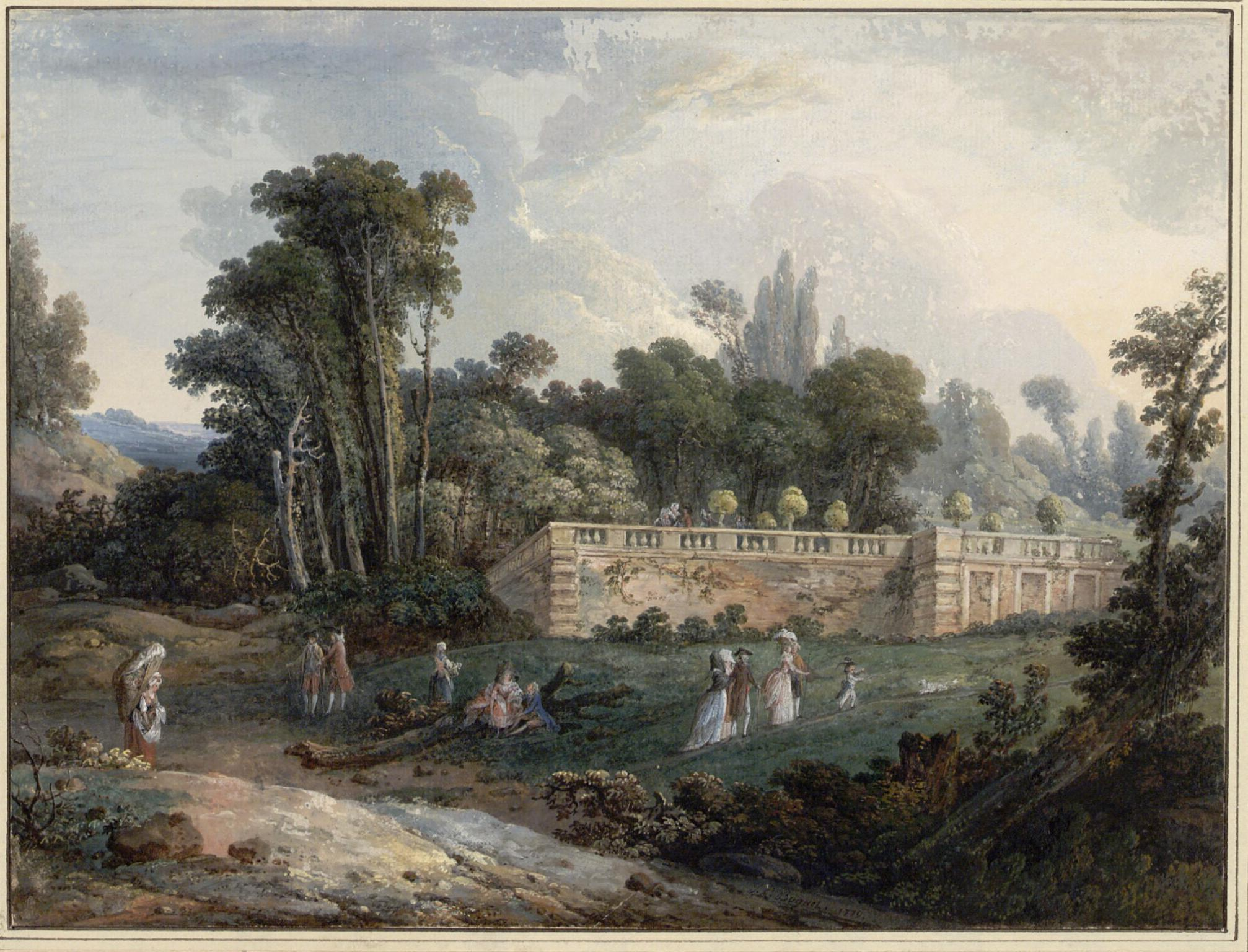
Vue du parterre du Globe au château de Meudon en 1779. Jean Pierre Bocquet (Paris 1751 - Paris 1817). Albertina museum, inv. 12591. Gouache, 22 × 29 cm.

### Le Parterre de la Grotte et la rampe de l'Orangerie
[6] On descendra ensuite par la Rampe de main gauche pour faire le demi tour dudit parterre, et arriver à la rampe de l'Orangerie, où l'on descendra.

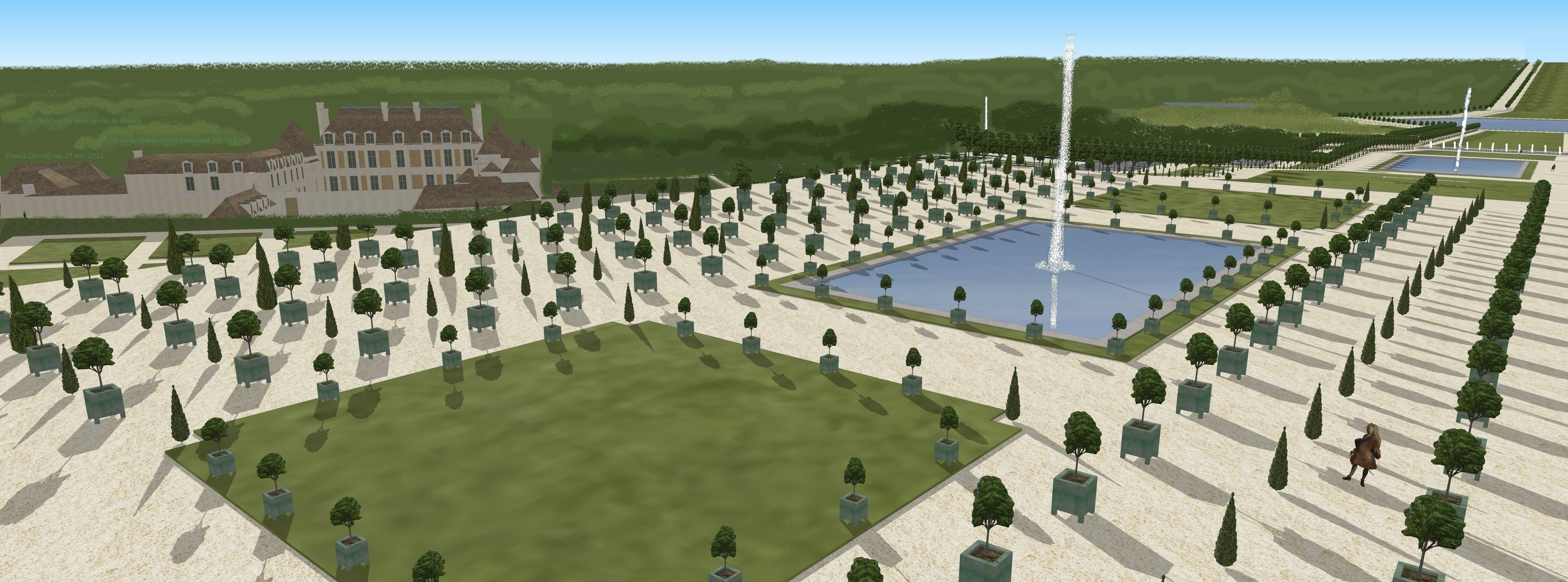
Restitution du parterre de l'Orangerie de Meudon, vu depuis l'angle en haut de la rampe, 1700.
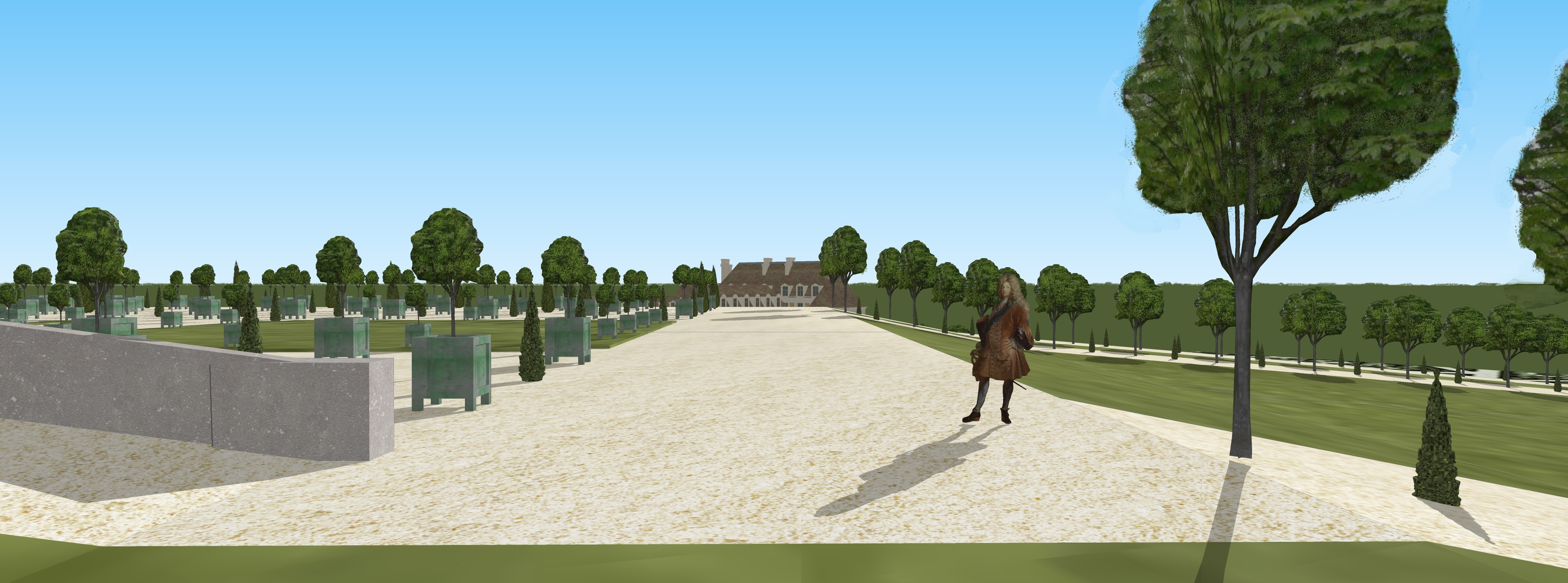
Restitution de la vue depuis le bas de la rampe de l'Orangerie, vers 1700.
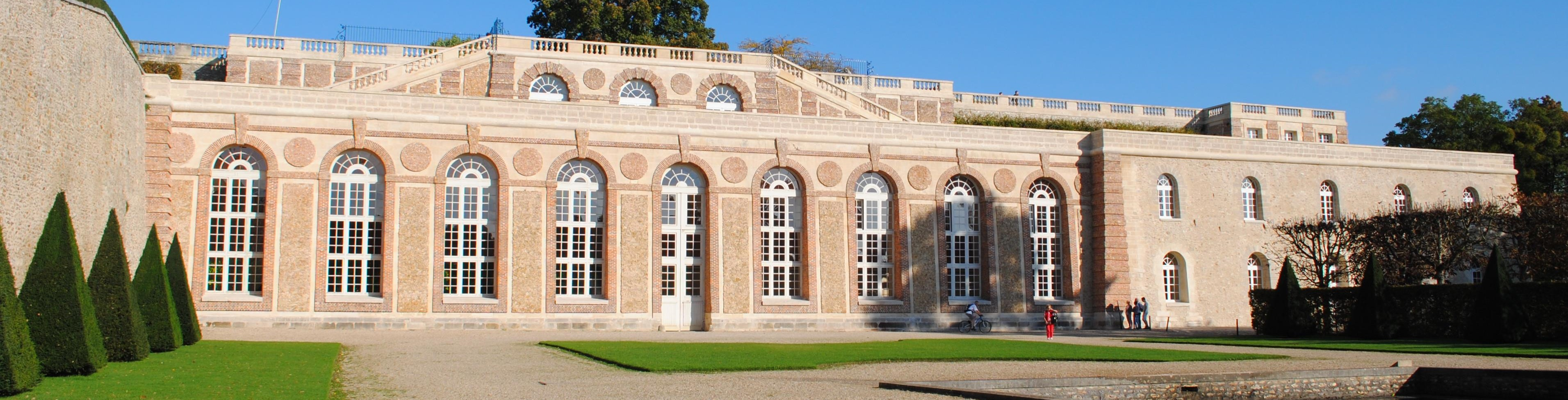
L'orangerie de Meudon, XVIIe siècle. Restaurée en 2012.
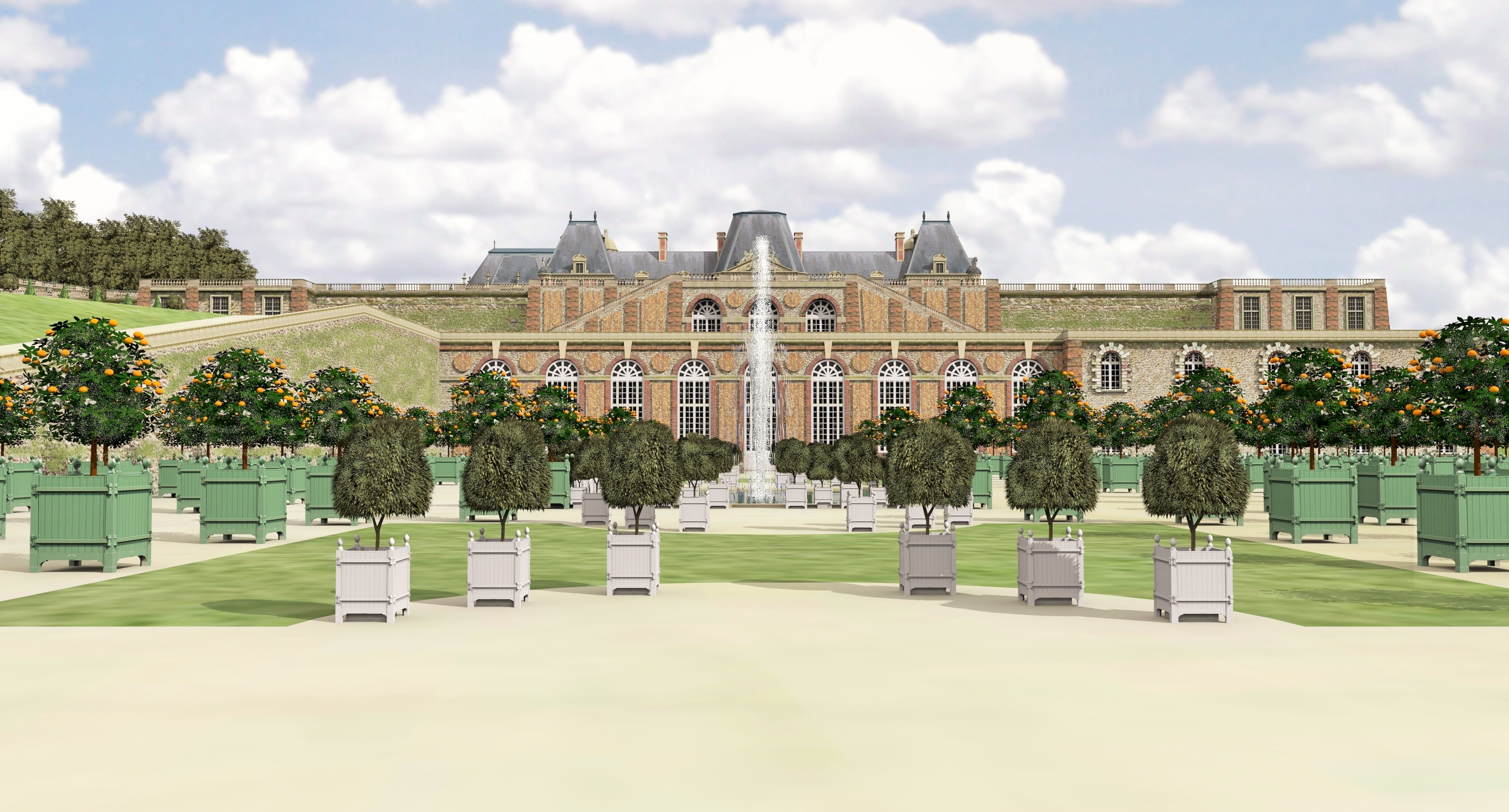
Restitution 3D du parterre de l'Orangerie, avec le jeu visuel des toitures du château, vers 1710.

### L'Orangerie et le Grand Carré
[7] On fera le tour de l'Orangerie, puis on descendra dans la grande allée de l'Orangerie jusqu'au grand Quarré.

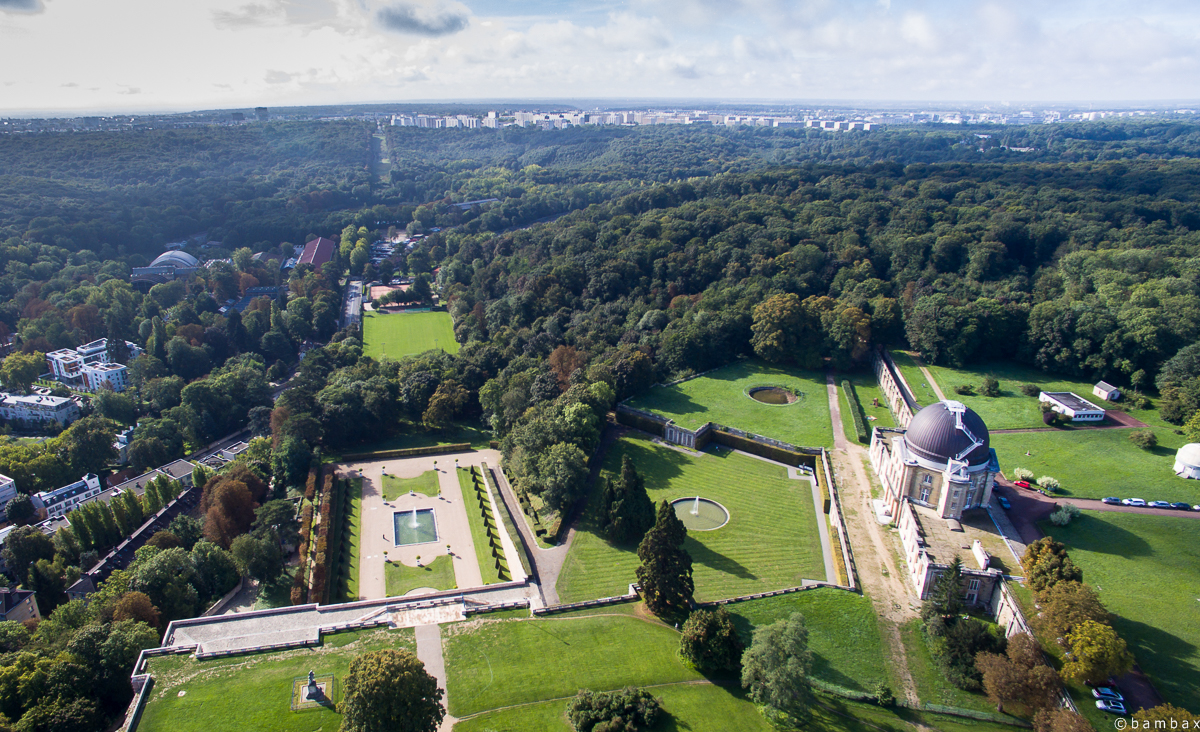
Vue aérienne sur la Grande Perspective vers le Sud.
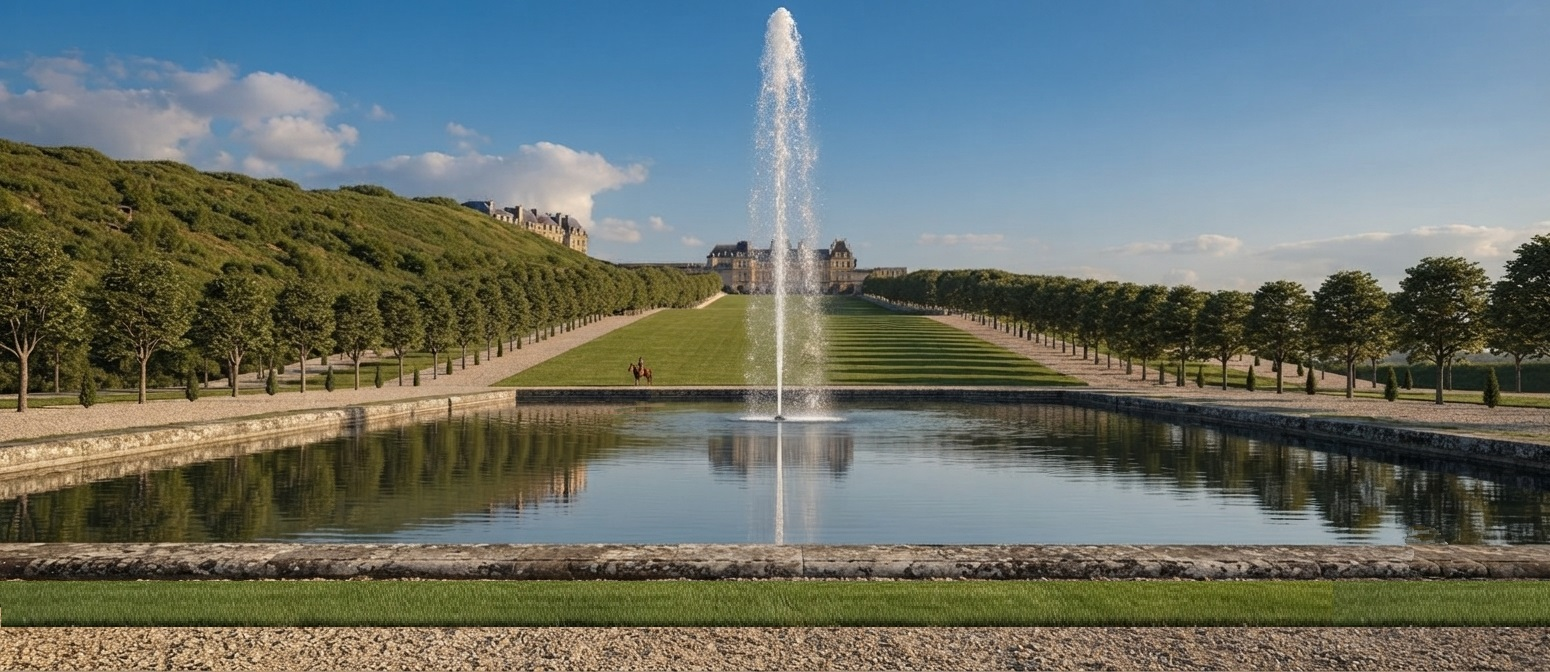
Schéma de la vue depuis le Grand Carré sur les châteaux de Meudon, XVIIIe siècle.
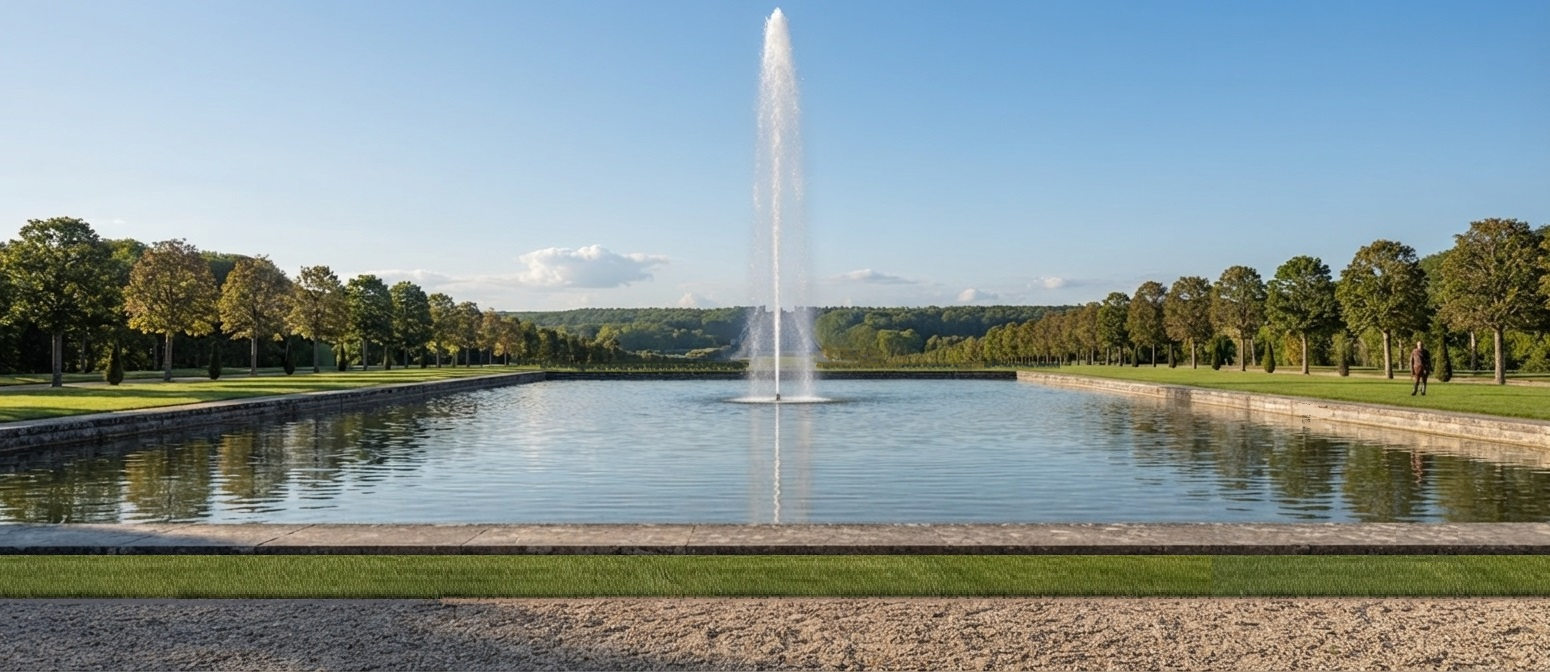
Restitution de la vue depuis le Grand Carré vers le Tapis vert, XVIIe siècle.
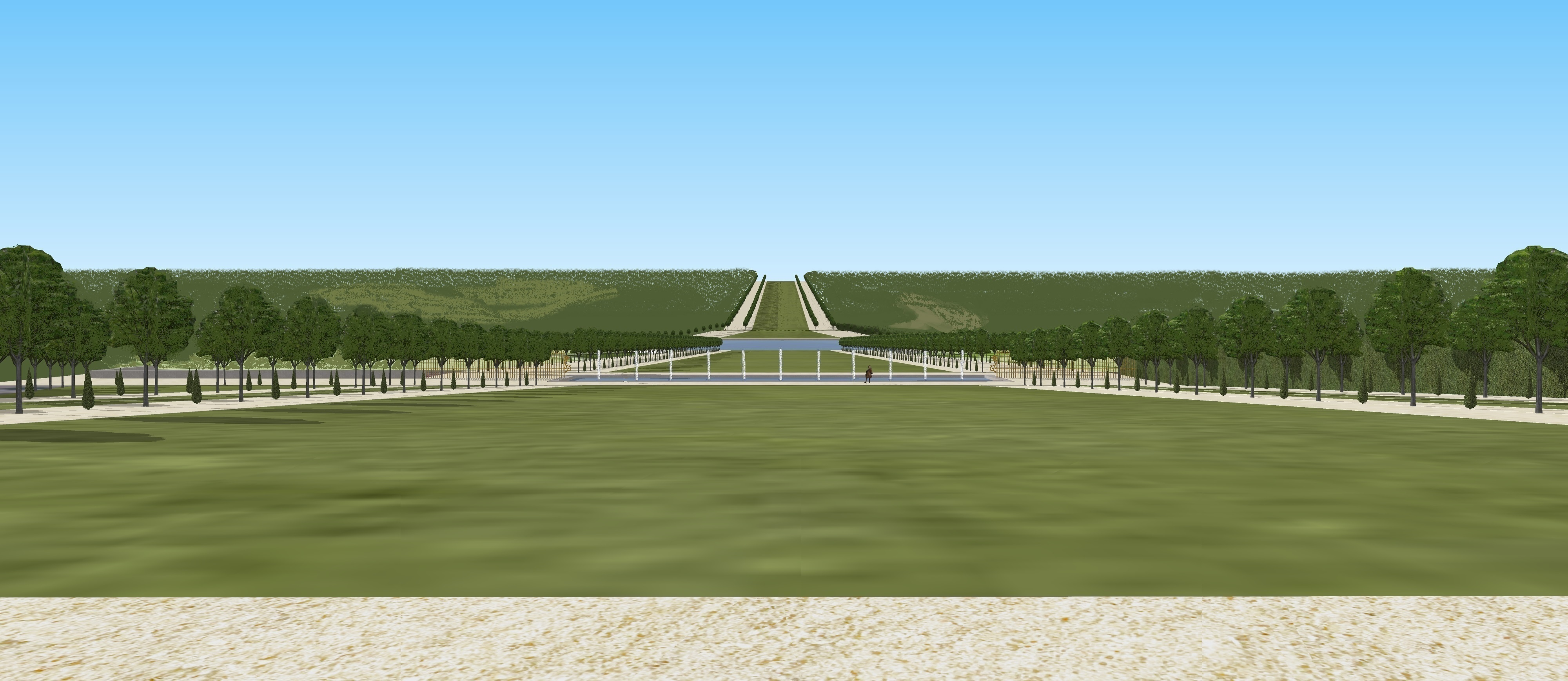
Restitution de la vue depuis le Grand Carré sur le Pont d'eau (ou grille d'eau), XVIIe siècle.

### L'Ovale
[8] On descendra ensuite par la Rampe à droite de la pièce de l'Ovale, on s'arrestera un peu au bas de ladite Rampe, pour regarder les Allées qui y aboutissent, & les fontaines que l'on peut voir de cet endroit.

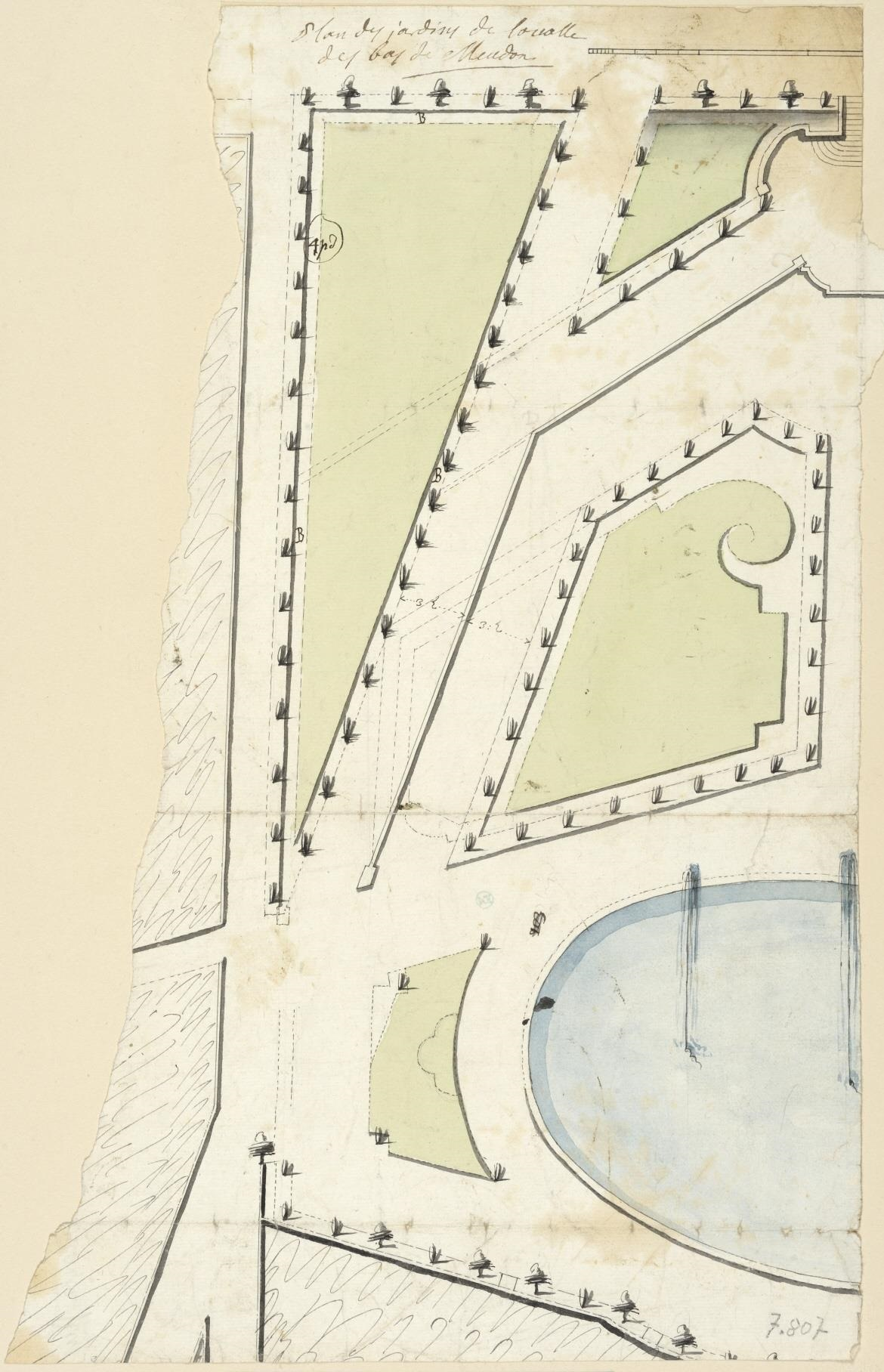
Dessin d'André Le Nôtre pour l'Ovale. Nationalmuseum de Stockholm, Suède.
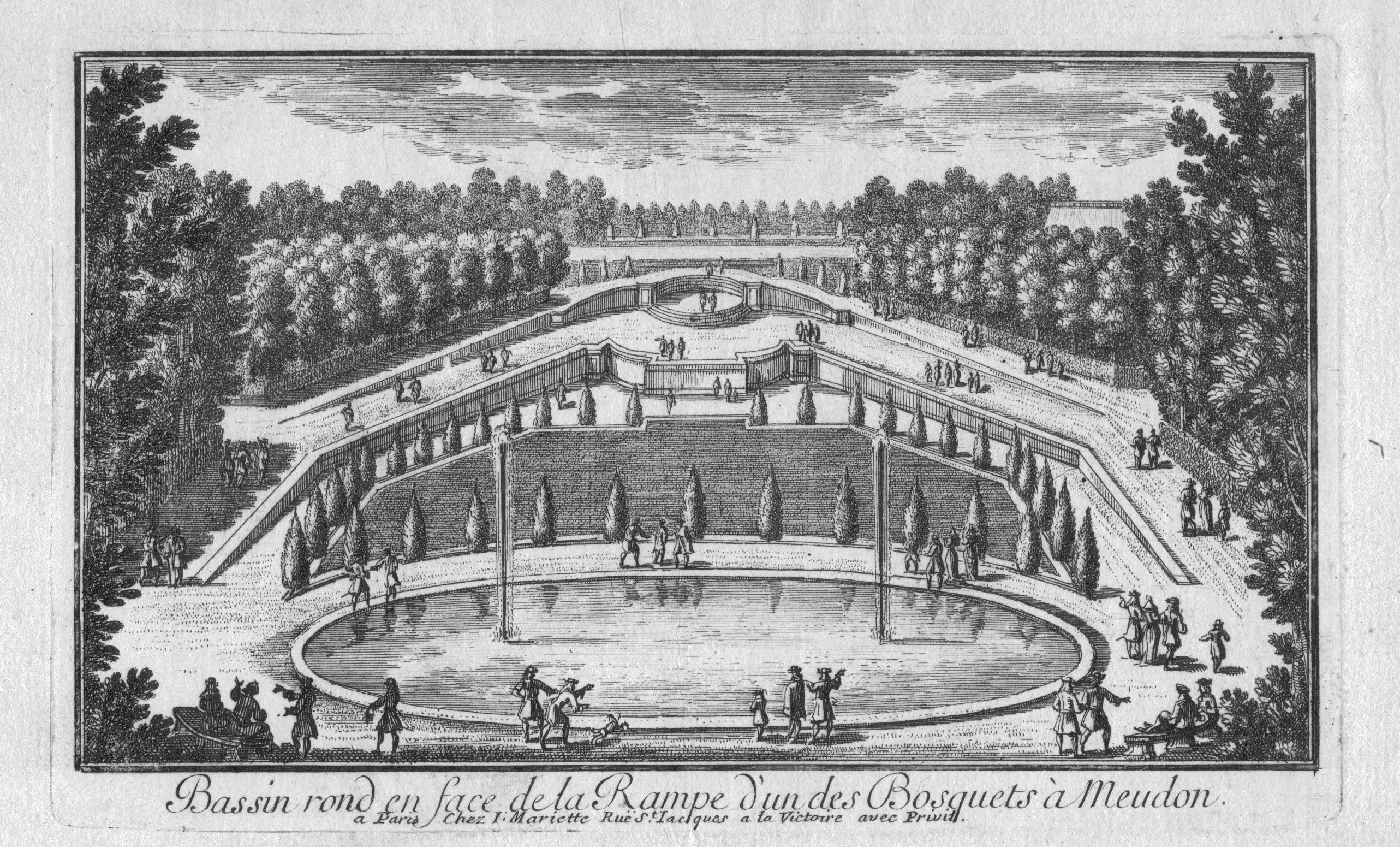
Le bassin de l'Ovale, jardins bas de Meudon. Vers 1690.
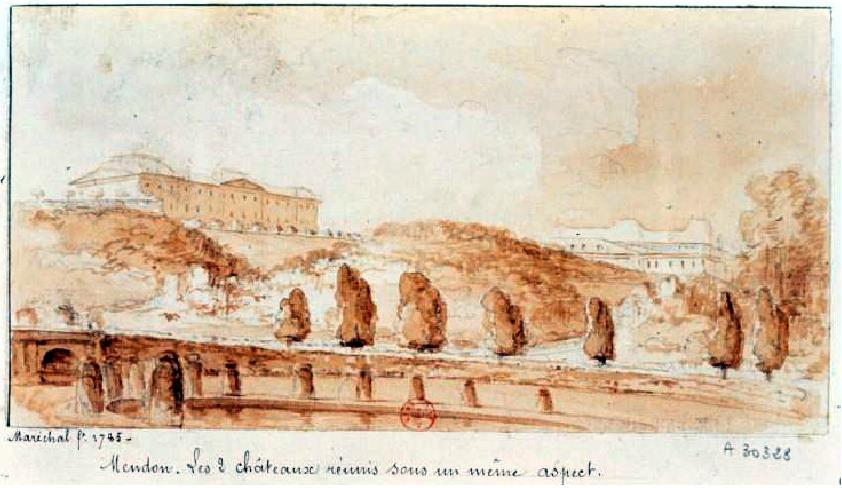
"Meudon. Les 2 châteaux réunis sous un même aspect", dessin de Jean-Baptiste Maréchal, 1785. Vue prise depuis l'Ovale.

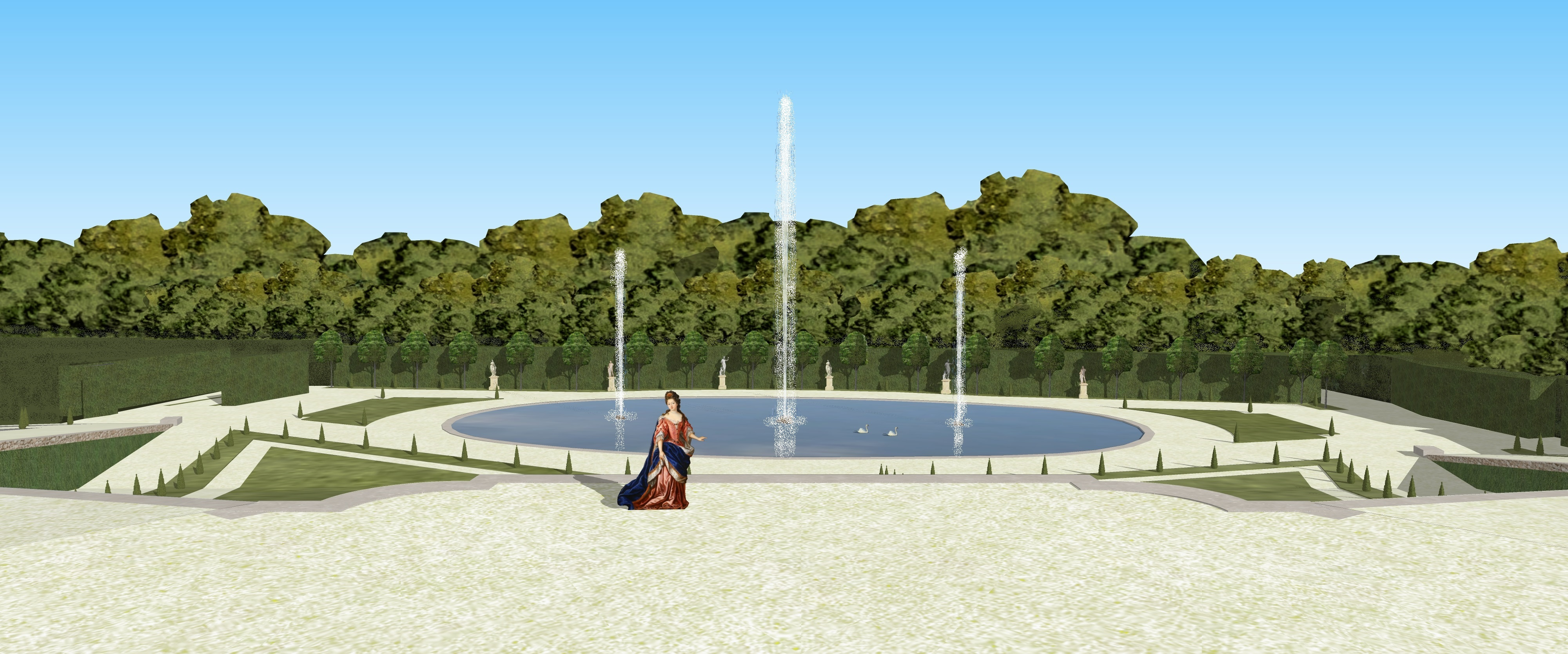
Restitution du parterre de l'Ovale, jardins bas de Meudon.
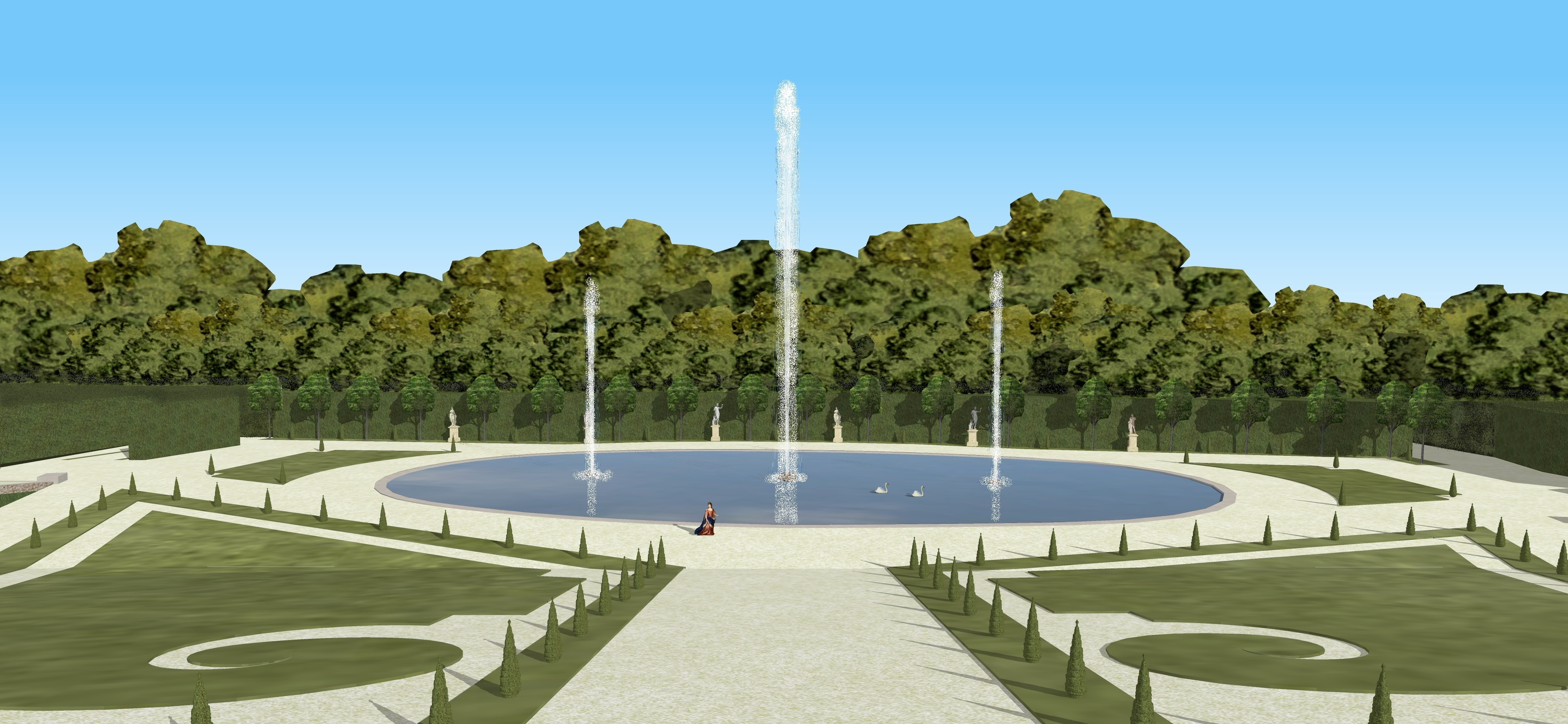
Schéma de la vue sur le parterre de l'Ovale, jardins bas de Meudon, fin XVIIe.
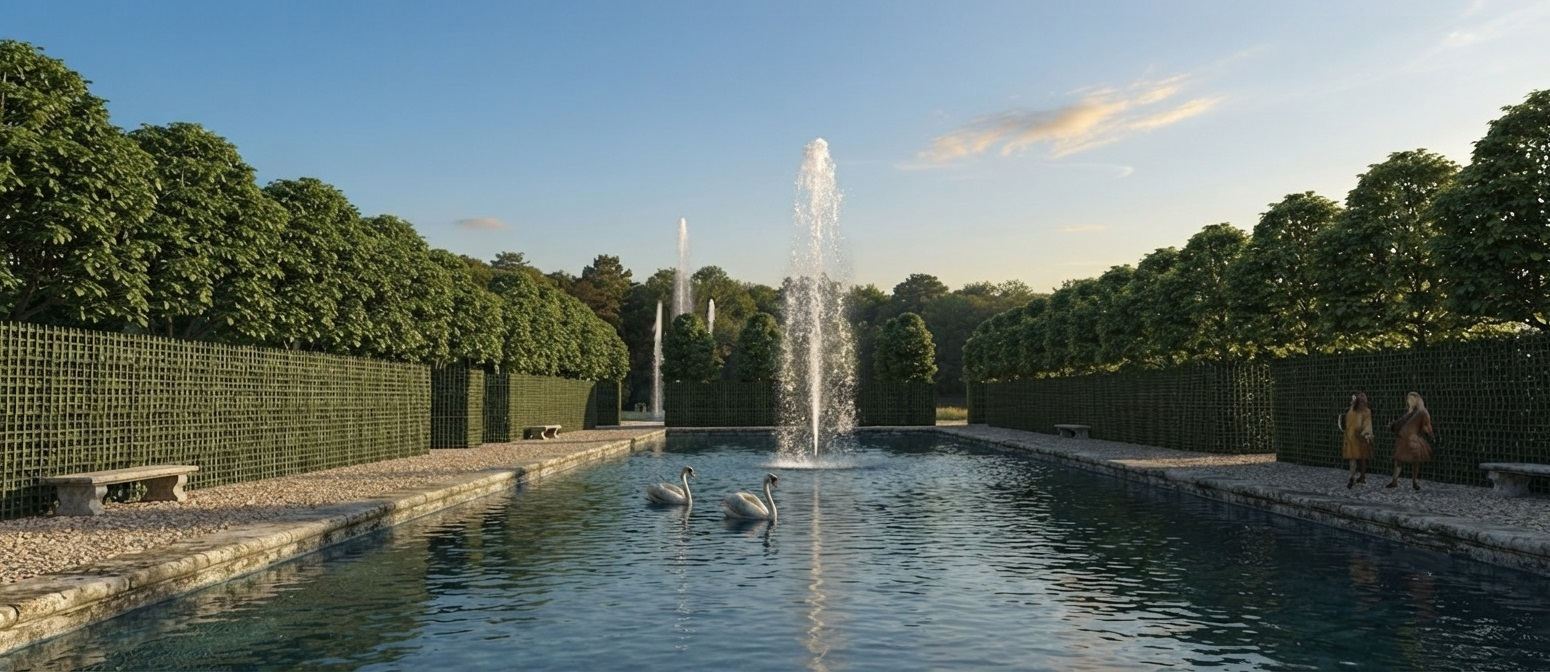
Schéma du canal de l'Ombre, près de l'Ovale, jardins bas de Meudon, vers 1700.

### L'Octogone
[9] On continuëra la promenade par l'Allée des fontaines jusqu'à l'endroit où elle commence à s'élargir pour considérer l'octogone, la pièce des deux gerbes, les deux Cascades et le vertugadin.

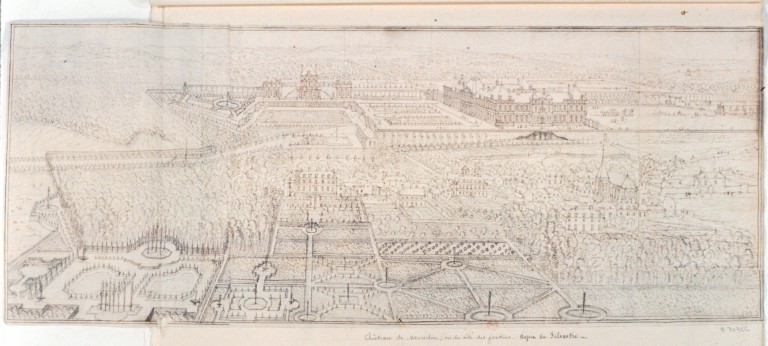
Les jardins bas de Meudon, par Pérelle, au XVIIe siècle, BNF.
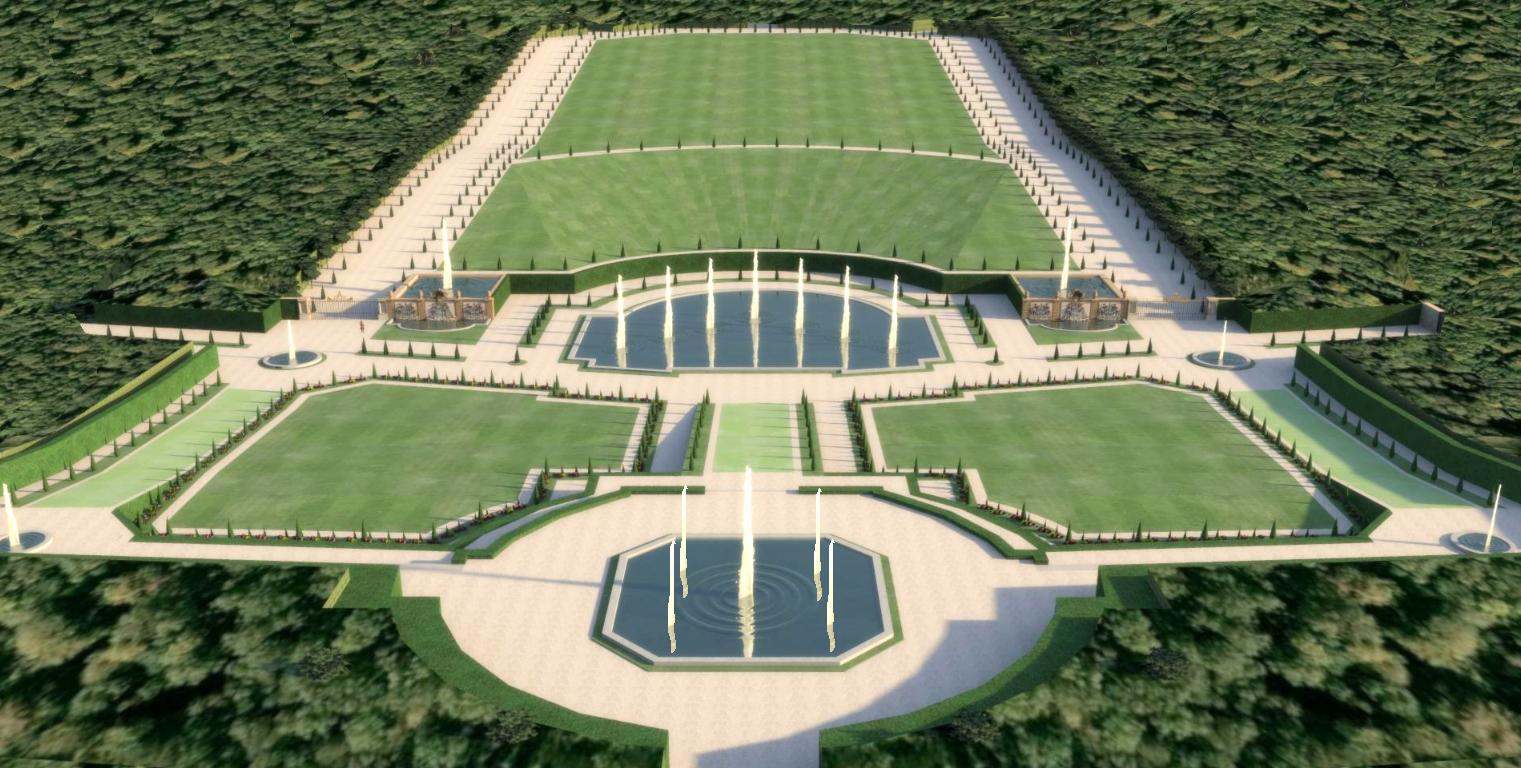
Restitution 3D des jardins bas, avec la "pièce de M. Le Nostre". État vers 1700.
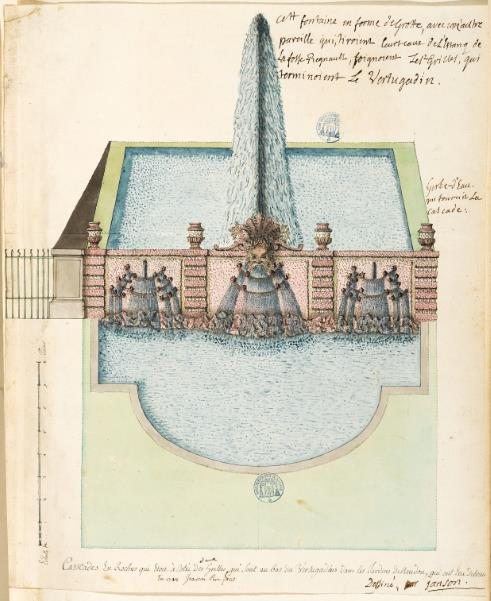
L'une des deux cascades encadrant la "pièce de M. Le Nostre".
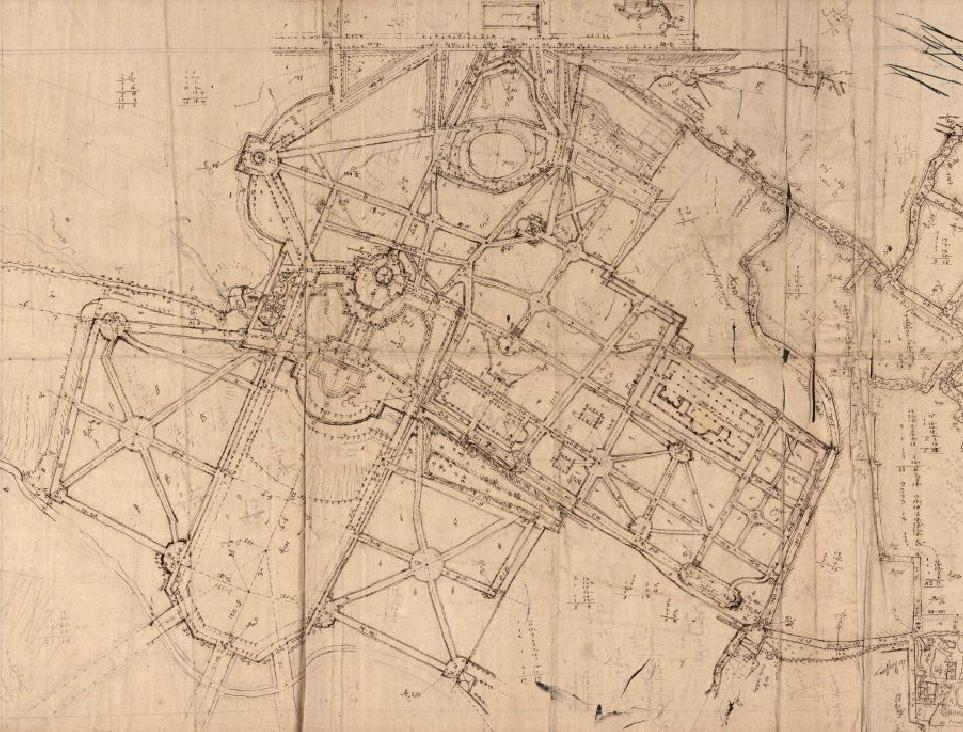
Plan brouillon des jardins de Meudon (AD Yvelines).

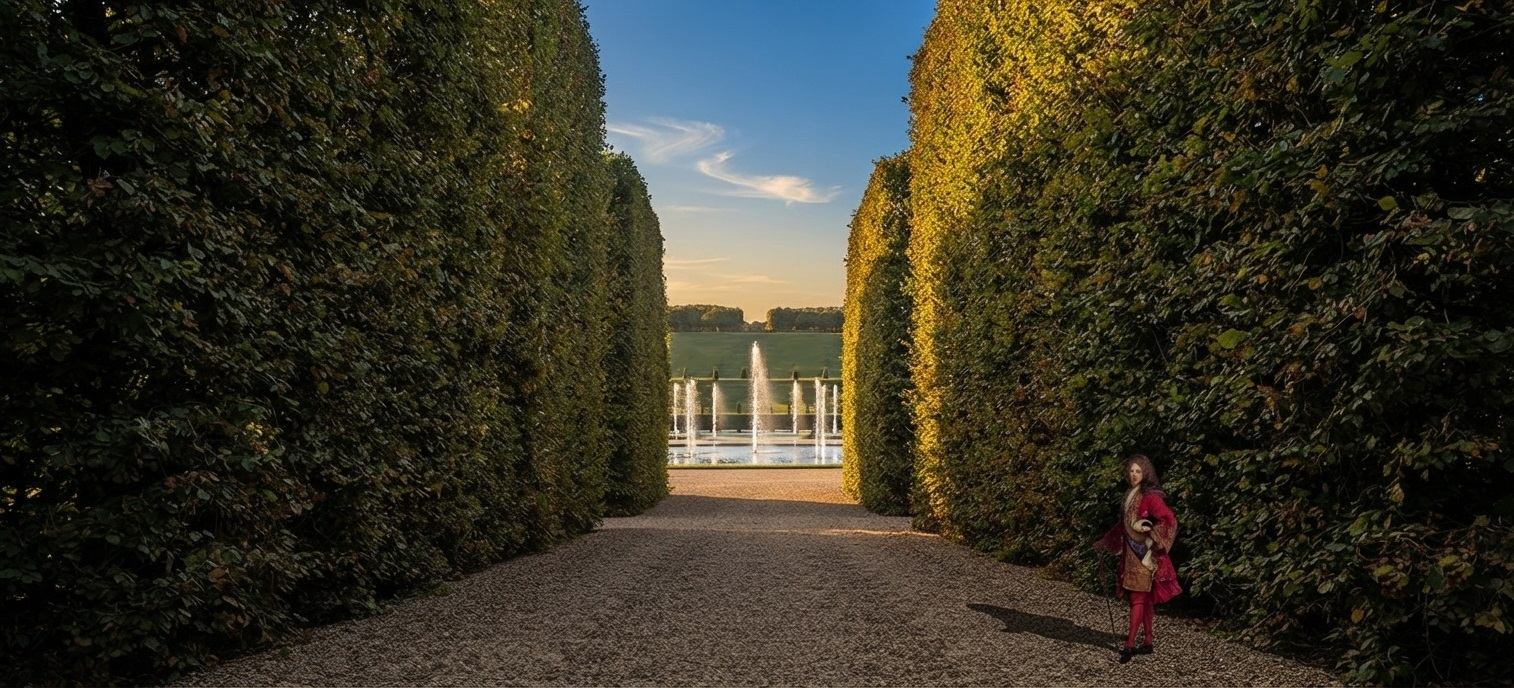
Restitution de la vue sur l'allée qui mène au bassin dit de l'Octogone, jardins bas de Meudon, fin XVII
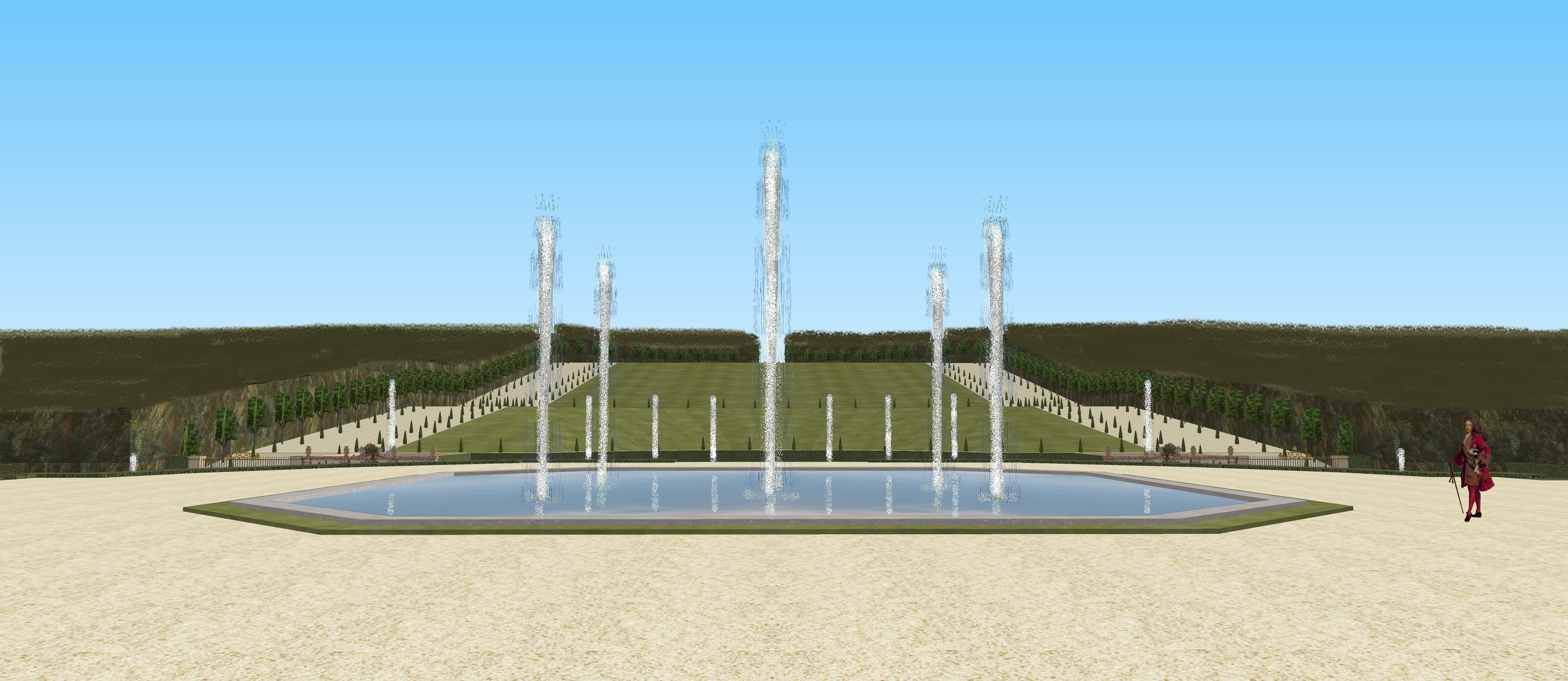
Restitution de la vue devant le bassin Octogone, jardins bas de Meudon, début XVIIIe.
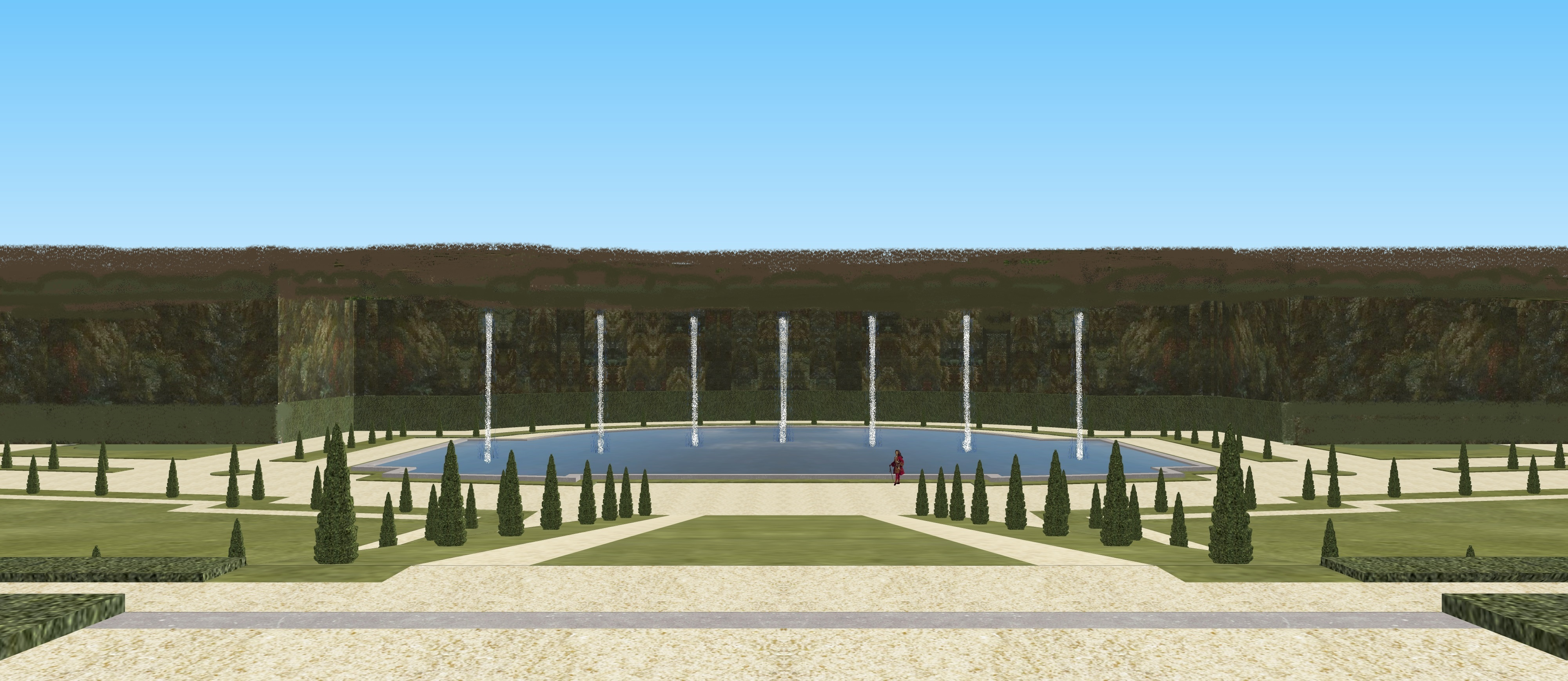
Restitution de la vue sur le bassin des sept jets (pièce de M Le Nostre), état sous Louvois, vers 1690.
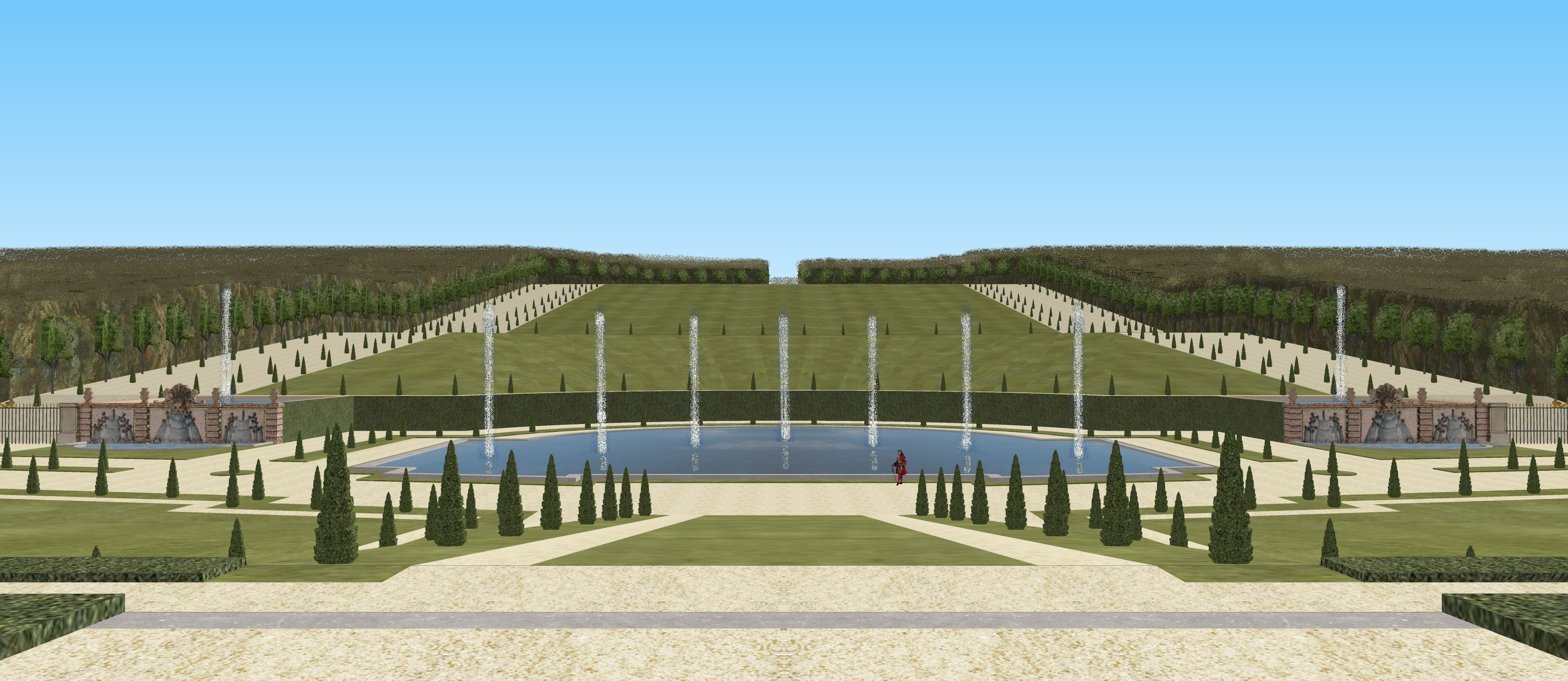
Restitution de la vue derrière le bassin Octogone, jardins bas de Meudon, début XVIIIe.
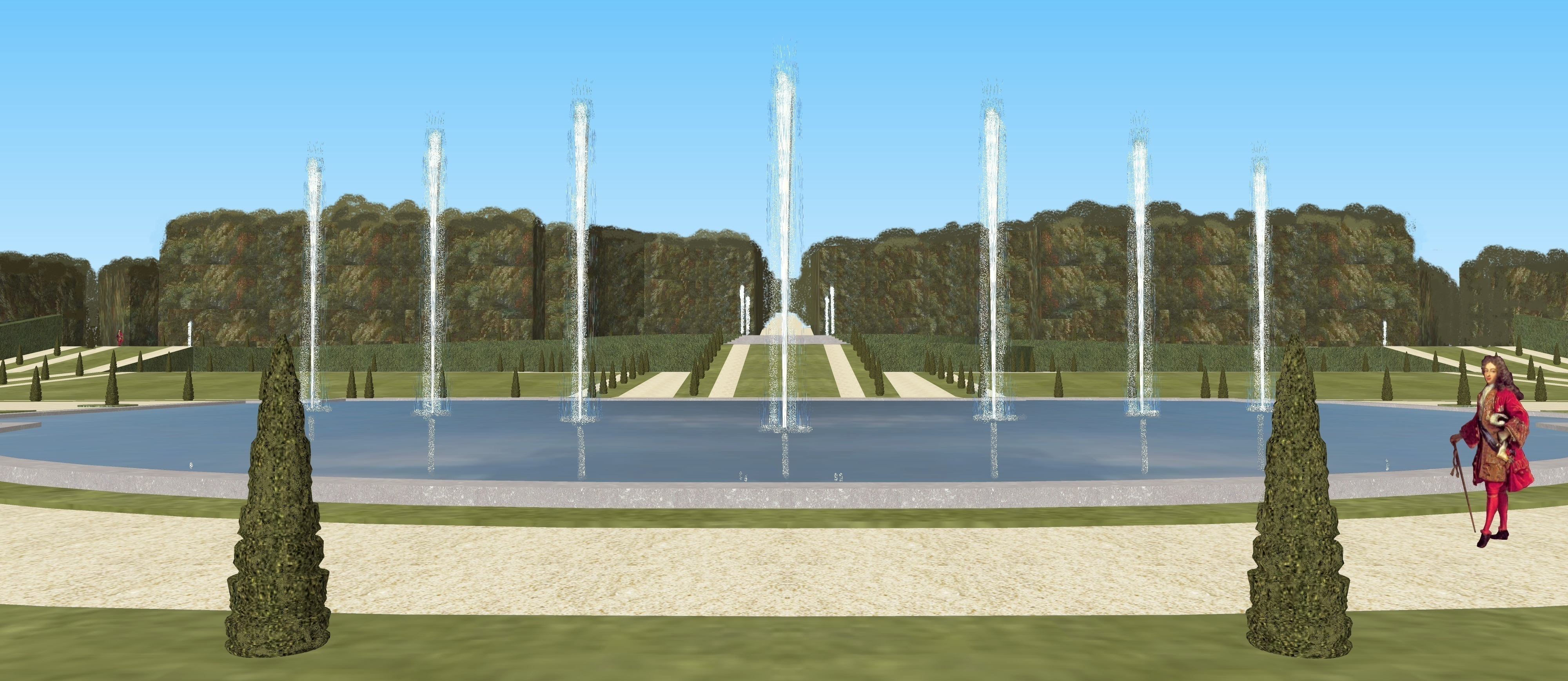
Restitution de la vue au bout du bassin des sept jets, jardins bas de Meudon, début XVIIIe.
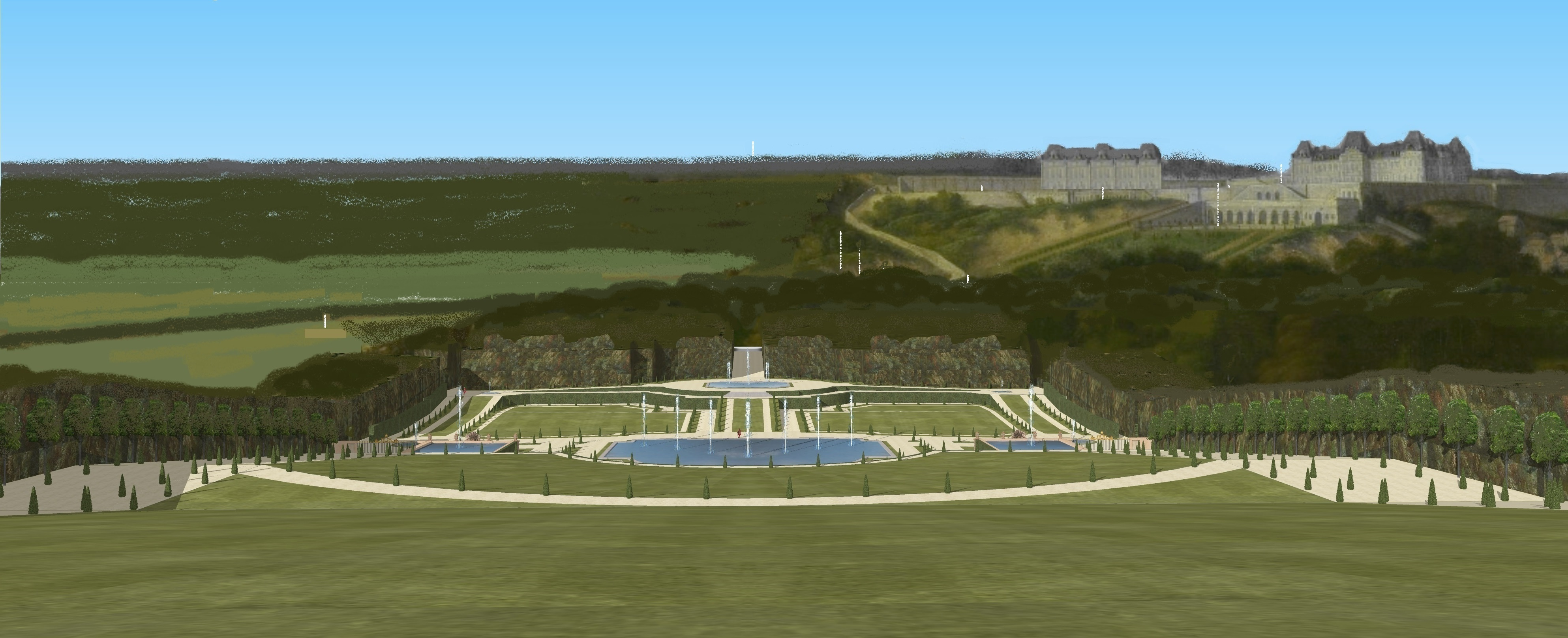
Restitution de la vue au bout du Vertugadin, jardins bas de Meudon, début XVIIIe.

### La pièce de M. Le Nostre
[10] On passera de là par la fontaine du cabinet qui est dans le bois, et on regagnera par les allées du même bois l'allée des fontaines, on descendra à l'Octogone, & ensuite le degré pour aller par l'allée du milieu du parterre jusqu'à la pièce des deux gerbes où l'on s'arrestera pour regarder de cette place, les Cascades, la gerbe de l'octogone, et les nappes et boüillons qui sont au bout de l'allée basse.

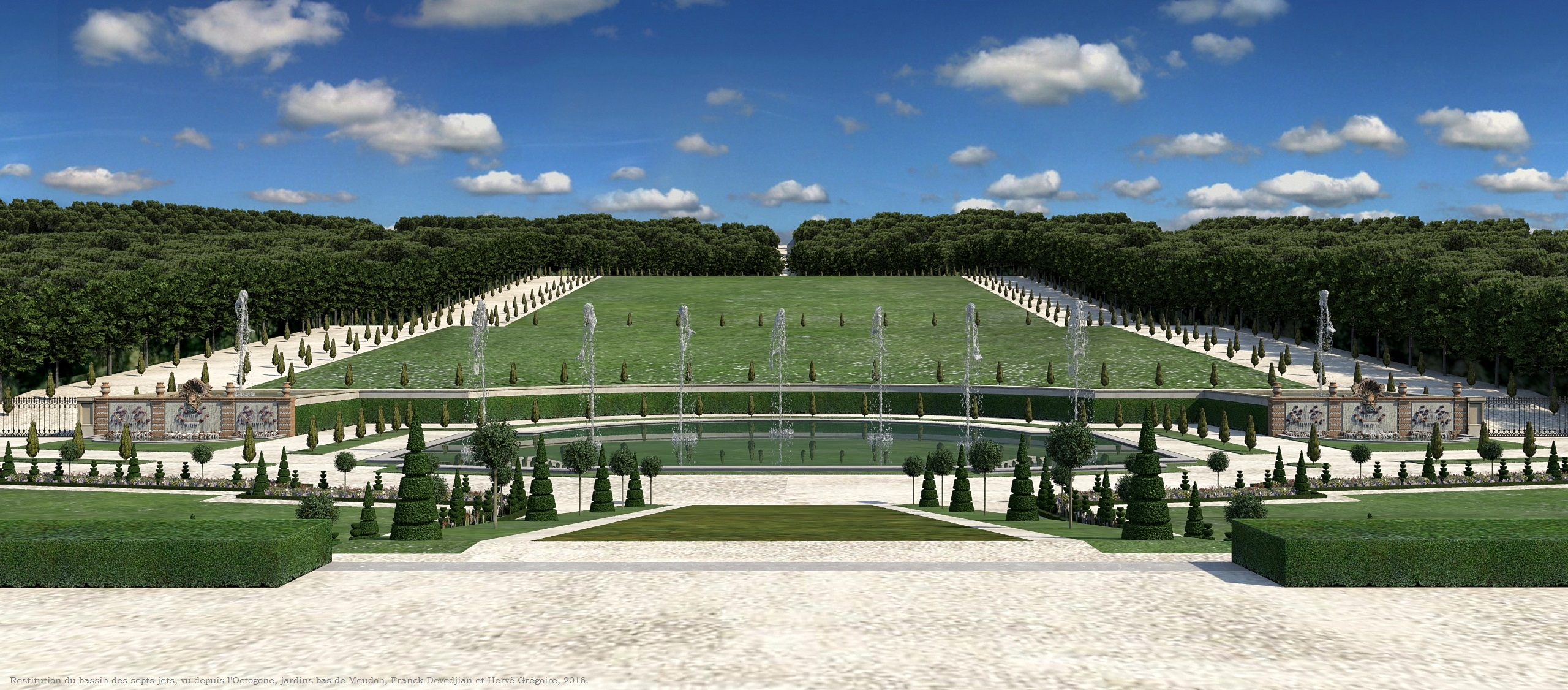
Restitution du point de vue sur le bassin des sept jets depuis l'Octogone, jardins bas de Meudon. Image 3D de Franck Devedjian et Hervé Grégoire, 2016.
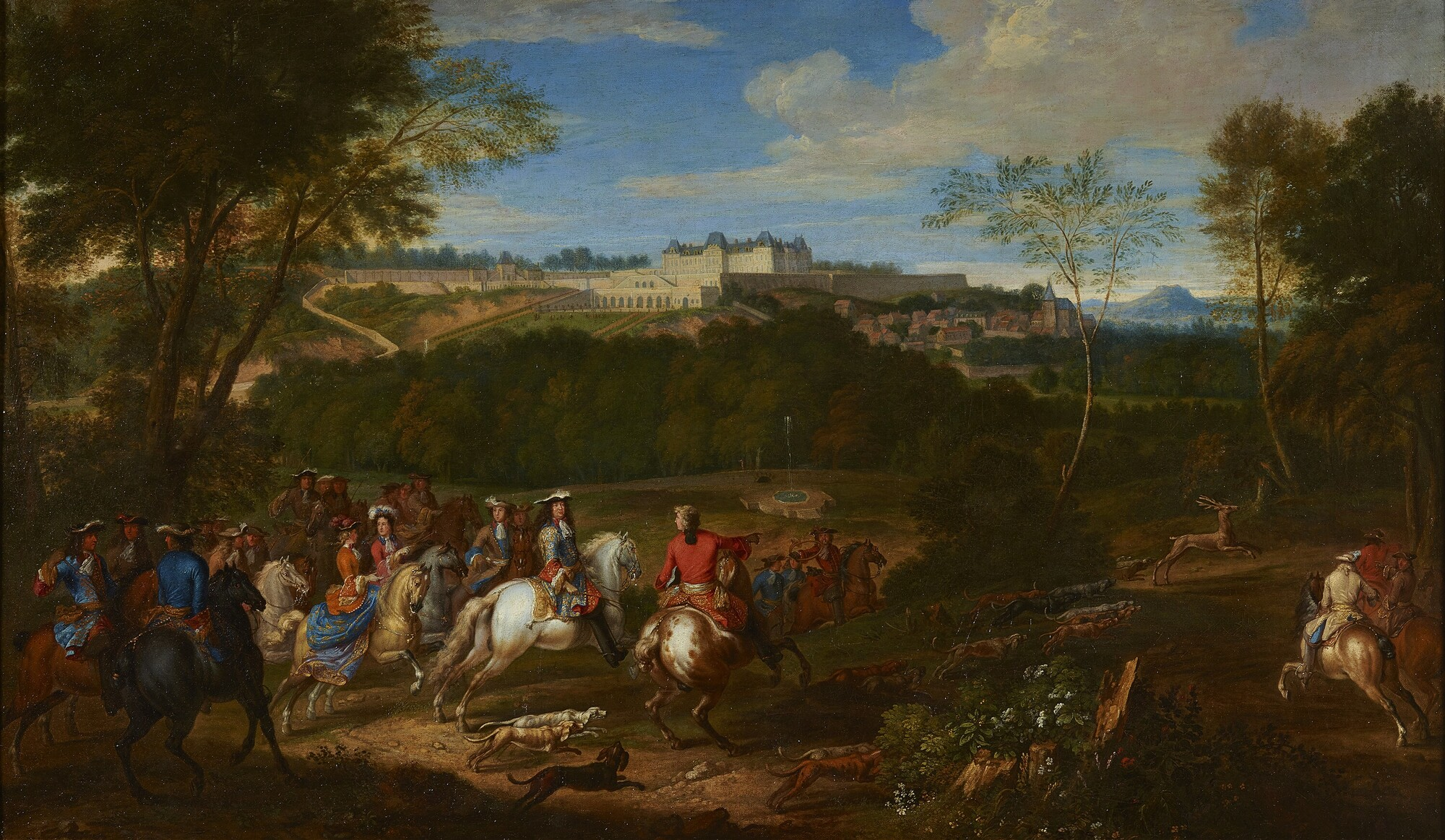
Louvois chassant à Meudon, vers 1685. Musée de Versailles.
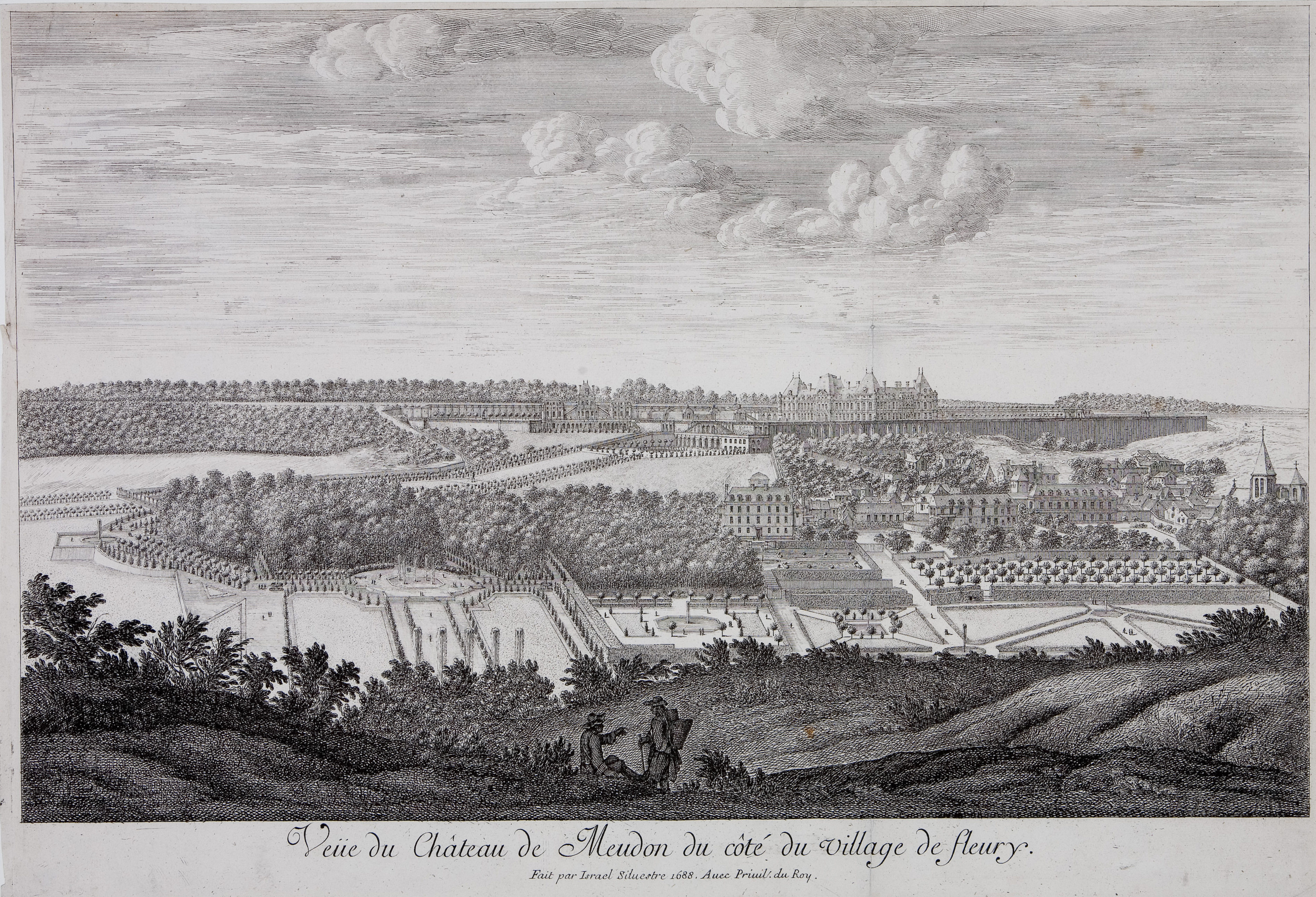
"Veue du château de Meudon du côté du village de Fleury". Israel Silvestre, 1688. Musée d'art et d'histoire de Meudon.

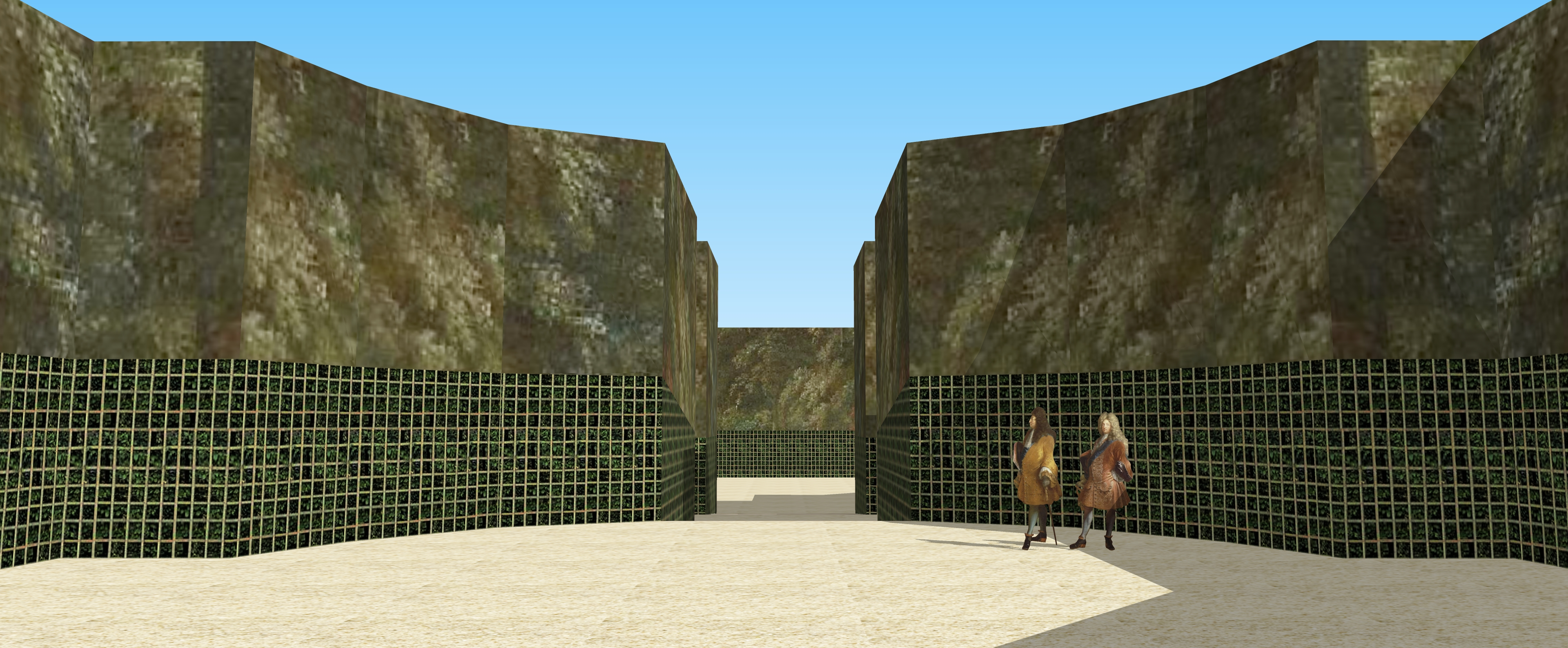
Restitution des bosquets des deux Cabinets des jardins bas, vers 1700.
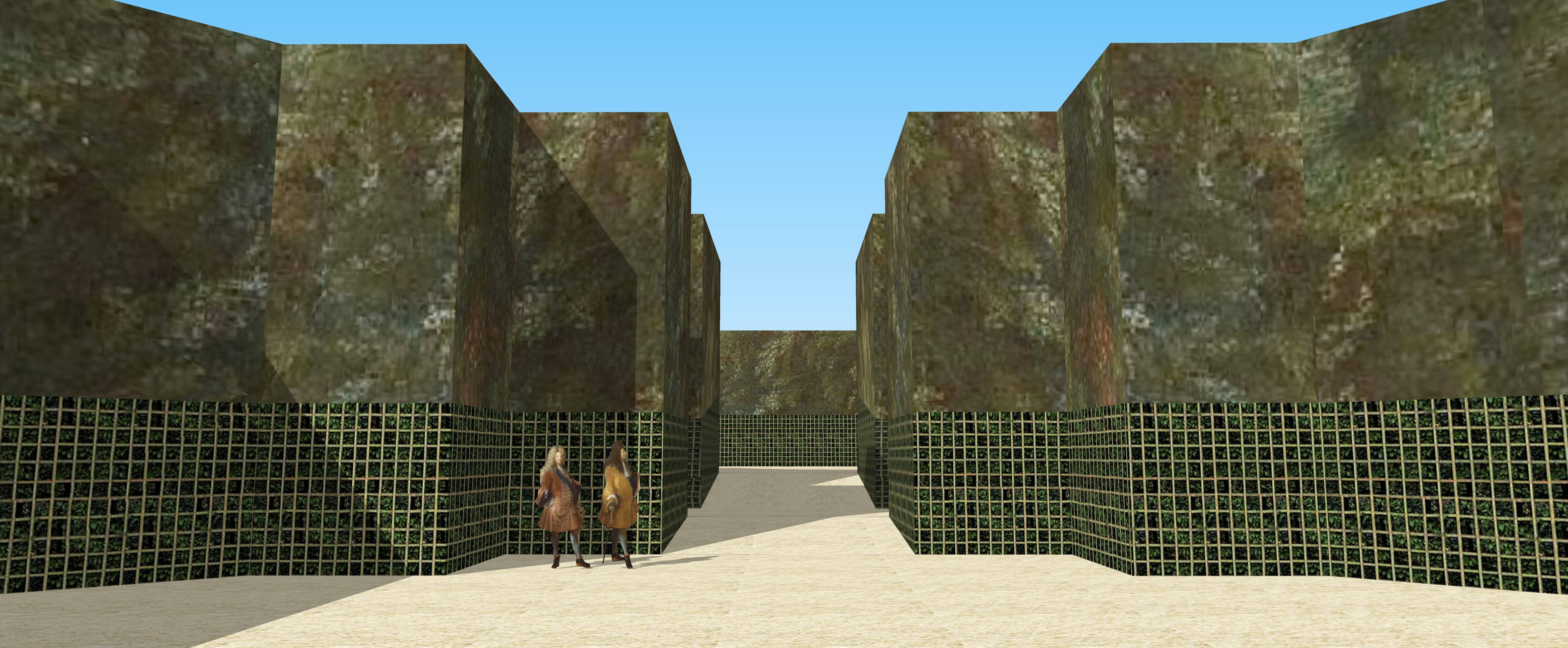
Les Cabinets des jardins bas de Meudon, vue depuis celui du bas, vers 1700

### La cascade d'Arthelon
[11] On traversera ensuite à gauche, on longera l'allée basse jusqu'à la fontaine qui est au bout, & on s'asseoira aux bancs qui sont dans la place pour considérer l'effet d'eau de cette fontaine.

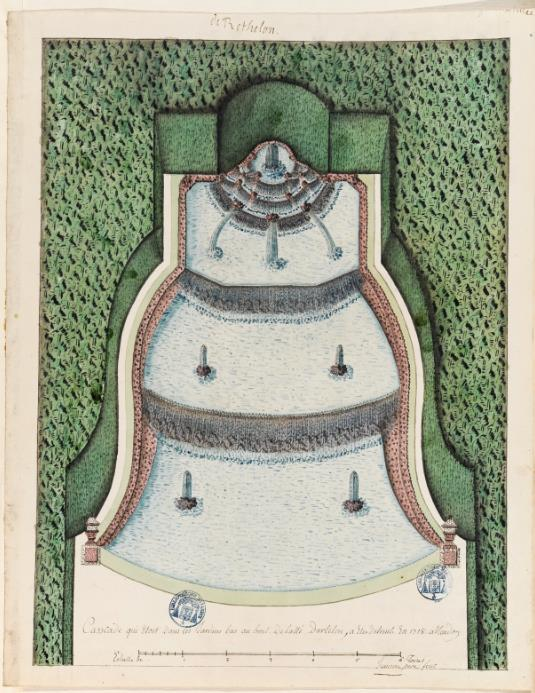
La cascade d'Arthelon, jardins bas de Meudon. Vers 1700.
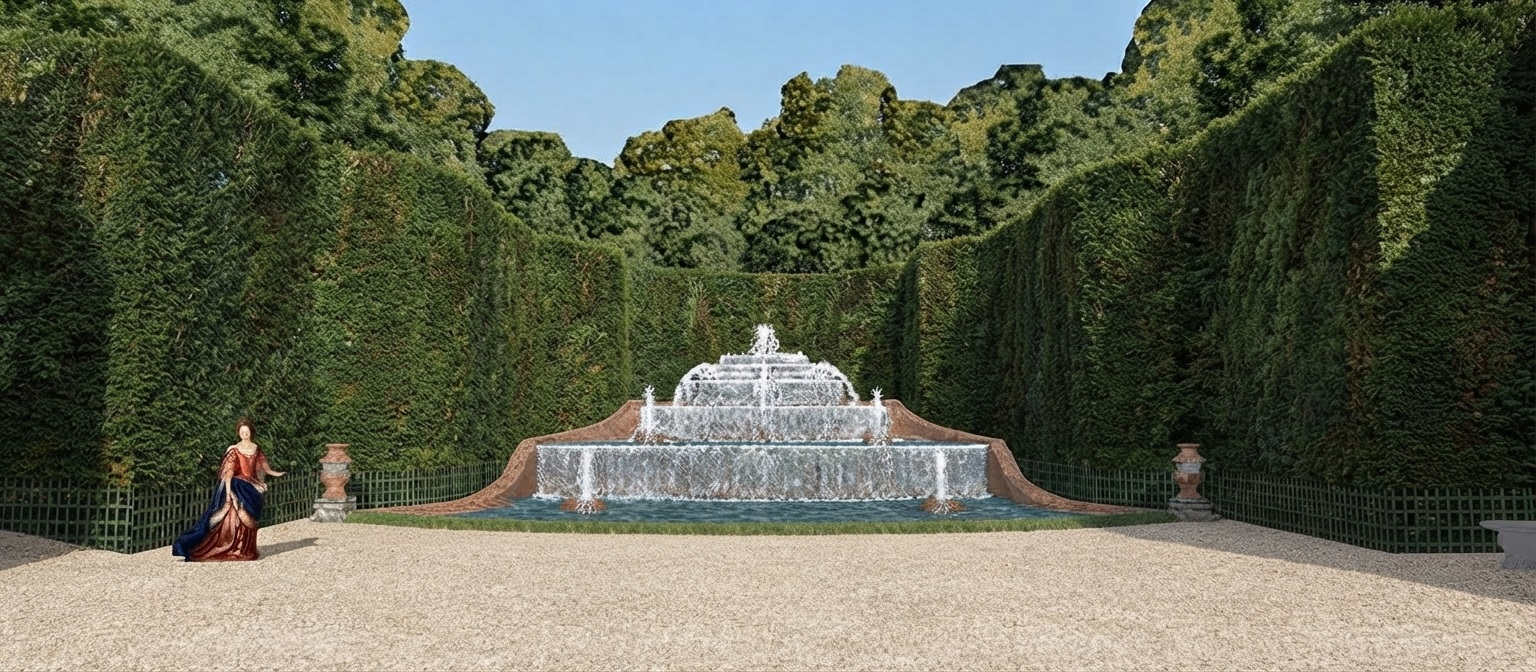
Cascade d'Arthelon, qui termine l'allée basse des jardins bas du château de Meudon, vers 1700.
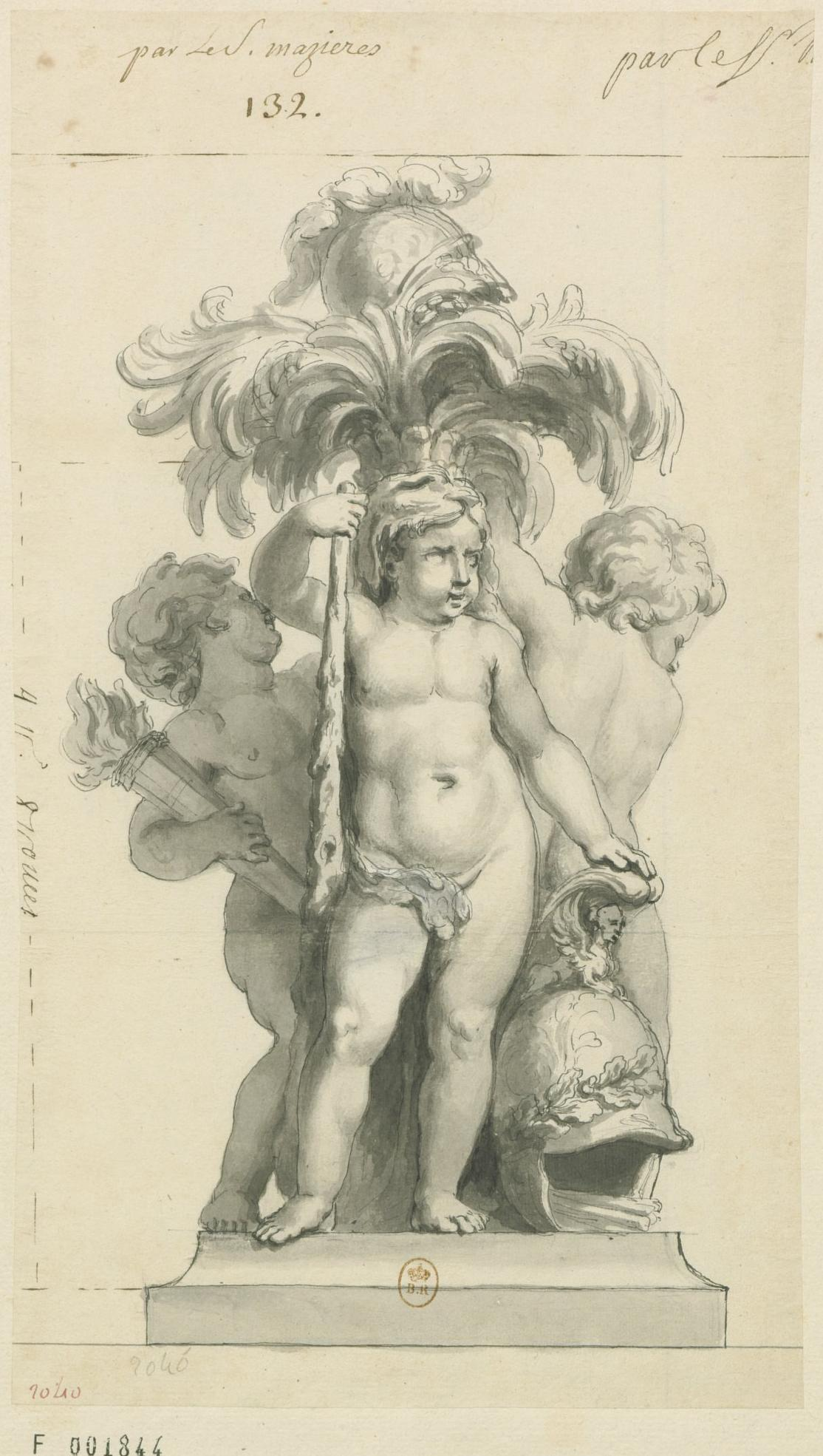
Sculptures pour la cascade d'Arthelon de Meudon, 1699 (BNF).
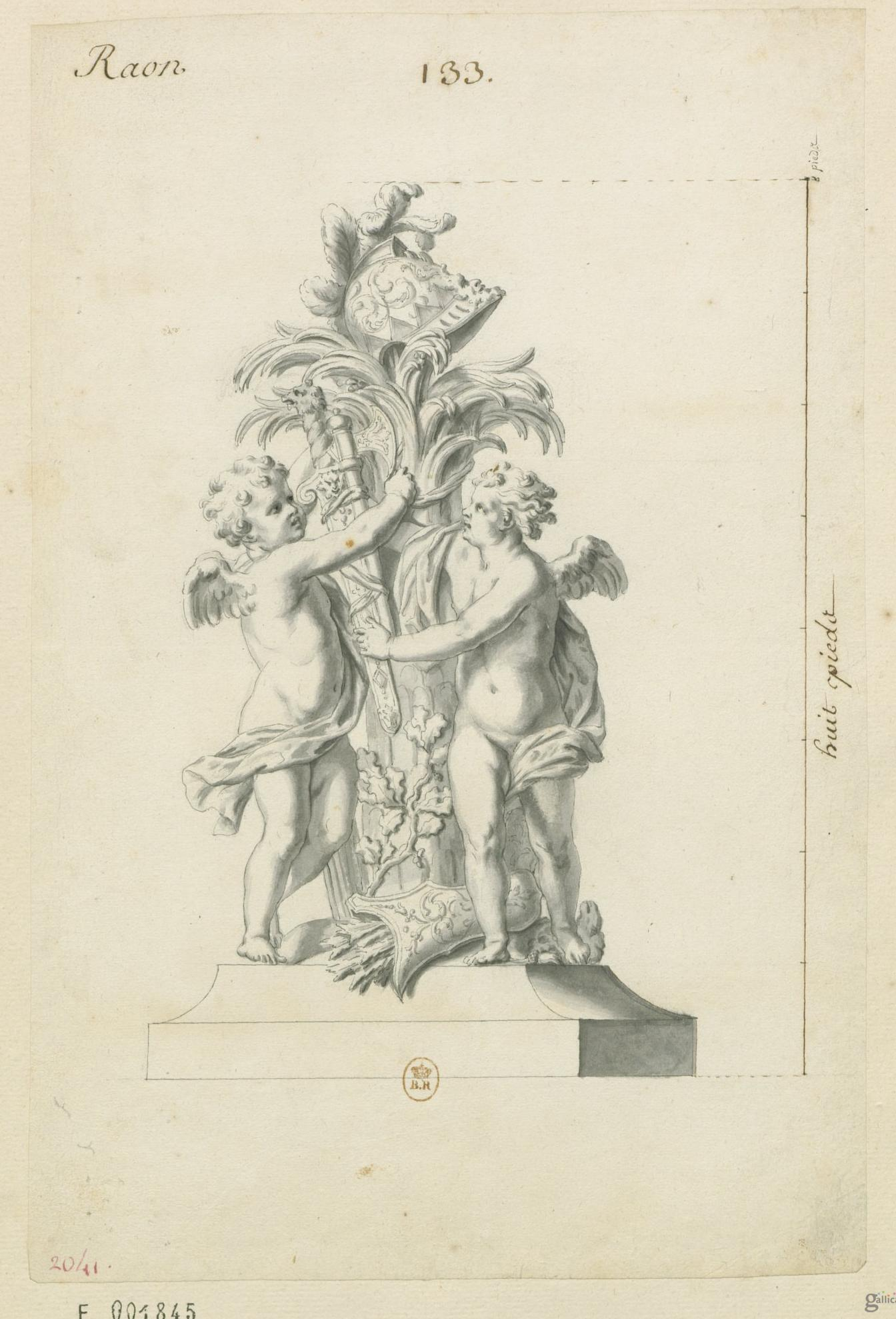
Sculptures (2) pour la cascade d'Arthelon de Meudon, 1699 (BNF).

### L'allée en S
[12] Il faudra remonter ensuite par l'Allée en esse qui conduit au point de veuë, où l'on fera une pose pour regarder la vue.

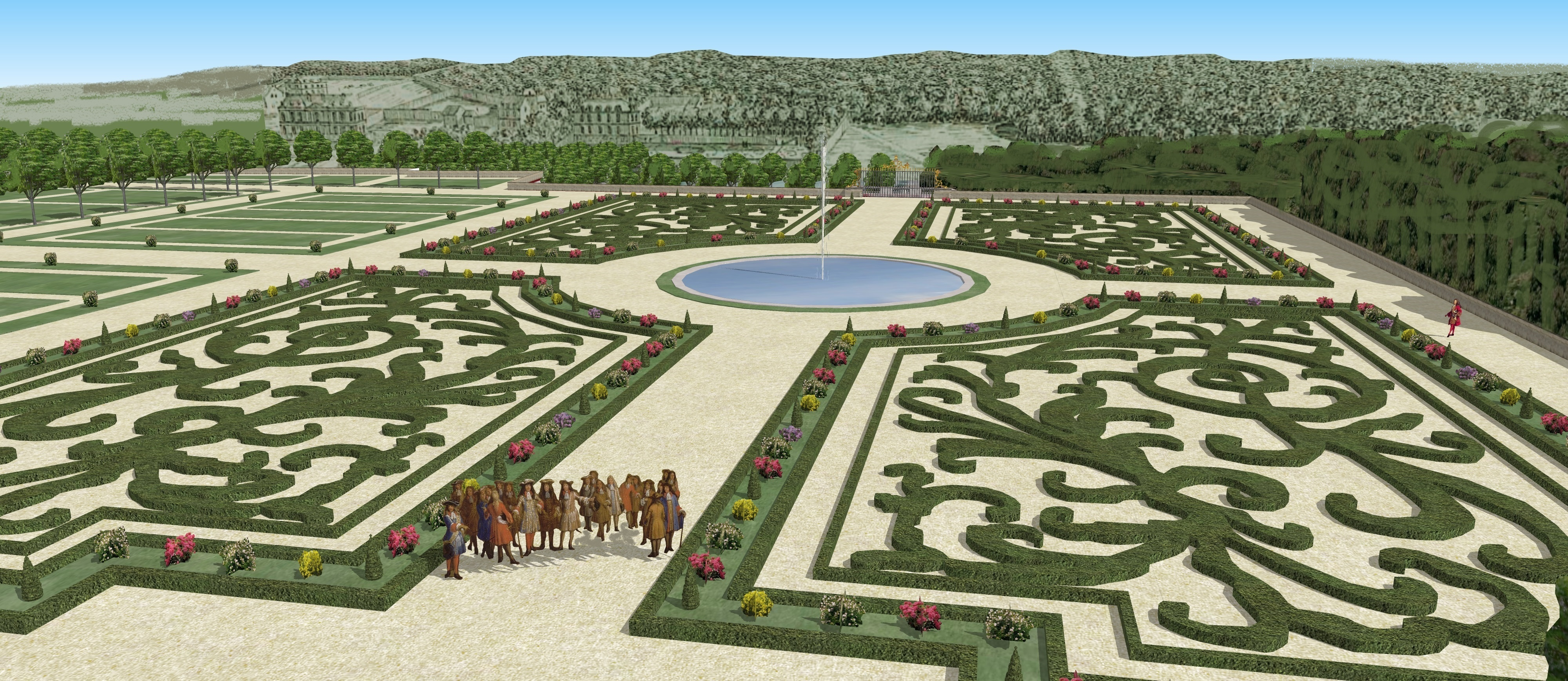
Restitution de la vue sur le parterre de l'Hôtel Courtin, jardins bas de Meudon, fin XVIIe.
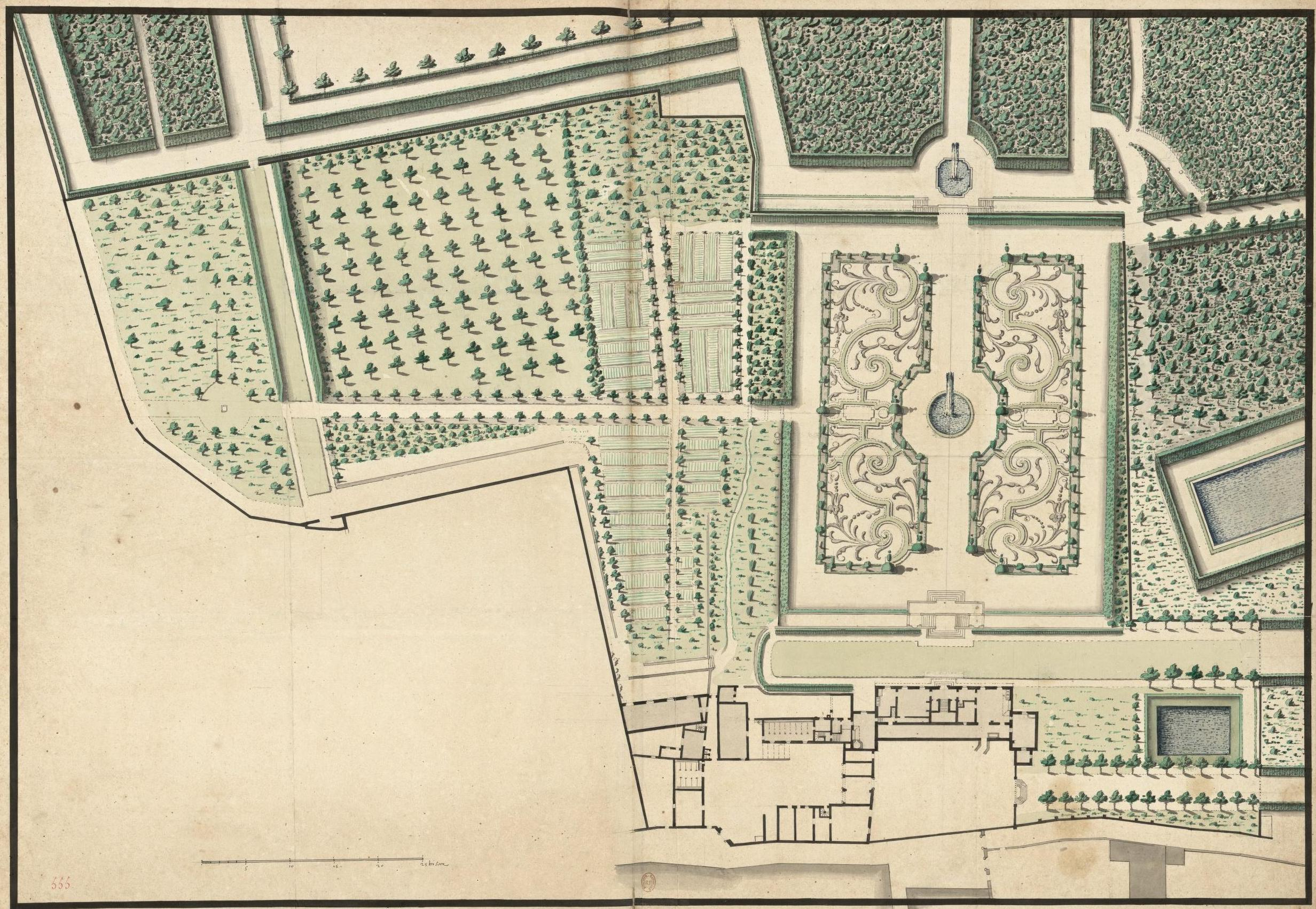
Projet de modification du parterre de l'Hôtel Courtin, jardins bas de Meudon, vers 1710. BNF.

### La salle des marronniers et le bosquet de Cléopâtre
[13] On ira par l'Allée du bout du jardin jusqu'à celle du petit bois qui se trouve au milieu de la salle des marronniers, laquelle on traversera, et ensuite on retournera à gauche pour regagner le bassin qui est au milieu de l'allée du point de veuë. On ira ensuite passer aux fontaines qui sont entourés de marronniers, et aux marronniers de Cléopâtre.

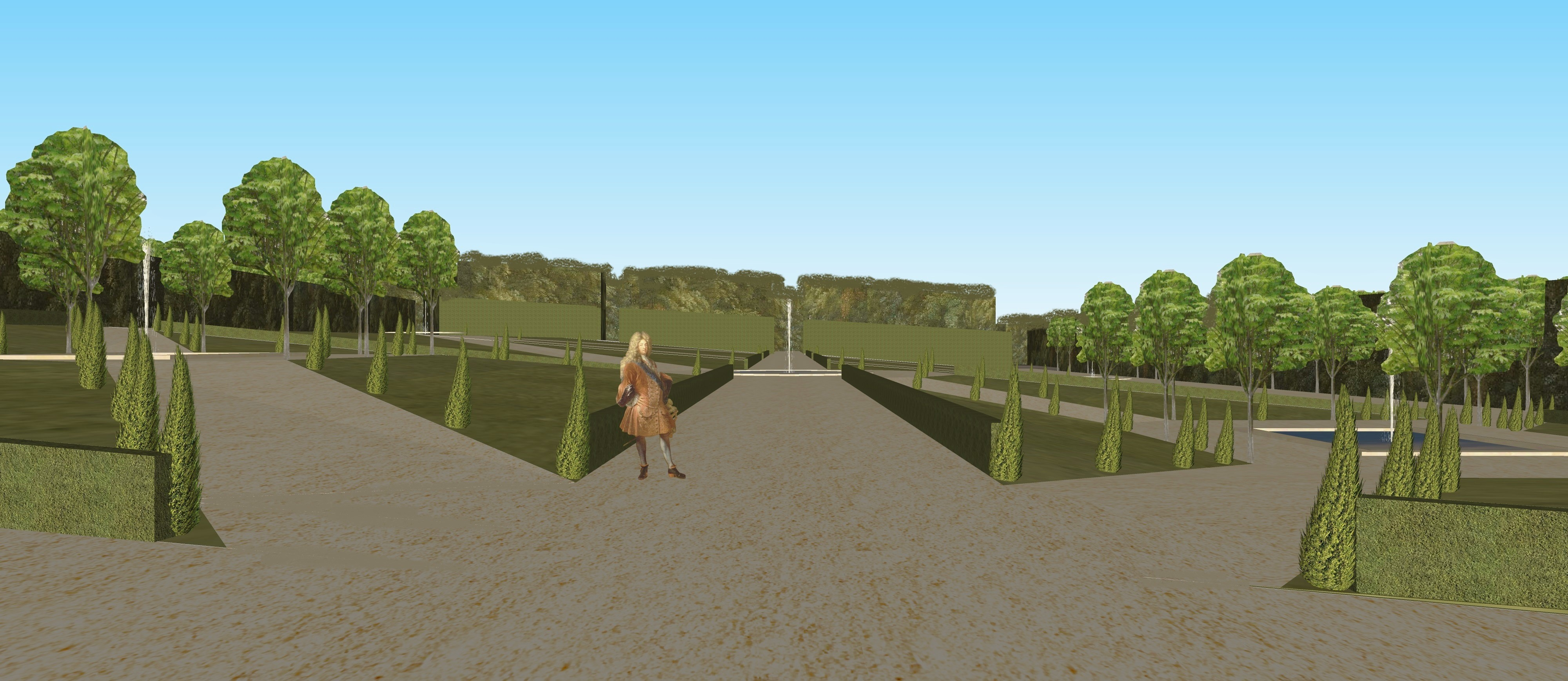
Schéma des Petits bosquets des marronniers, jardins bas de Meudon, vers 1690.
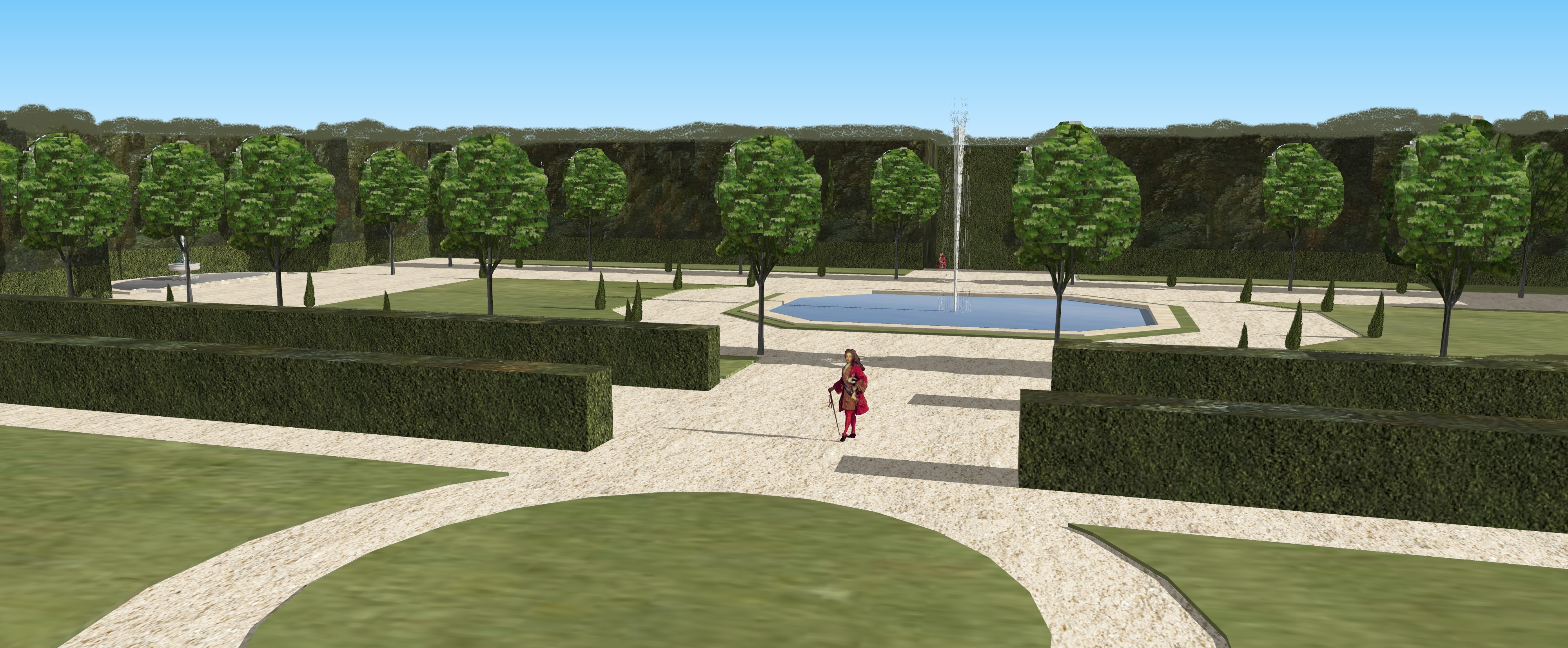
Restitution du Bosquet de Cléopâtre, vue depuis la hauteur en descendant, fin XVIIe.
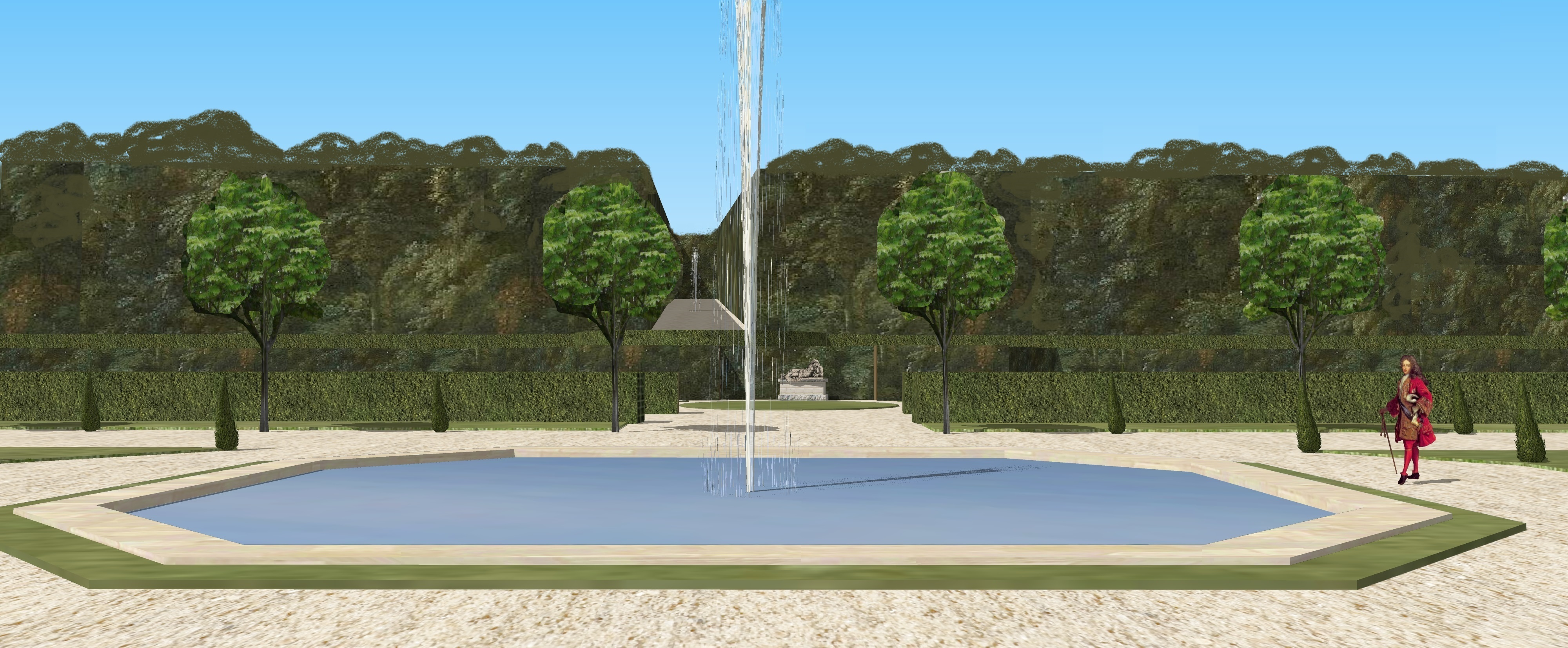
Restitution du Bosquet de Cléopâtre, vue devant le bassin octogone, fin XVIIe.
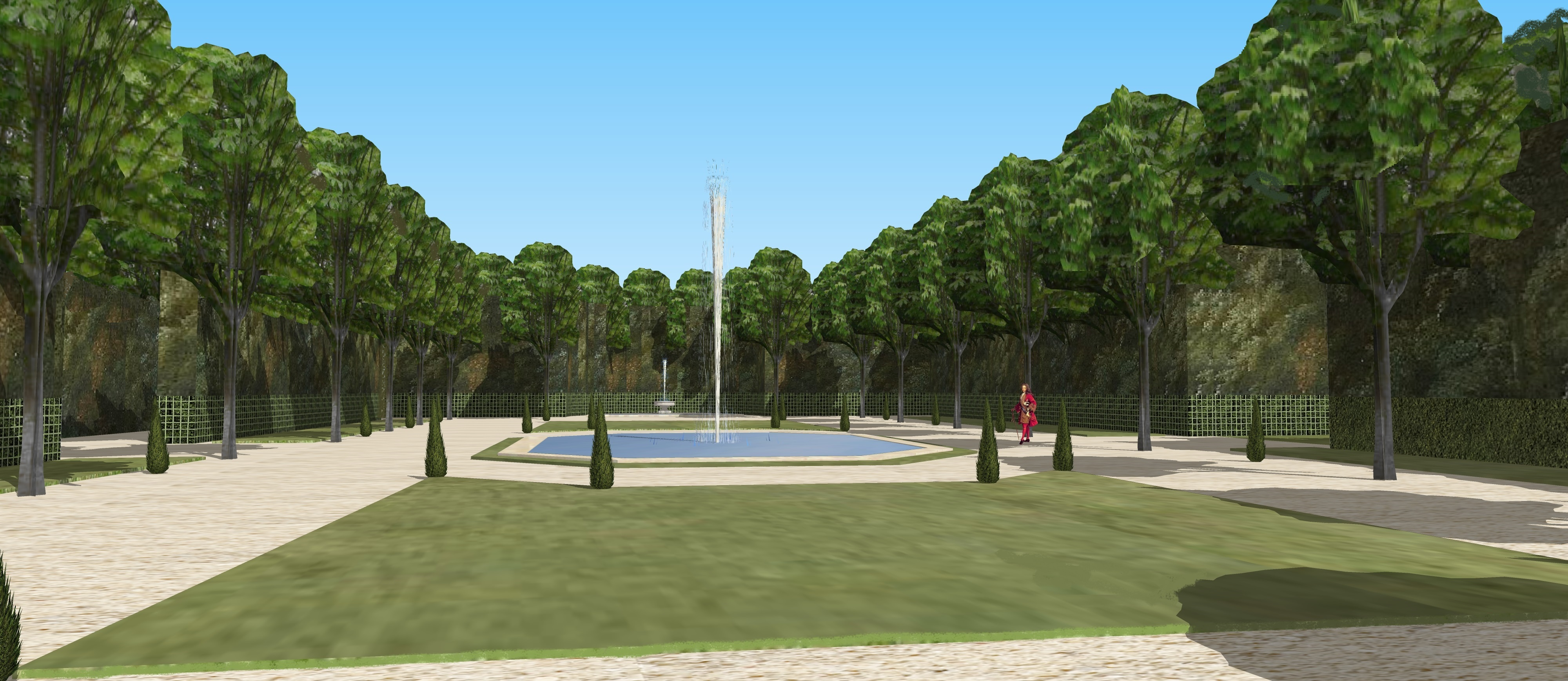
Restitution du bosquet de Cléopâtre, jardins bas de Meudon, fin XVIIe.
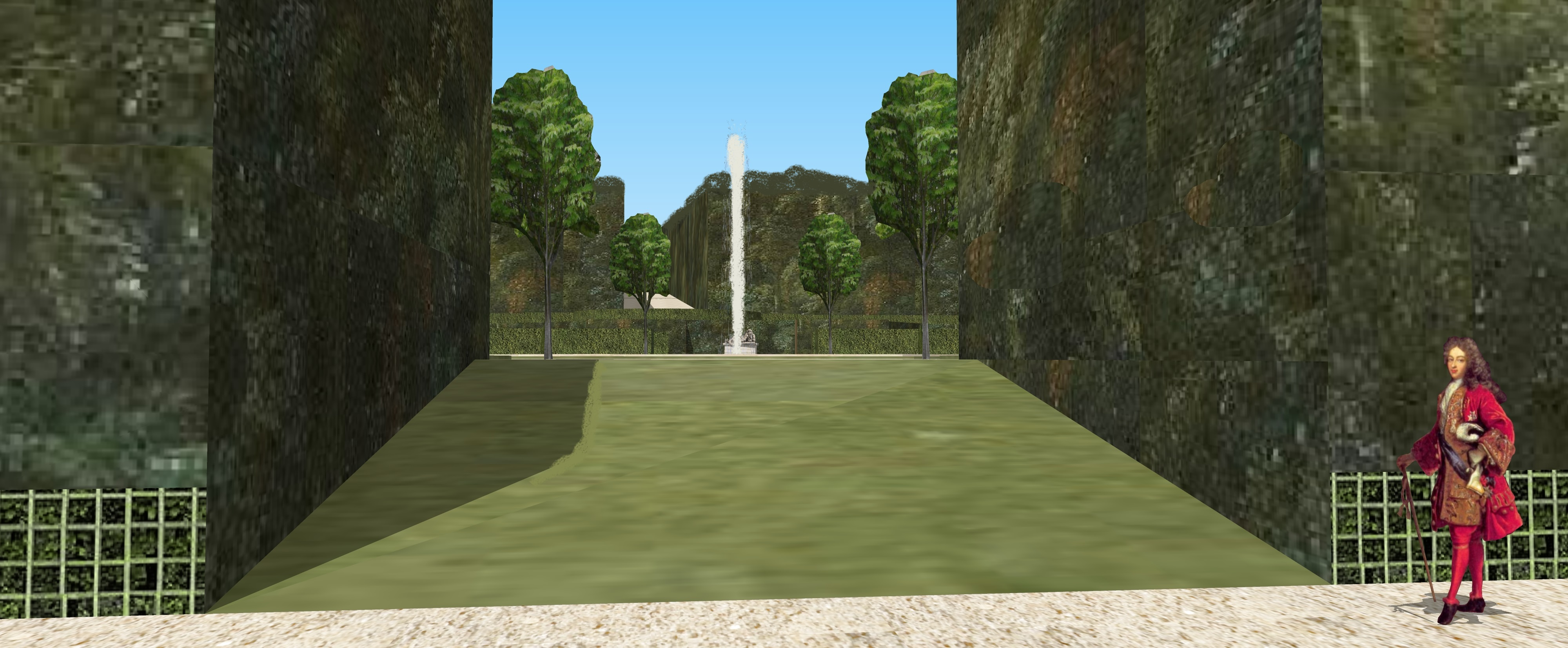
Restitution du Bosquet de Cléopâtre, vue depuis l'allée basse, fin XVIIe.
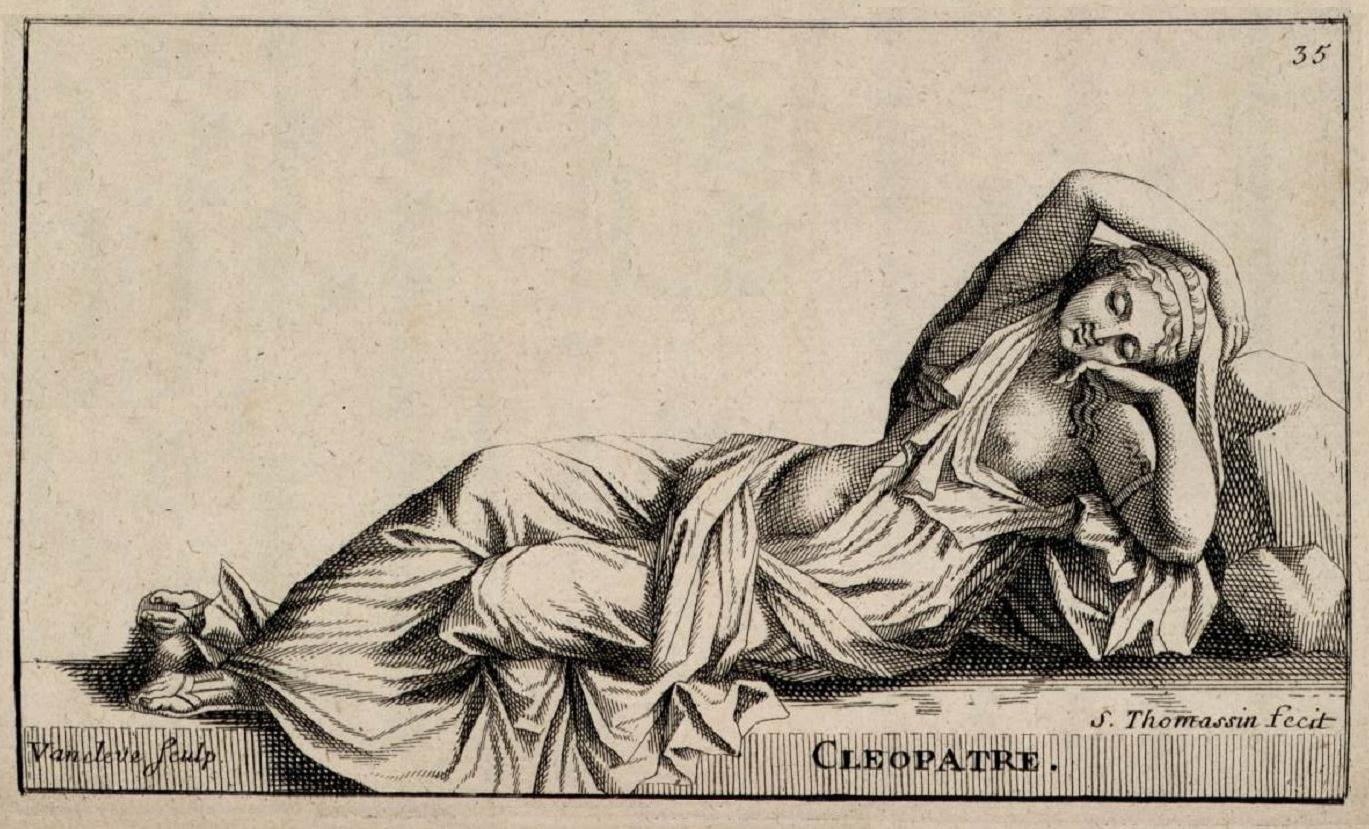
Ariane endormie, dite "Cléopâtre", copie placée dans les jardins bas.
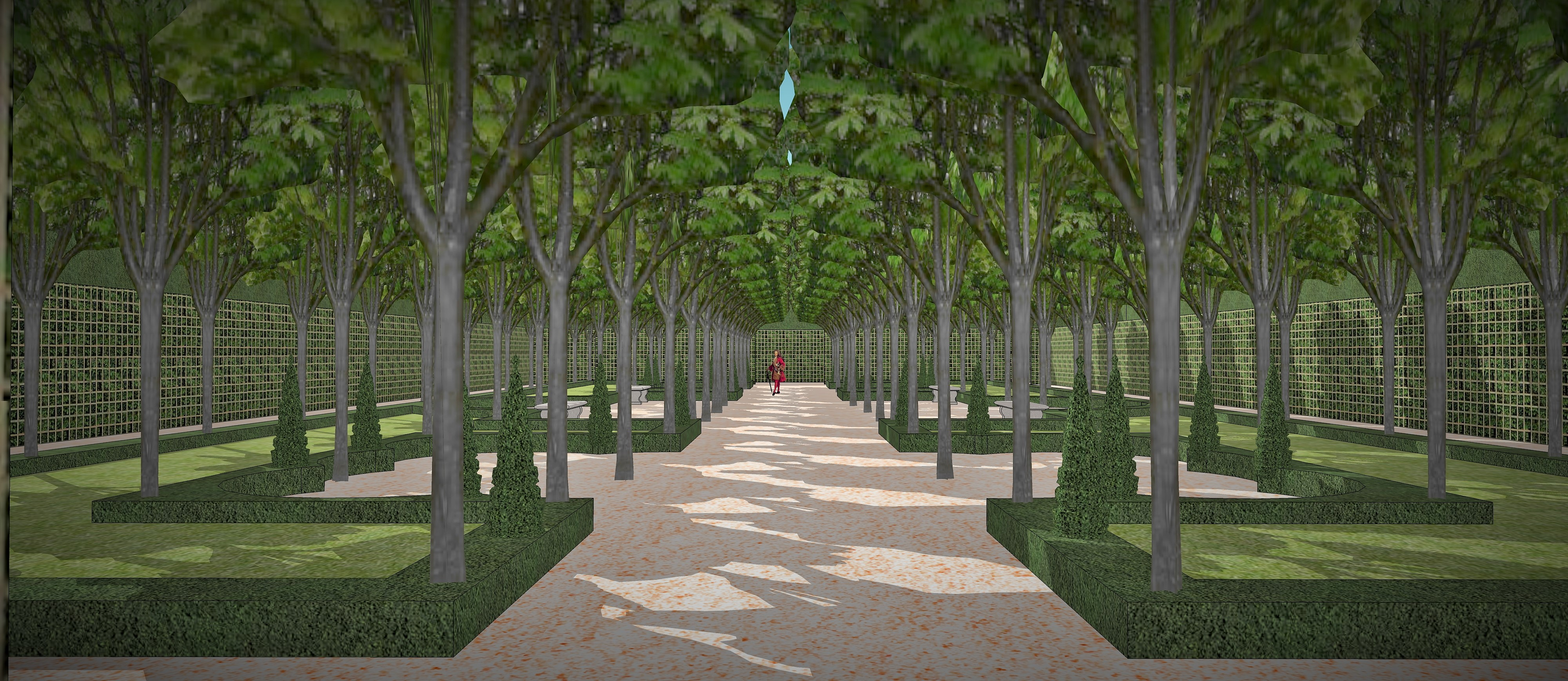
Vue de la salle des marronniers des jardins bas de Meudon.

[14] Quand on sera vis-à-vis de la statuë de Cléopâtre, on tournera à gauche pour regagner l'Allée basse où l'on fera encore remarquer la fontaine qui est au bout.

### La demi lune et le Grand Carré
[15] Il faudra ensuite remonter la petite rampe, & repasser devant les cascades et devant la pièce des gerbes jusqu'à l'allée qui monte à la gerbe de la demi lune, laquelle on suivra jusqu'à cette fontaine dont on fera le tour, puis on montera par l'allée de la demi lune dans la grande Allée de l'Orangerie, laissant le grand Carré à droite.

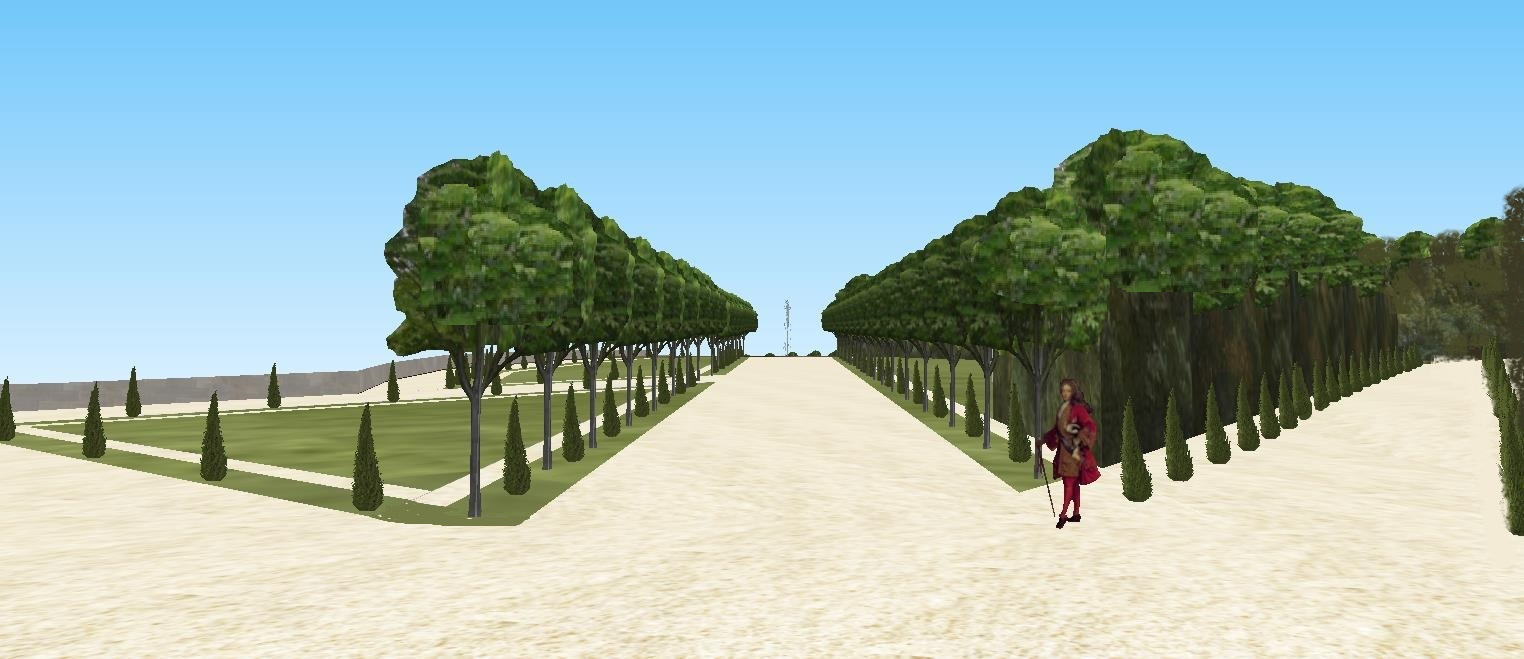
Schéma de l'allée qui monte à la Demi-Lune, jardins bas de Meudon, fin XVIIe.
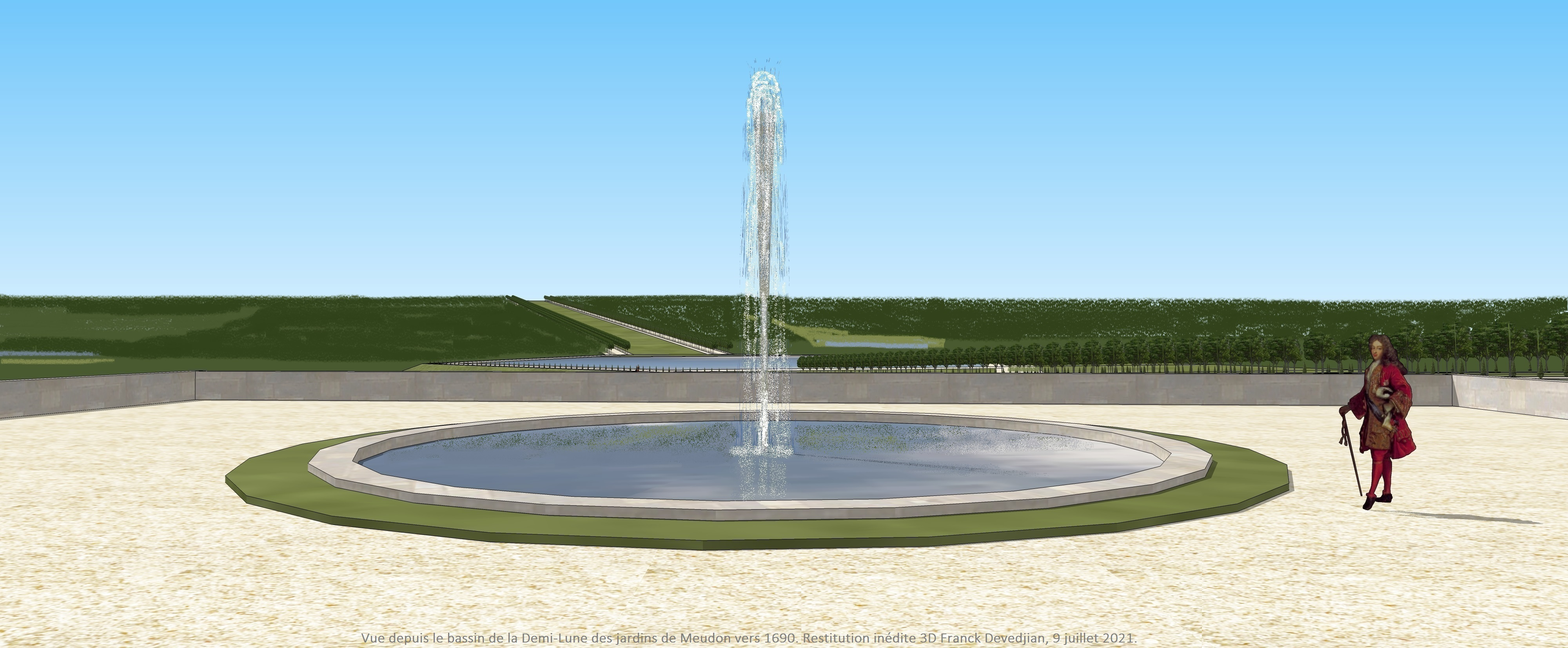
Restitution du point de vue depuis la Demi-Lune des jardins de Meudon, vers 1690.
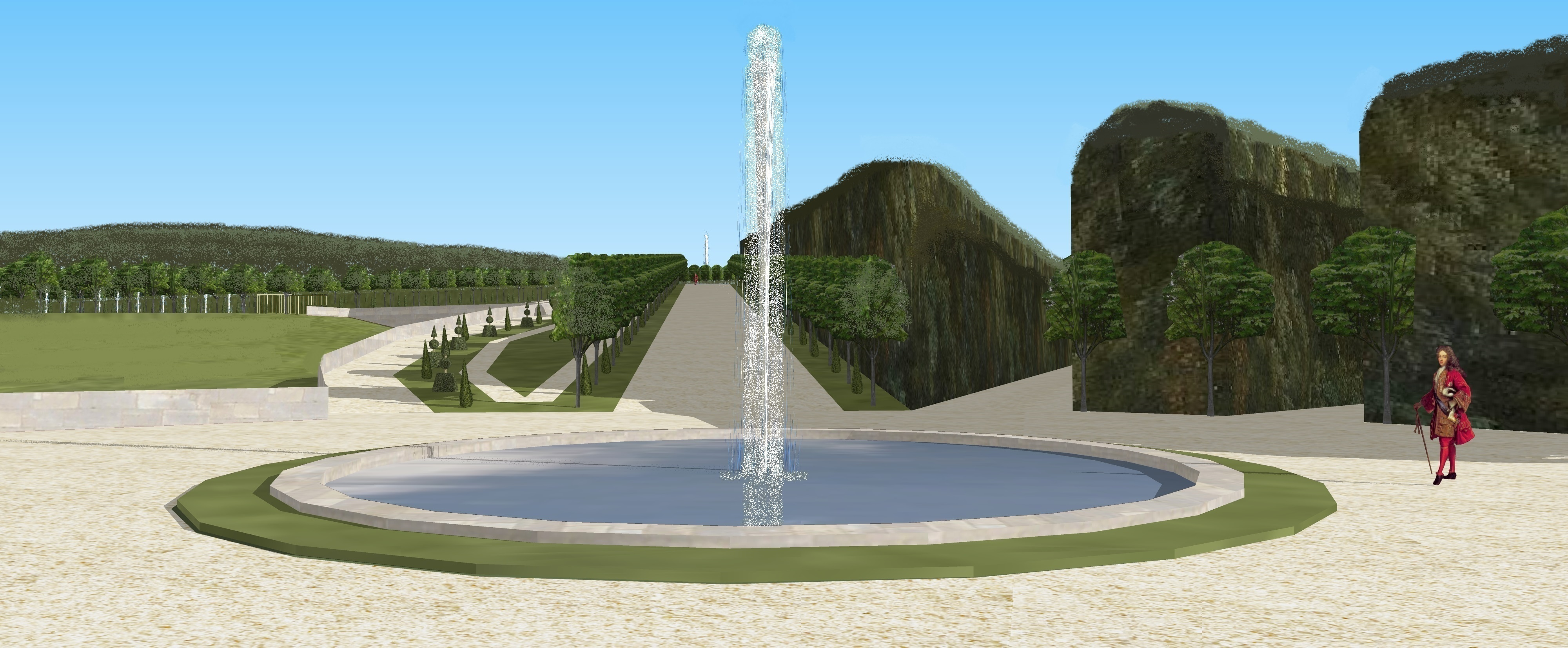
Restitution de la vision sur l'allée qui mène de la Demi-Lune au Grand Carré, jardins bas de Meudon, vers 1700.

### Le Parasol
[16] Il faudra remonter par l'allée neuve des communications jusqu'à la petite route qui monte au Parasol, laquelle il faudra suivre jusqu'audit Parasol, et on s'i reposera quelque temps.

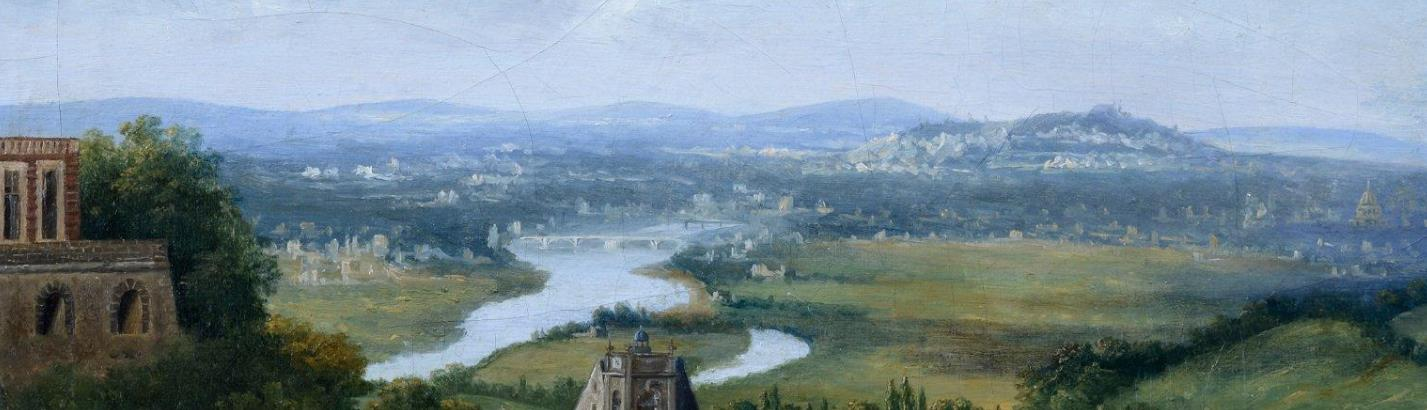
Vue de Paris depuis Meudon (détail). Langlacé, 1818. Musée d'art et d'histoire de Meudon.
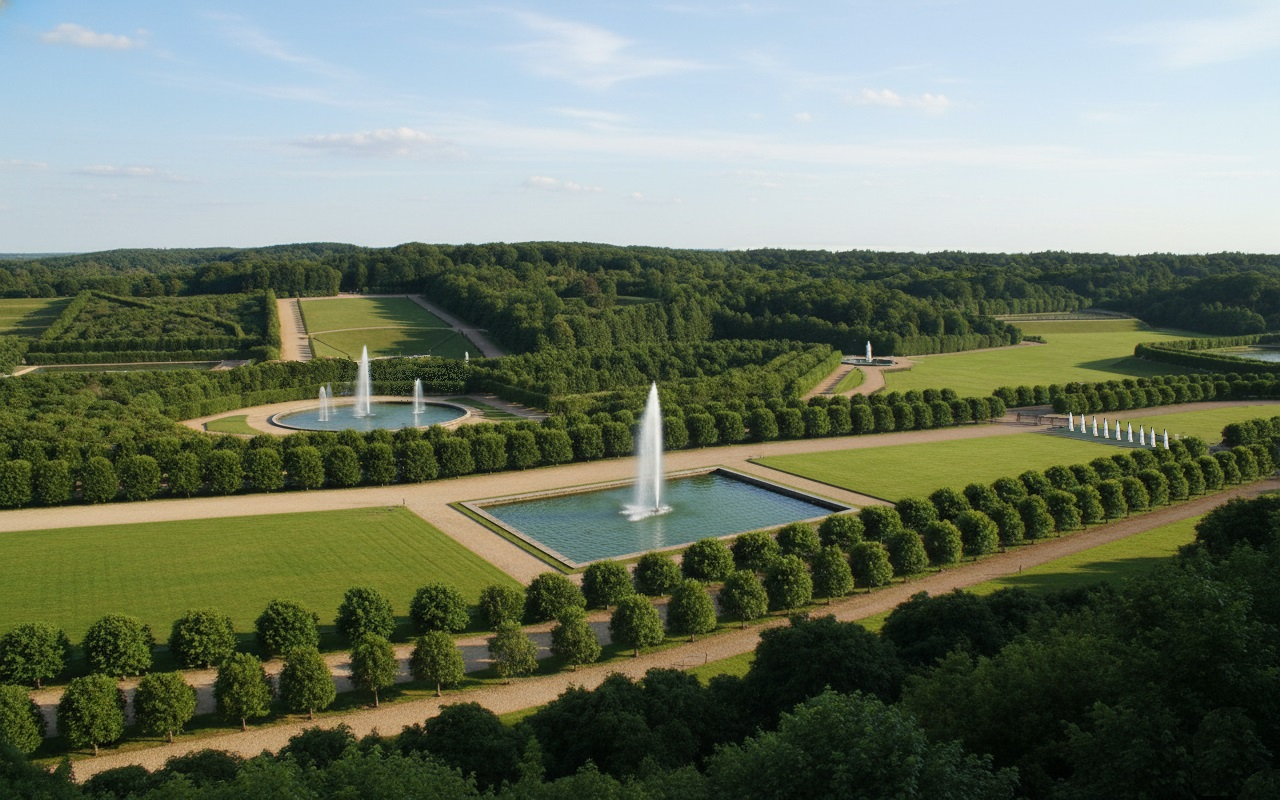
Point de vue restitué depuis le "Parasol", vers 1700.

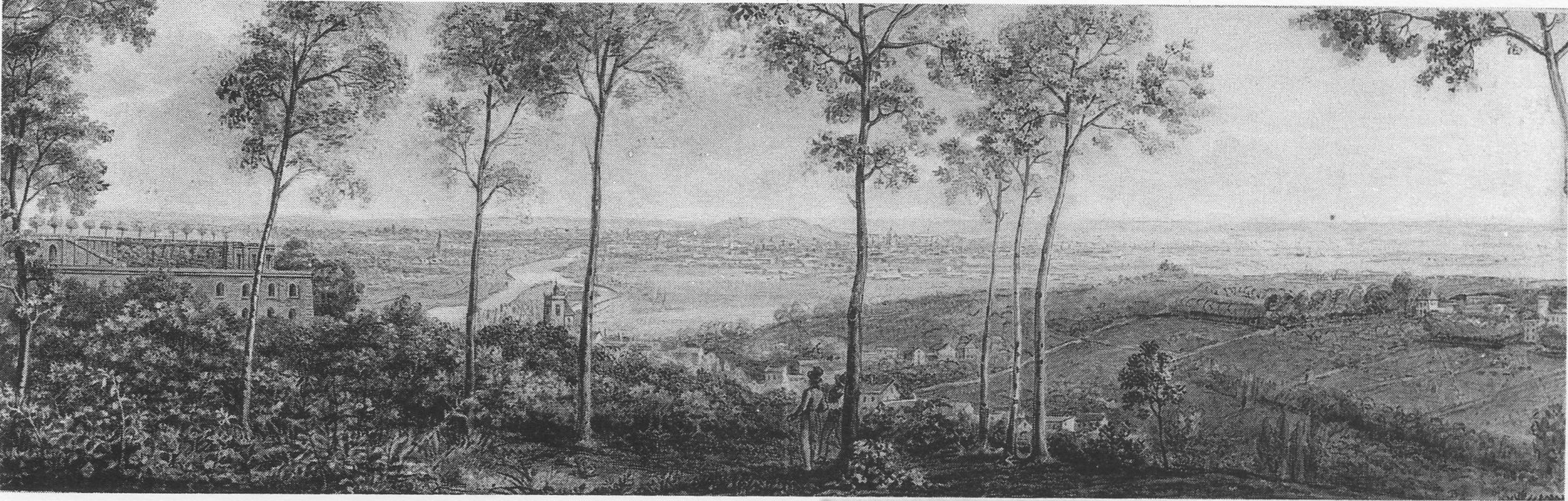
Vue depuis le Parasol dans les jardins de Meudon, début du XIXe siècle.

### La Calotte
[17] On continuëra la promenade par l'Allée qui monte  à la balustrade, on s'i arestera un moment, puis on suivra l'Allée a mi côte jusqu'à la calotte pour voir la veuë champêtre qui ne laisse pas d'avoir son agrément.

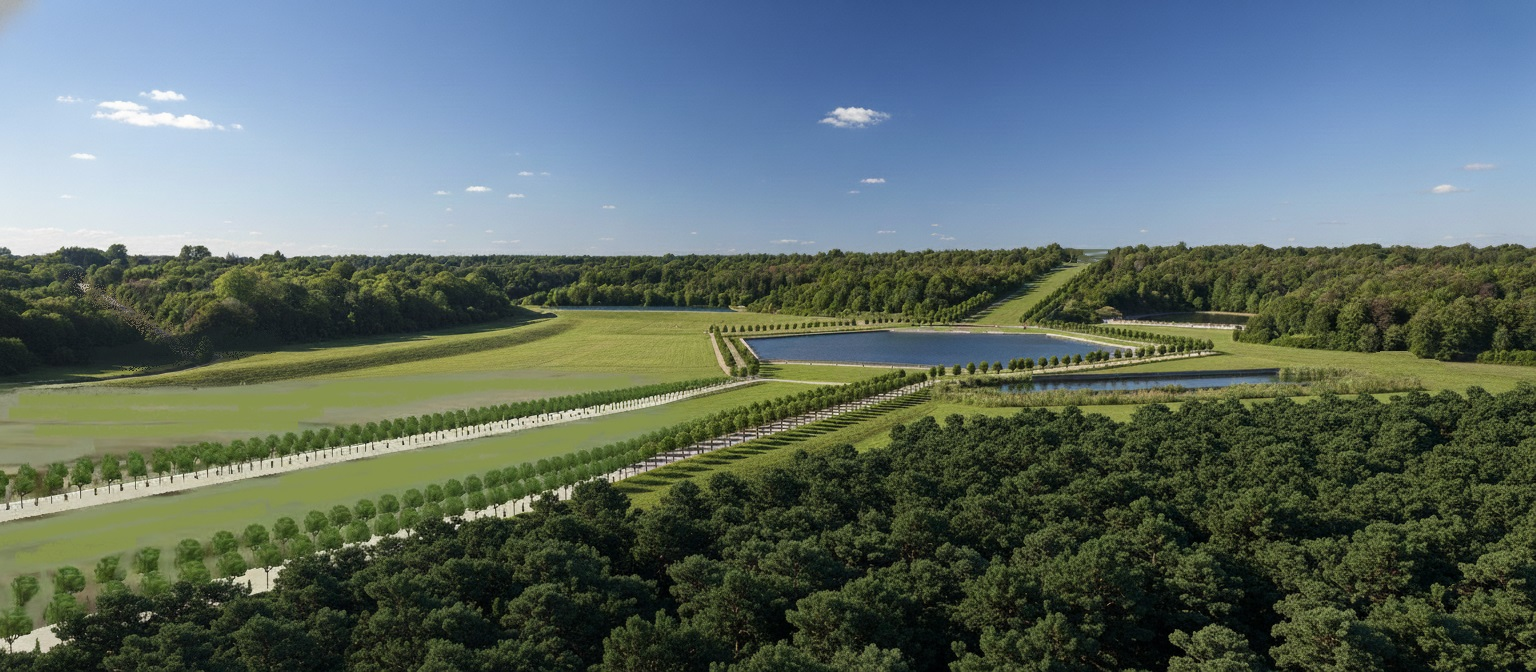
Schéma depuis la Calotte, jardins hauts de Meudon, vers 1700.
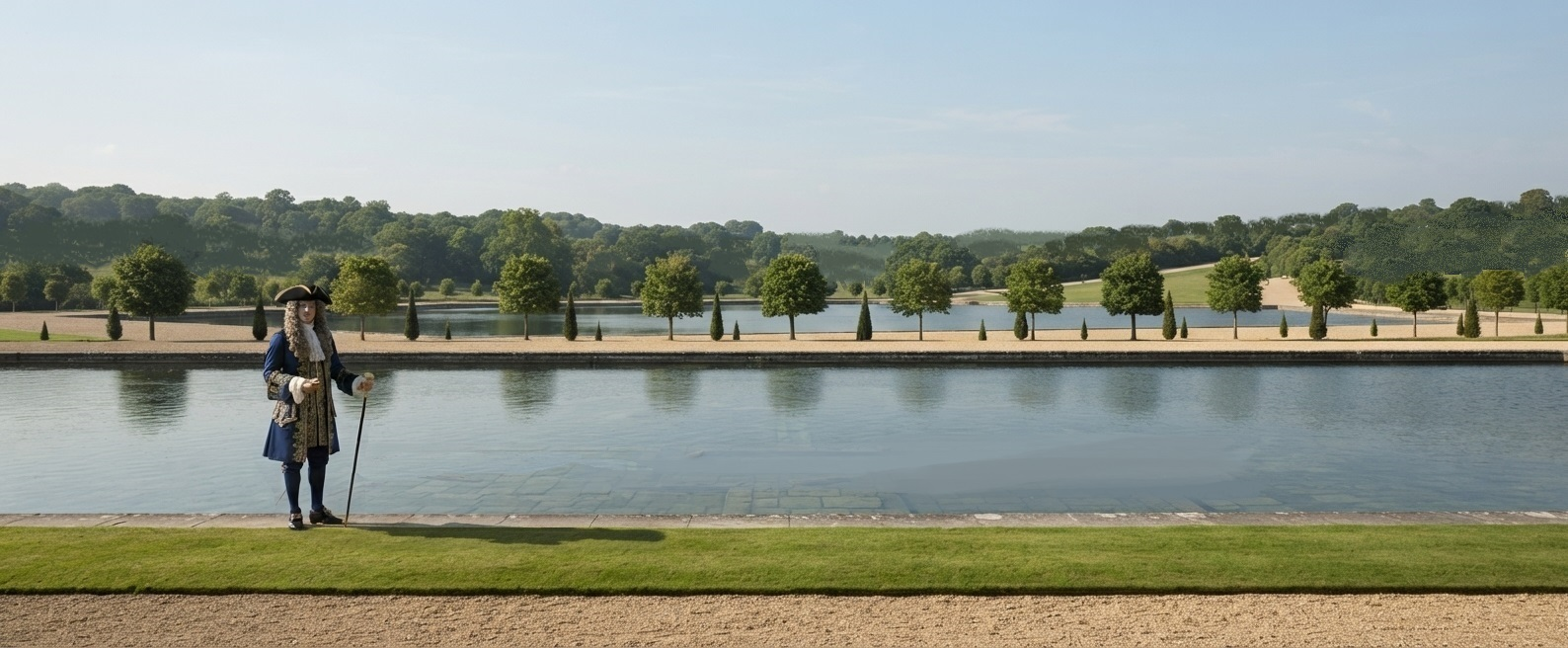
Schéma de la vue depuis le canal des truites de Meudon, avec l'étang de Chalais, vers 1700.

### La petite étoile
[18] On ira ensuite gagner la petite Etoille dont on fera le tour, il faudra faire remarquer les points de veuë qui s'i rencontrent.

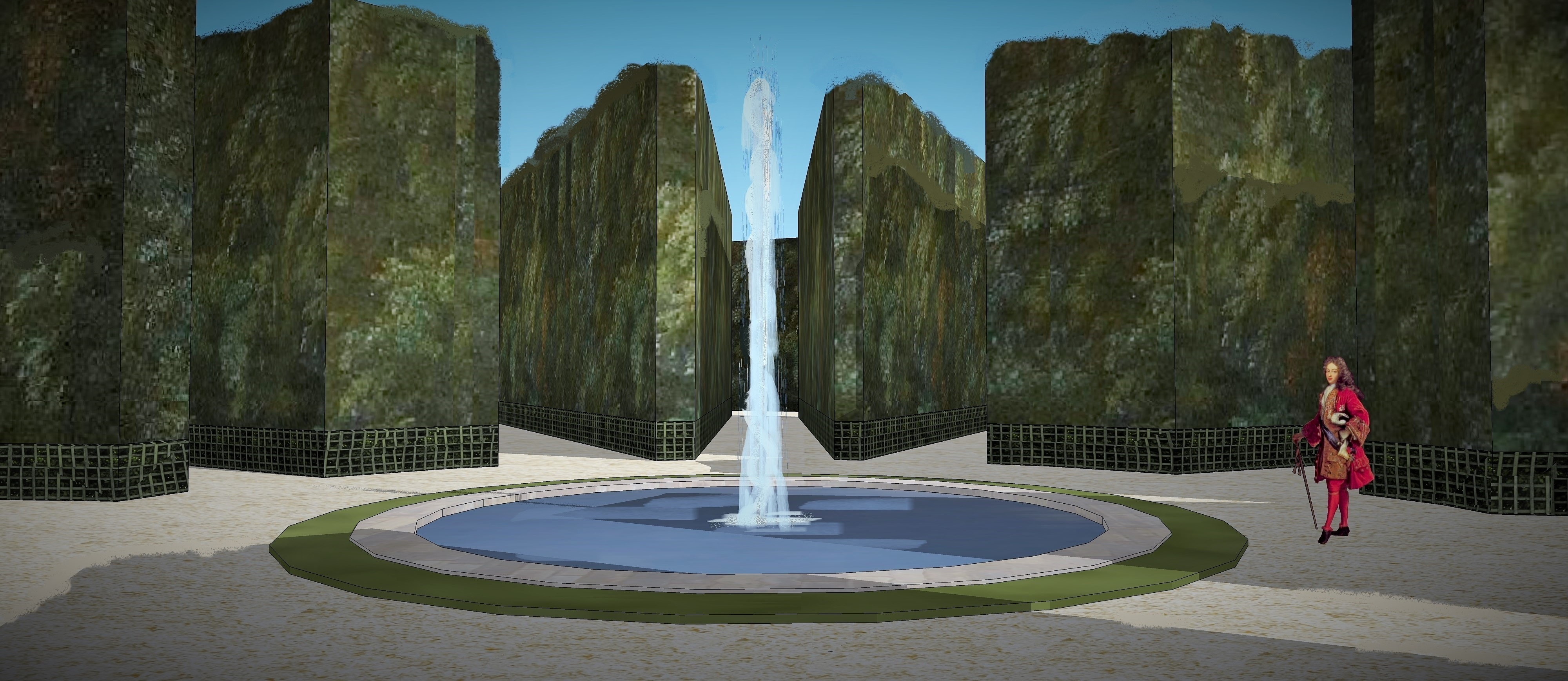
Le bassin de la Petite Étoile, jardins hauts de Meudon, vers 1700.

### Le Gladiateur
[19] On ira entrer dans l'Allée du Gladiateur par celle du milieu du Bois de la petite Étoille, et en tournant à gauche, on suivra la grande Allée, jusqu'au rond du Gladiateur, où il faudra s'asseoir pour considérer les différentes veuës qui s'i rencontrent.

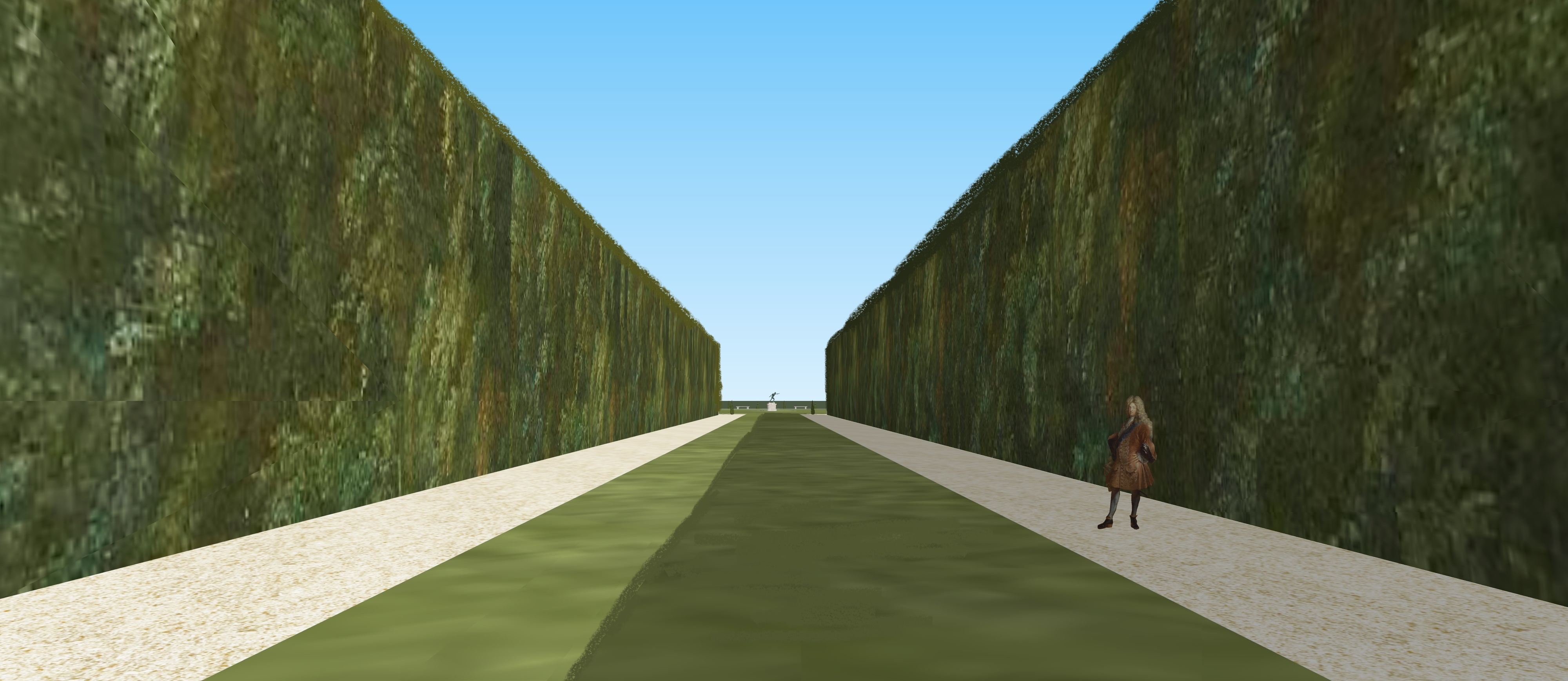
Schéma de l'Allée qui mène au Gladiateur, jardins de Meudon.
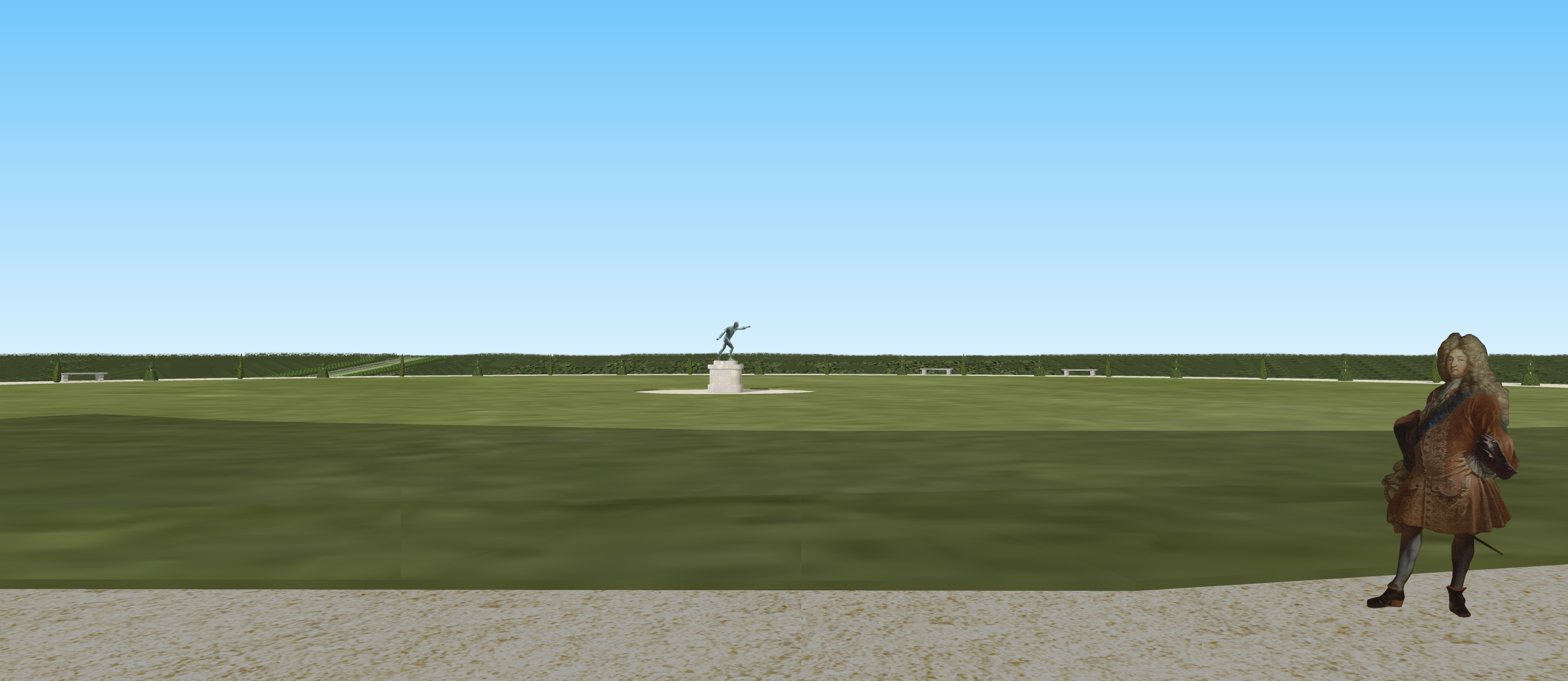
Vue sur le rond du Gladiateur, jardins hauts de Meudon, vers 1700.
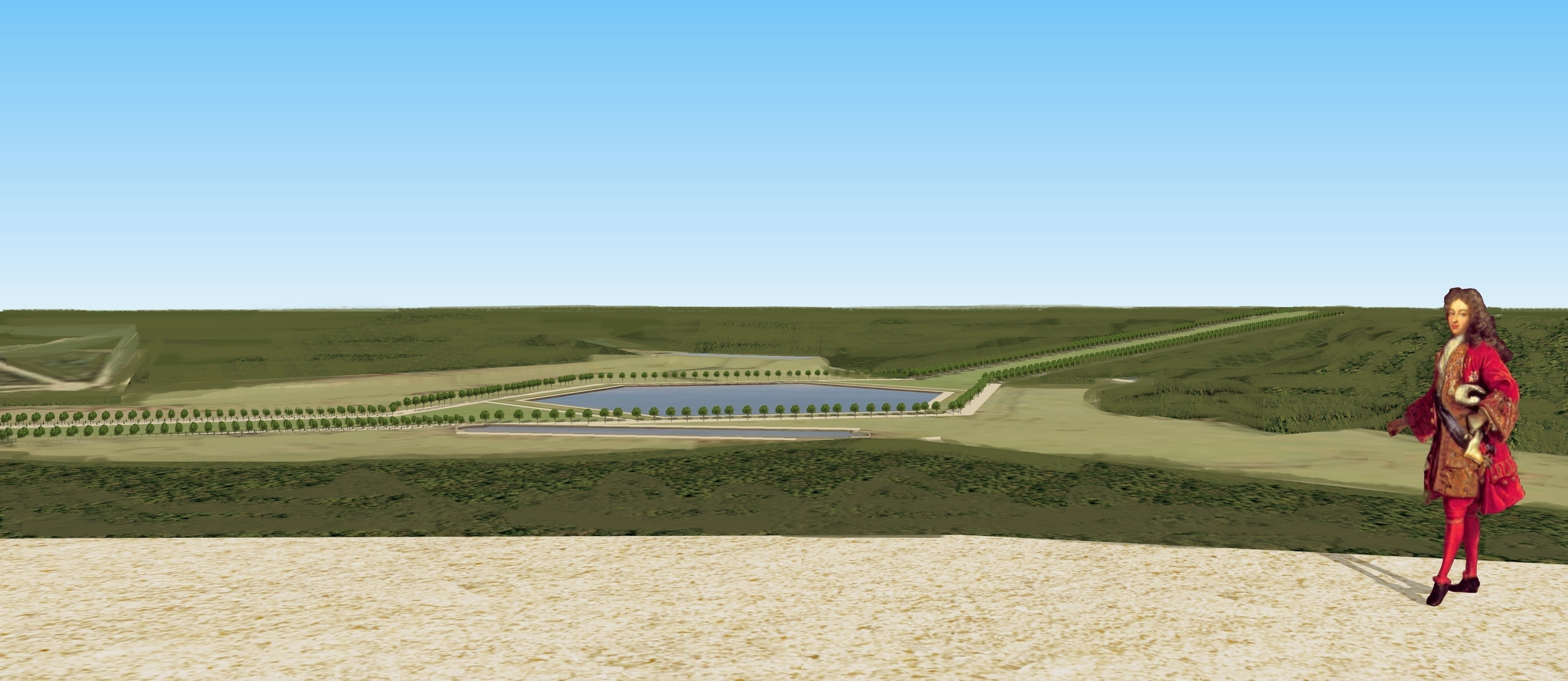
Schéma de la vue sur le vallon de Chalais depuis le rond du Gladiateur, jardins hauts de Meudon, vers 1700.

### Les cloîtres
[20] Il faudra se remettre en marche par l'Allée qui va du rond du Gladiateur, tomber au milieu des cloîtres, on tournera à gauche pour faire le tour de ce lieu magnifique, que l'on continuera jusqu'à la grande allée qui va couper la Rivière, où l'on fera une petite pose pour voir les Chûtes d'Eau.

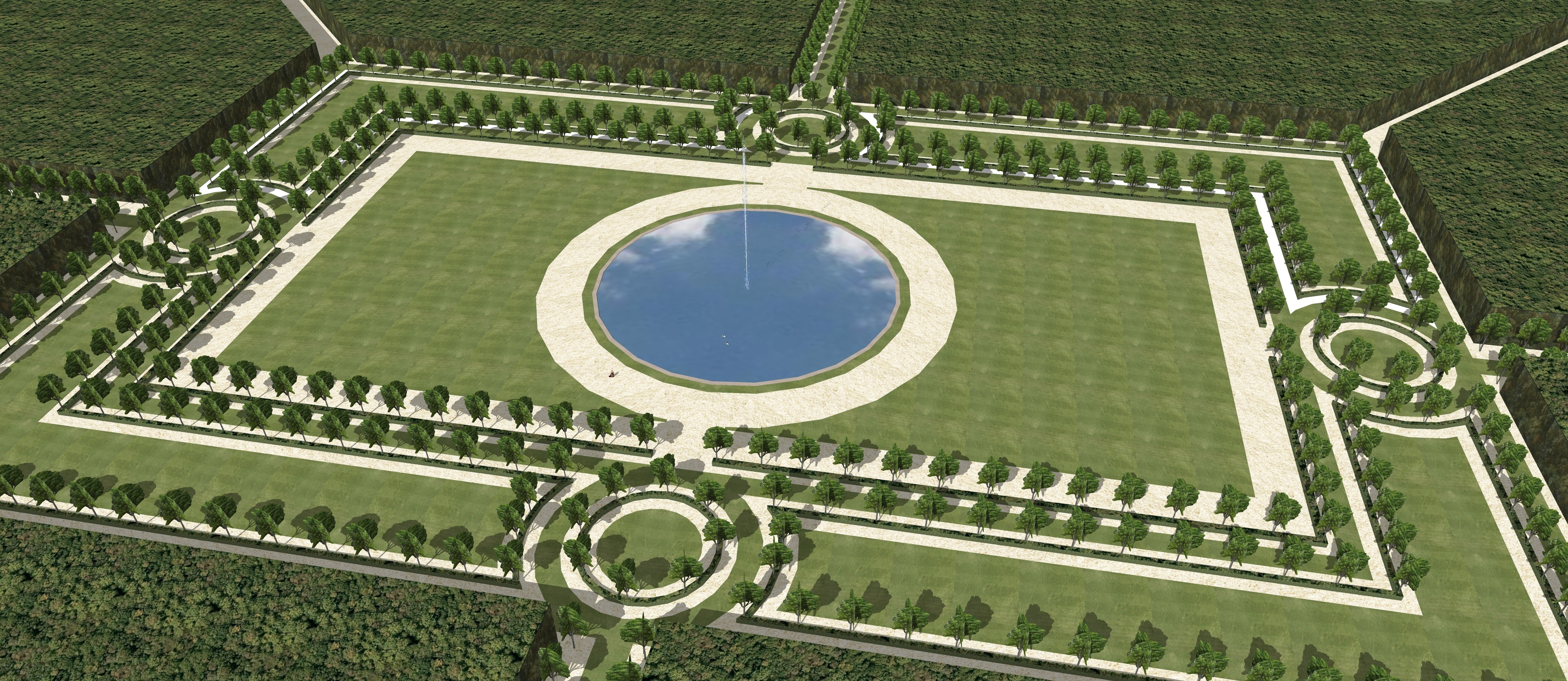
Vue cavalière du bosquet des Cloîtres, jardins hauts de Meudon, fin XVIIe.
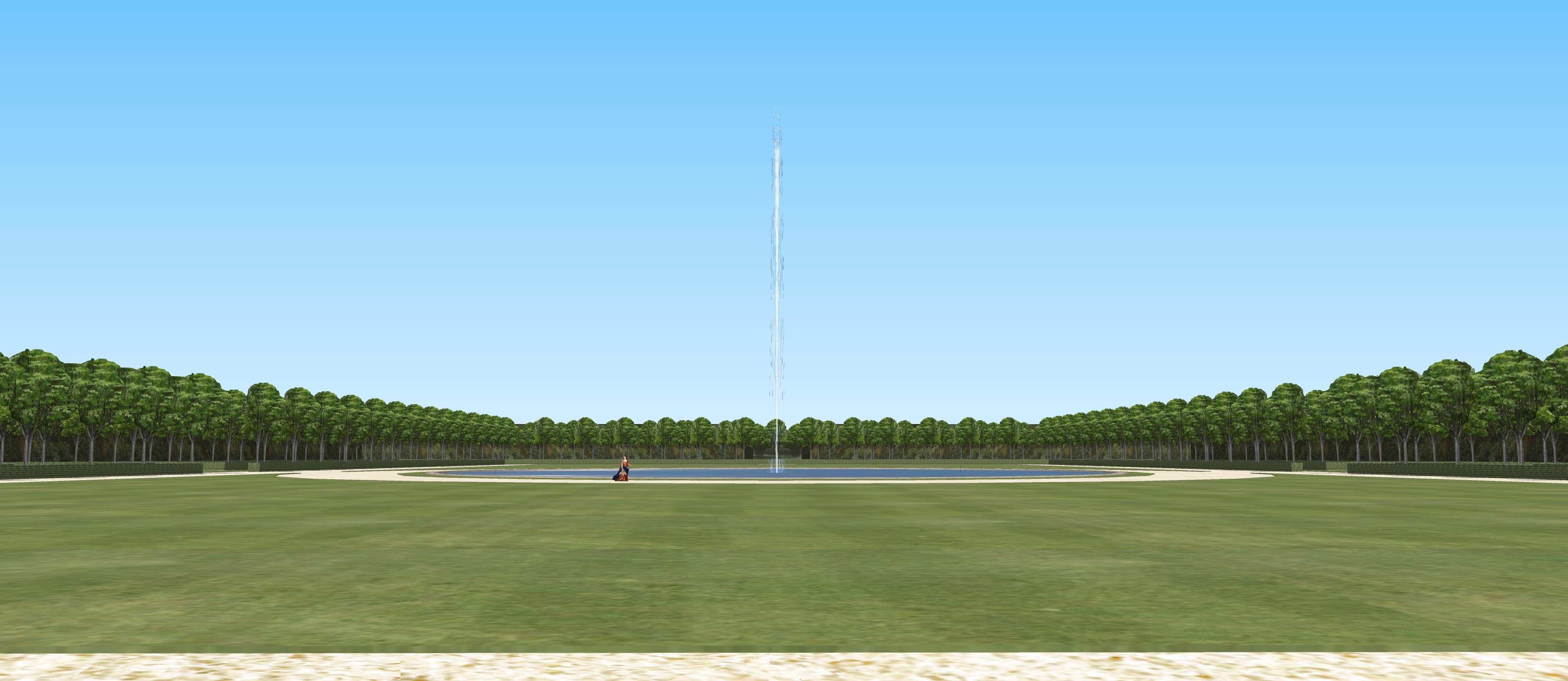
Vue restituée depuis l'entrée du bosquet des Cloîtres sur le grand bassin, fin XVIIe.
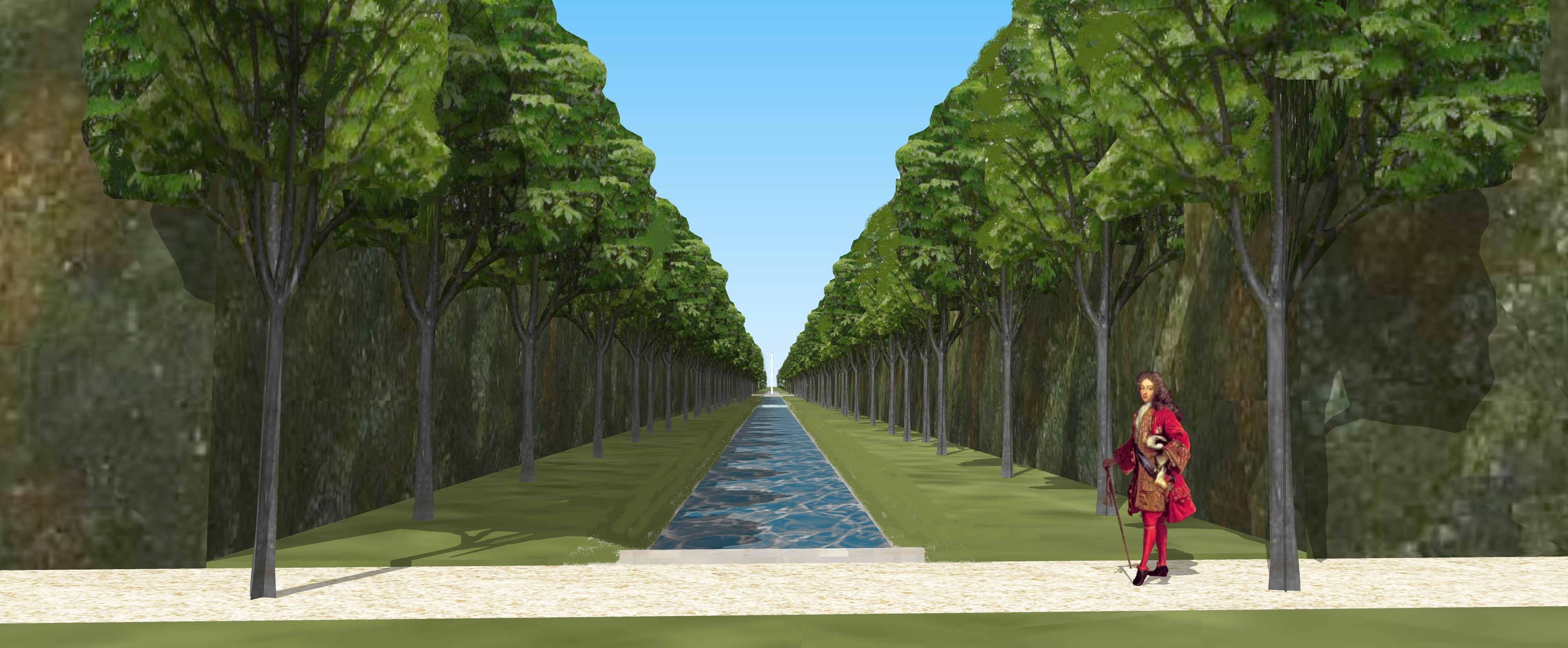
Essai de restitution de la Petite Rivière de Monseigneur dans les jardins hauts de Meudon, vers 1700.

### Le mail et le grand rond
[21] On suivra toûjours la même Allée jusqu'à l'endroit où elle donne dans celle du mail, où l'on tournera à droite, et il faudra la suivre passant par le grand rond jusqu'à la première Allée qui va au Bassin du petit bois de bel air.

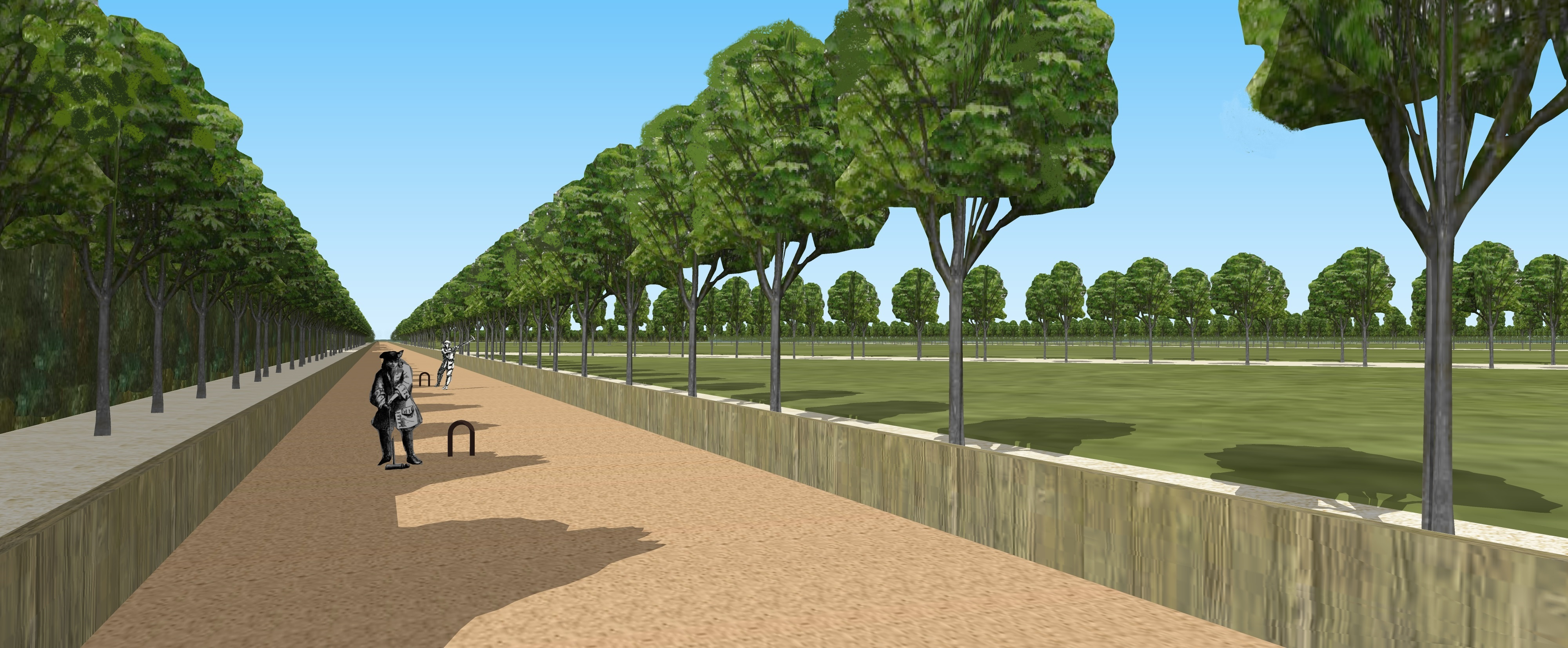
Restitution du jeu de Mail de Meudon, jardins hauts, vers 1700.
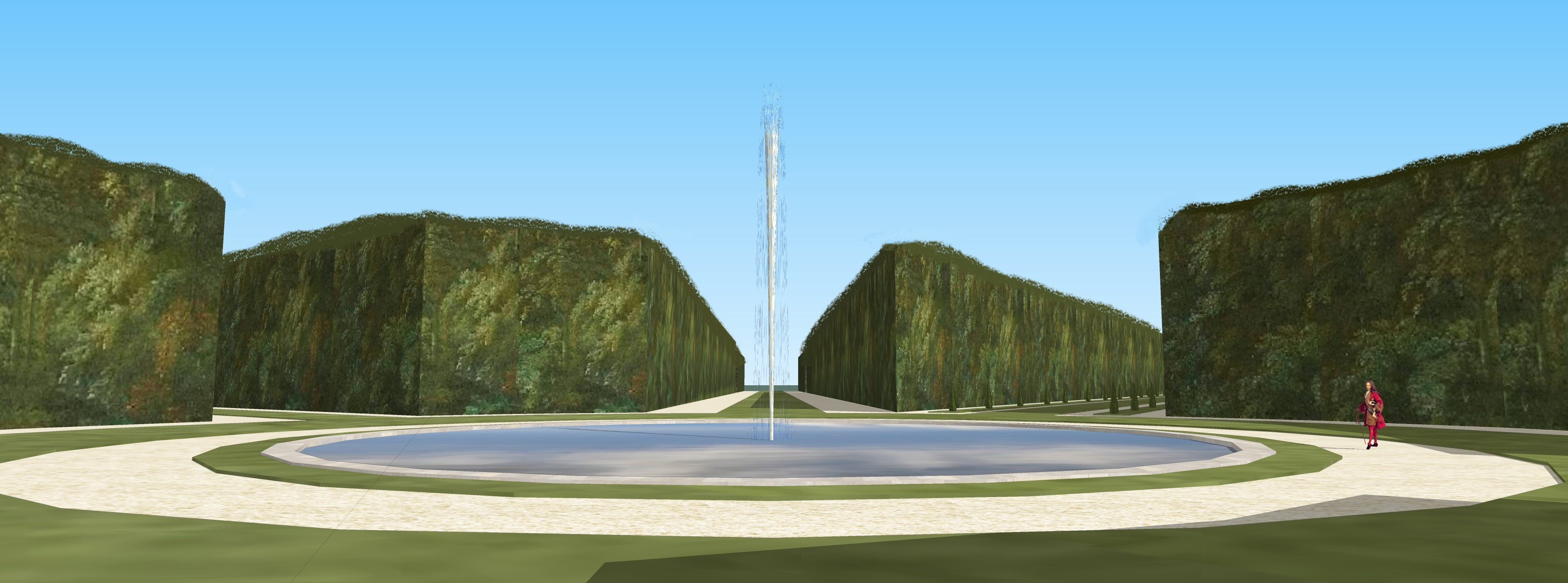
Schéma du "Grand rond" ou "bassin neuf" situé entre le Mail et le Petit Bois de Meudon.
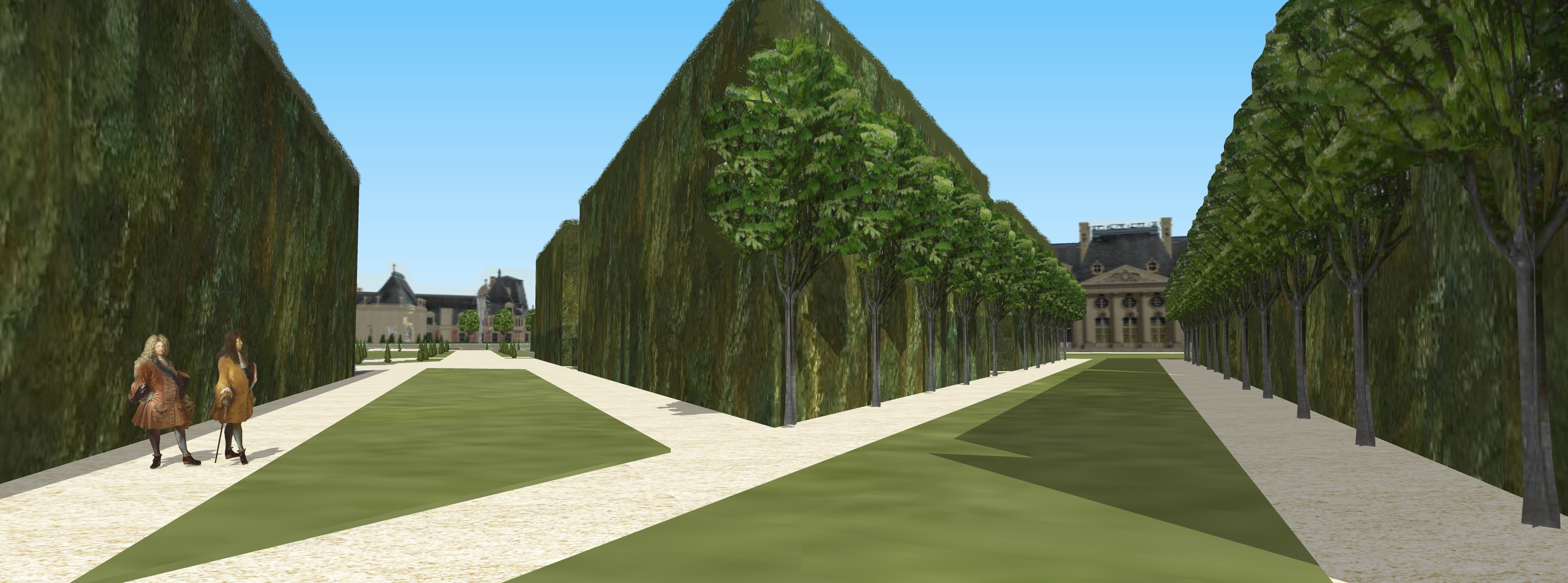
Vue des deux châteaux de Meudon depuis le début de la Rivière, jardins hauts, vers 1710.
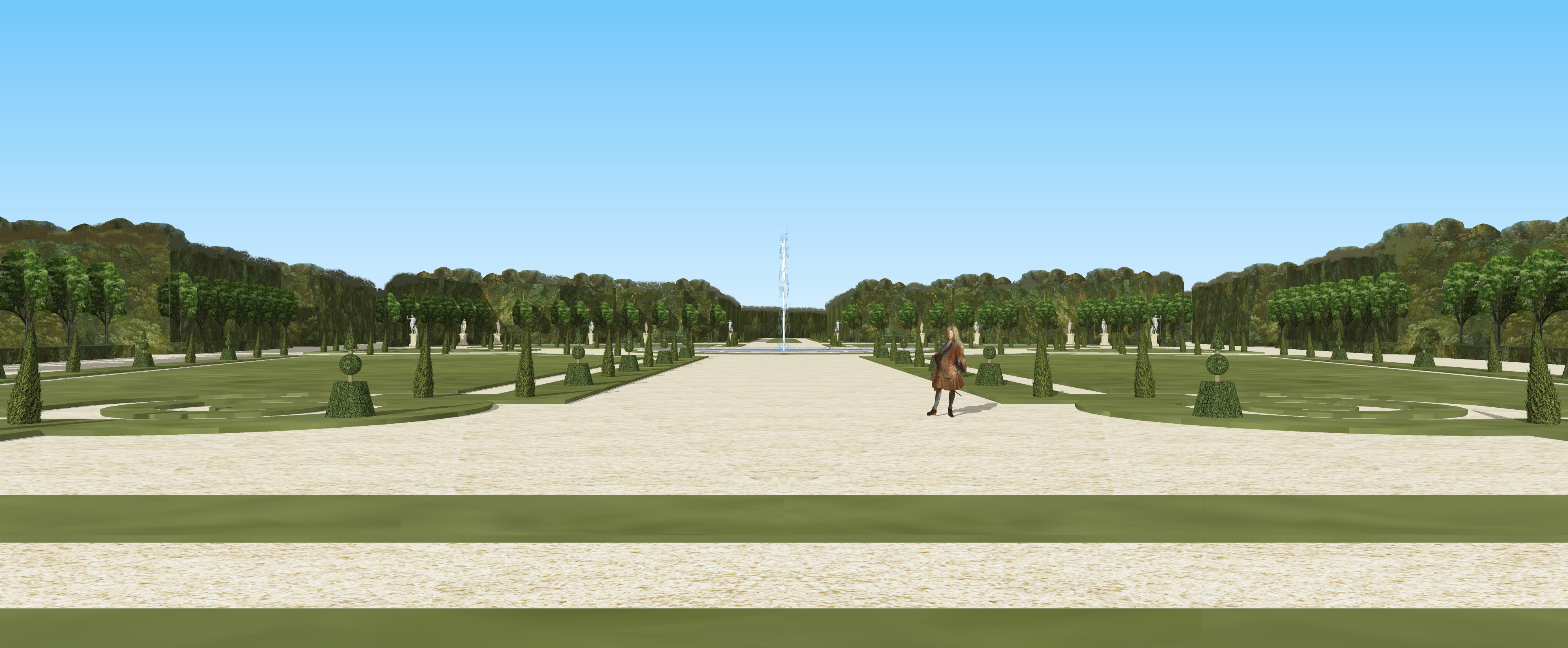
Restitution 3D de la vue sur le parterre du Bois, en sortant du château vieux de Meudon.
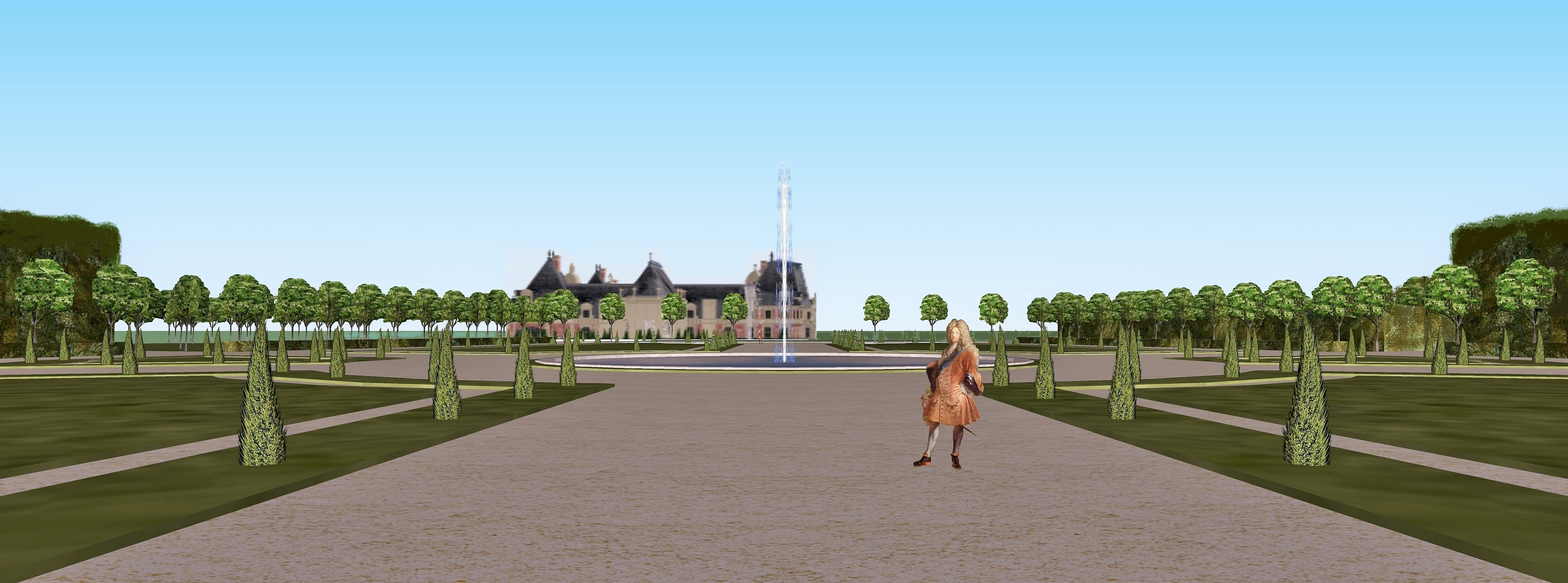
Schéma de la vision depuis le parterre du Bois sur le château vieux de Meudon, vers 1710.

### Le petit bois de bel air
[22] On entrera dans ledit Bois, et l'on fera le demi tour du Bassin, puis on gagnera la pièce de bel Air.

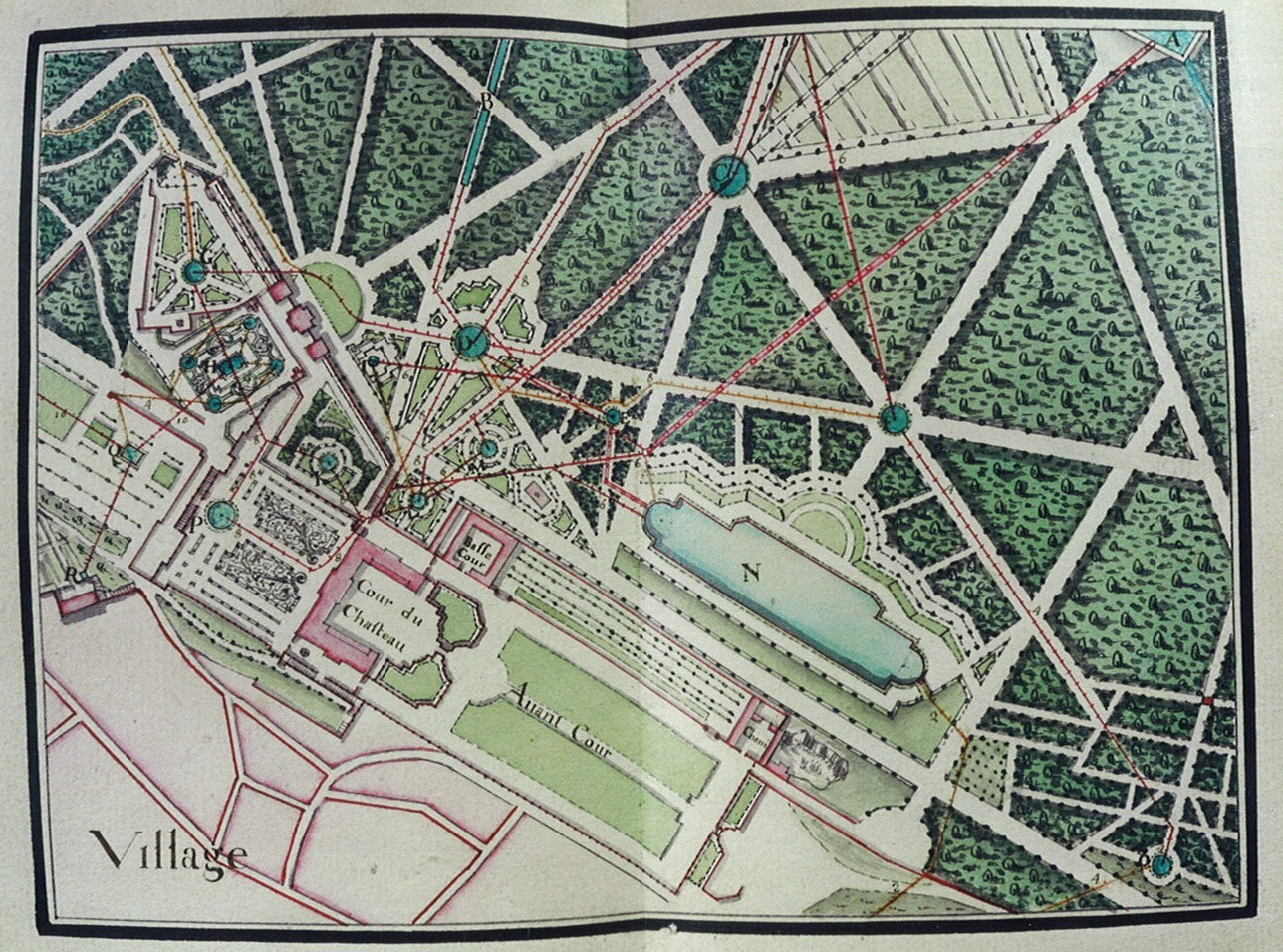
Traité des Eaux de Meudon, 1699, par Nyon. Les jardins hauts.
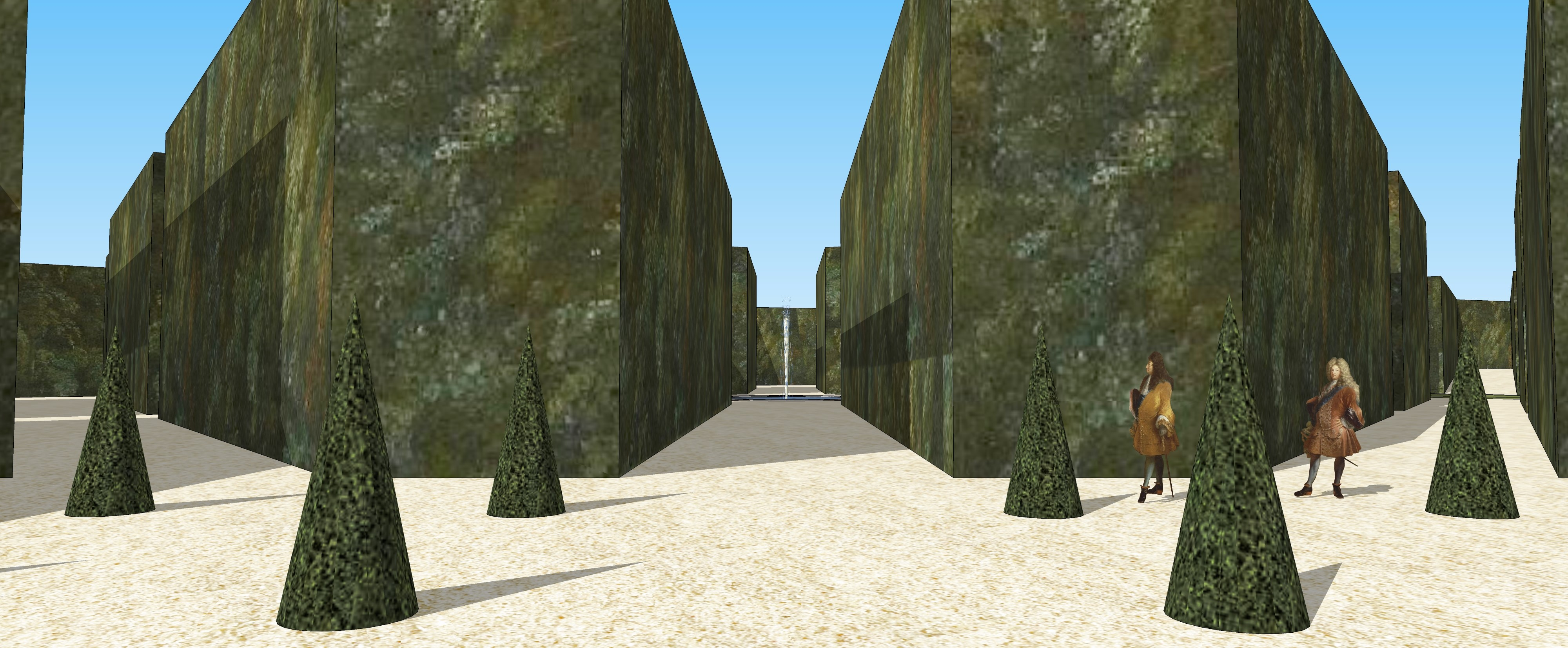
Schéma de l'entrée du Petit Bois de Bel Air, jardins hauts de Meudon, vers 1700.
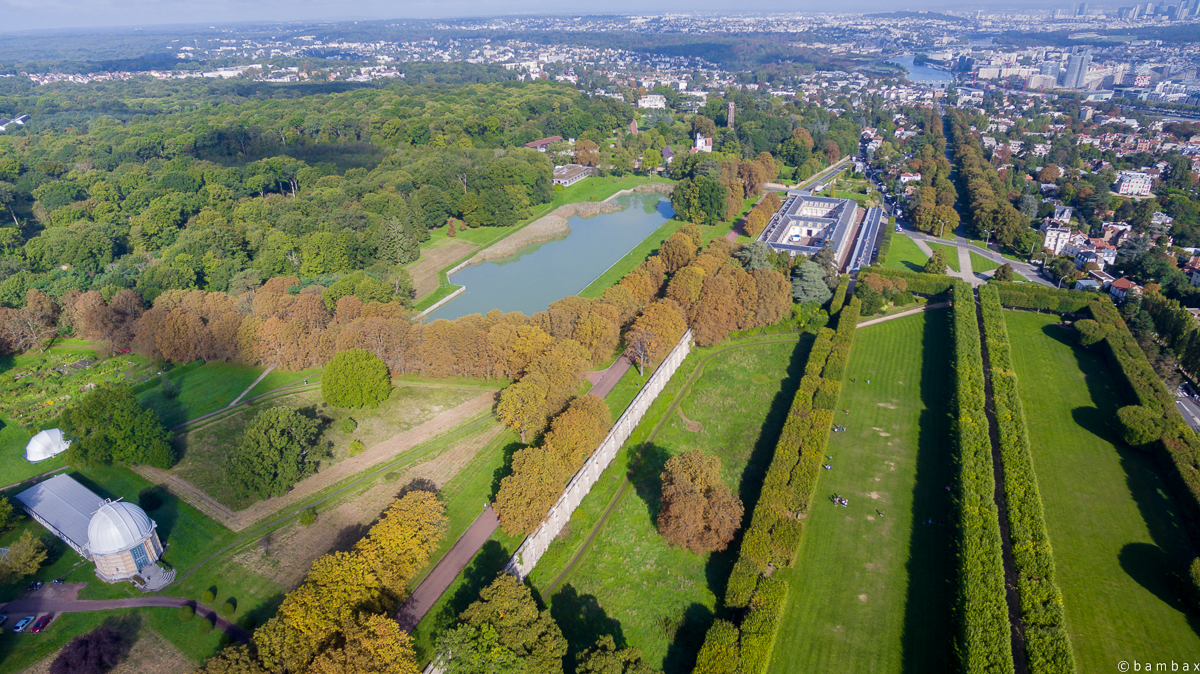
Vue aérienne de la terrasse de Meudon, avec l'étang de Bel Air.

### Le bassin de bel air
[23] On fera le tour de cette pièce, la laissant à gauche jusqu'à l'Allée du milieu qui va rendre au bassin de bel Air, dont on fera le tour tournant à gauche pour enfiler l'Allée du bel air, et la suivre jusqu'à l'entrée du bois de Montafilan.

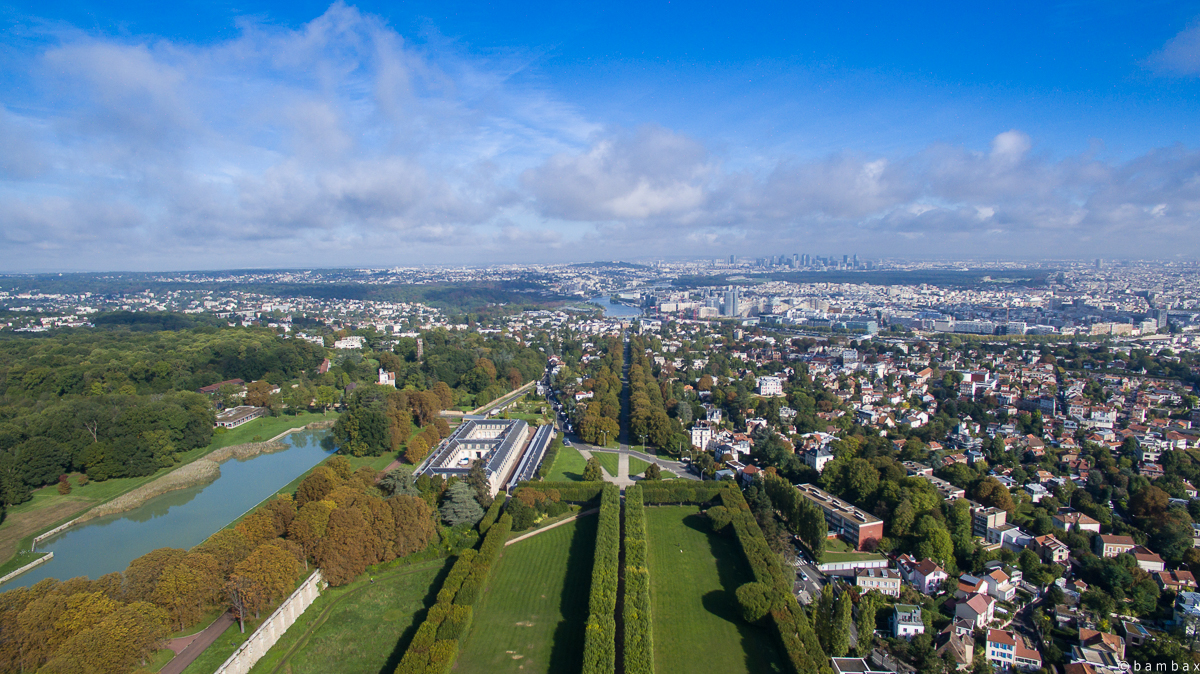
Vue aérienne de la terrasse avec l'avenue du château, vers le Nord.
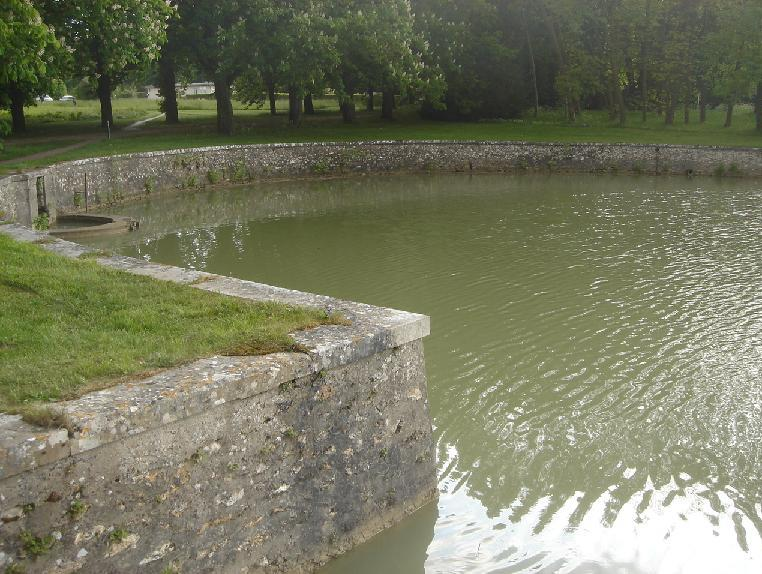
Vue du demi-cercle Sud du bassin de Bel Air, 2010.
L'étang de Bel Air, de nos jours.

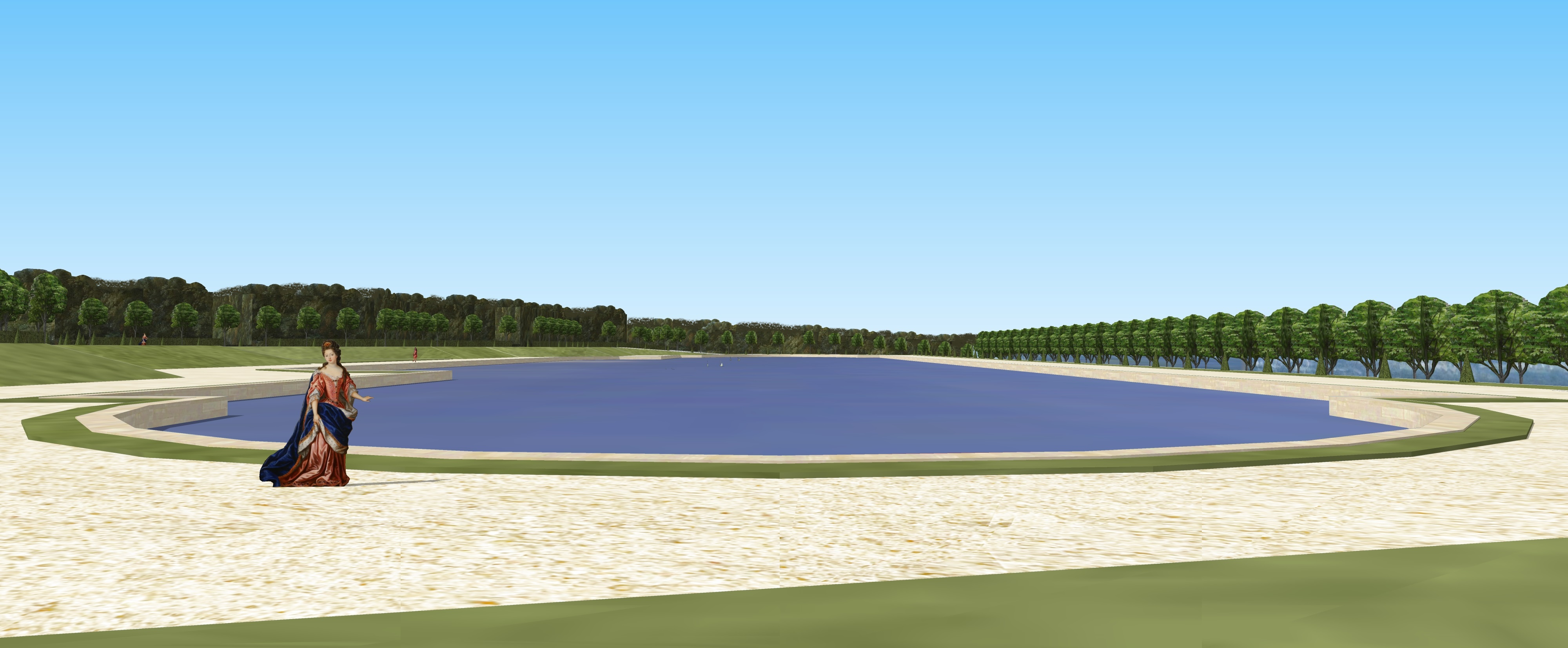
Vue du bassin de Bel Air en y arrivant depuis le château, vers 1700.
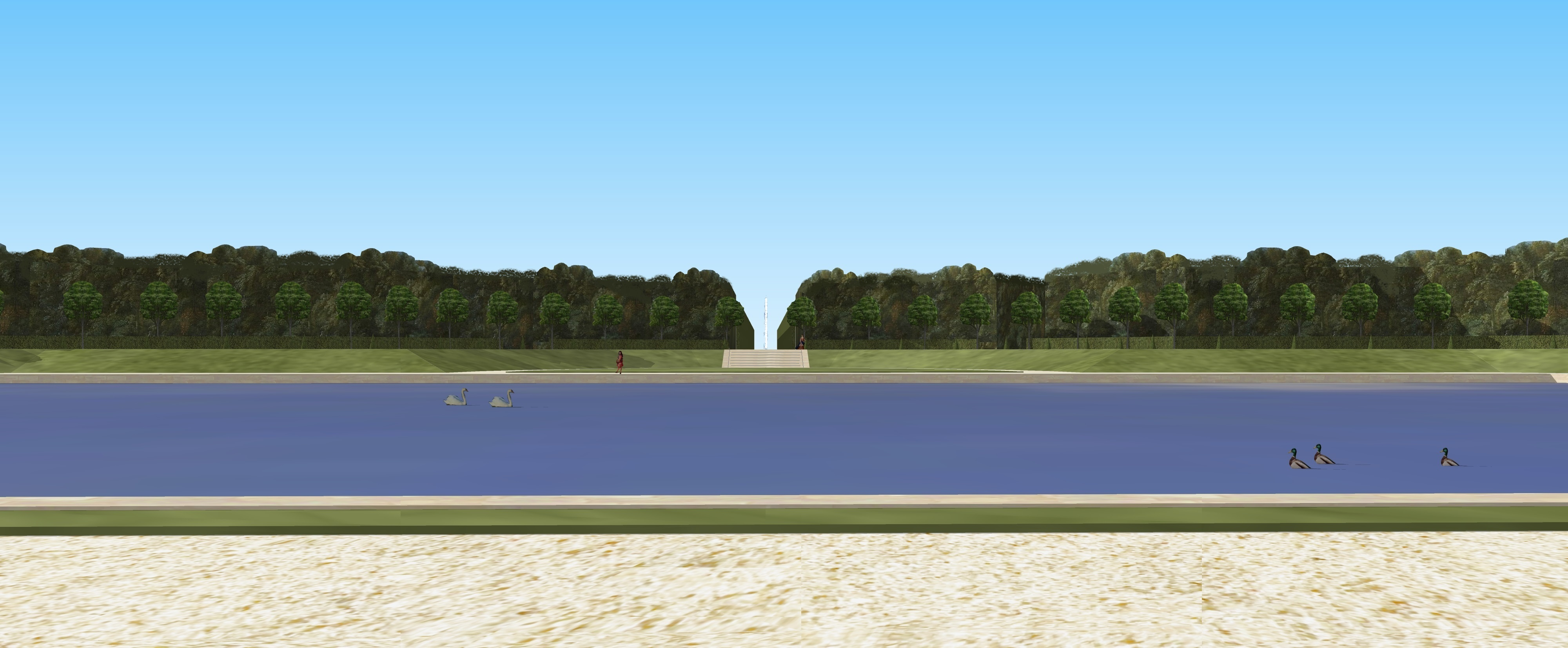
Vue du bassin de Bel Air près de la grande allée des marronniers, vers 1700.
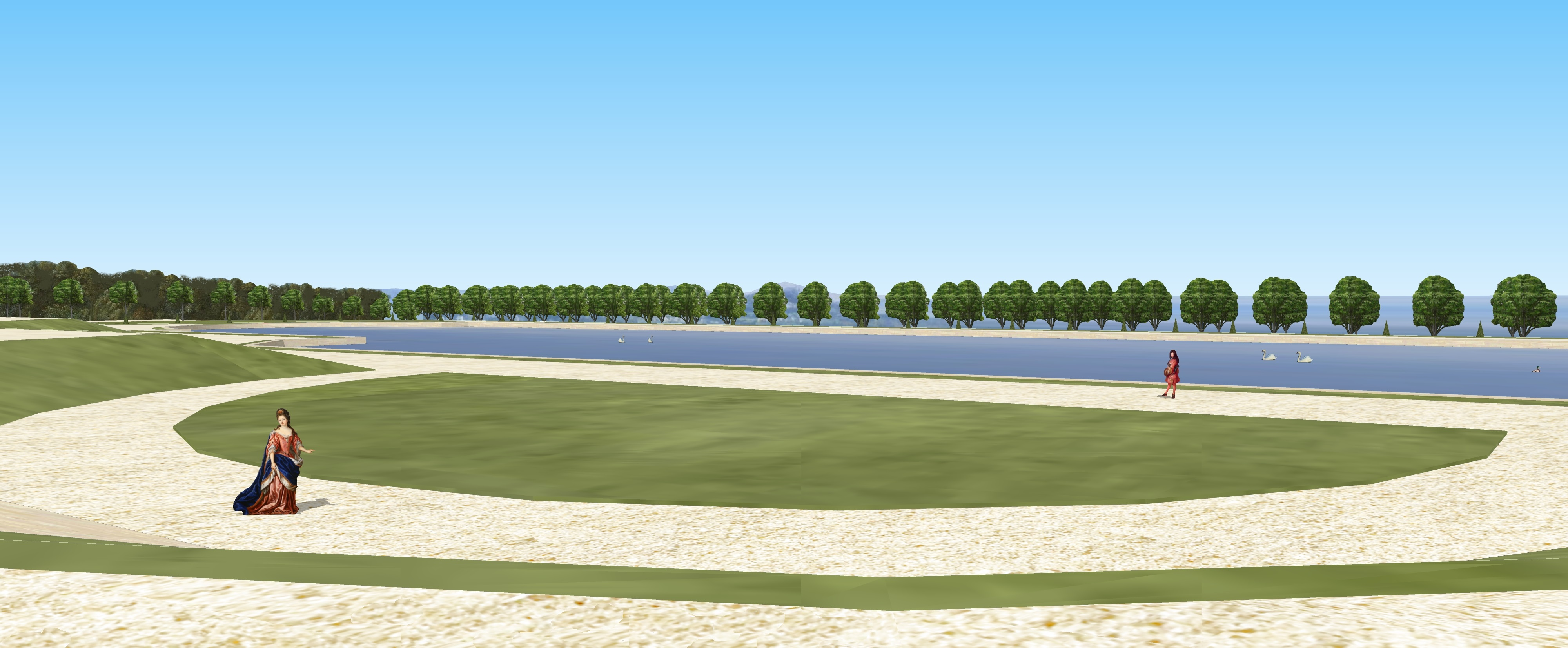
Schéma de la vue restituée depuis le haut du bassin réservoir de Bel Air, Meudon, vers 1700.
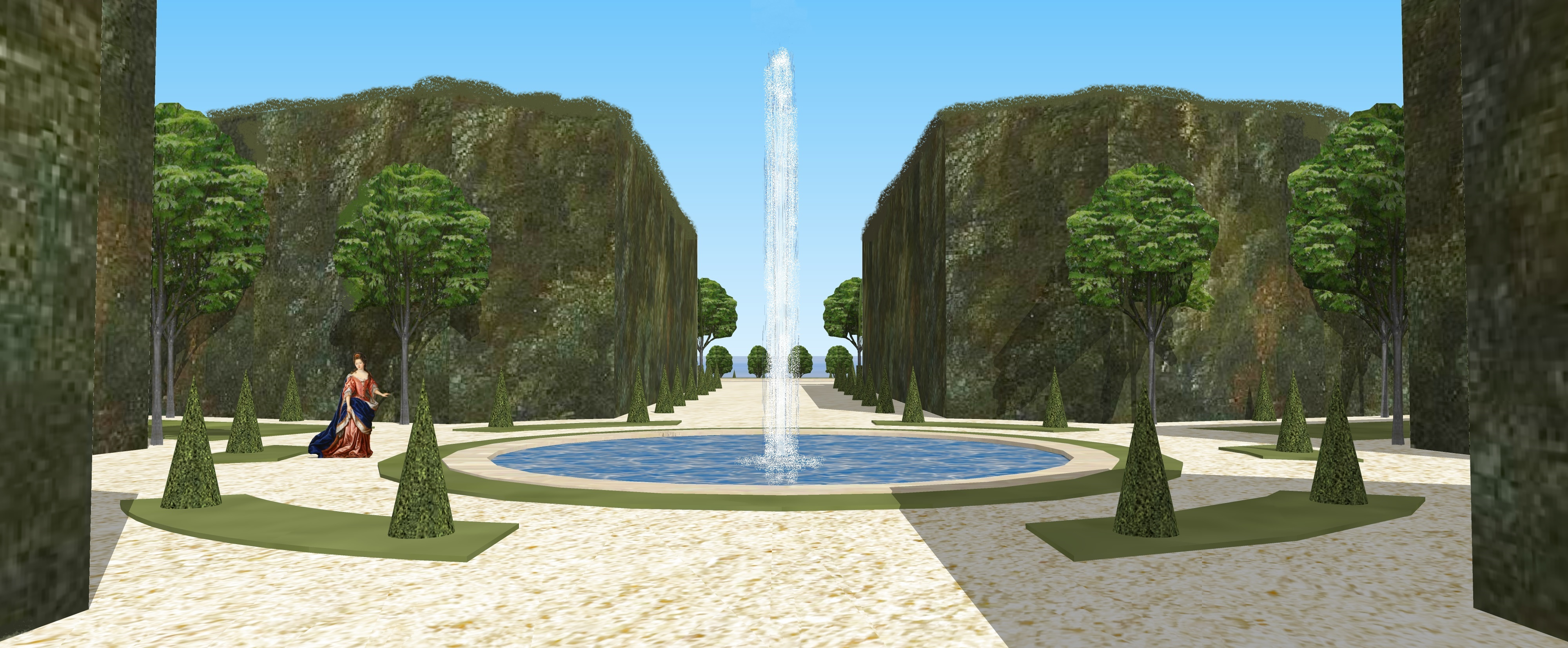
Restitution de la vue sur le bassin du Bel Air, jardins hauts de Meudon, vers 1700.
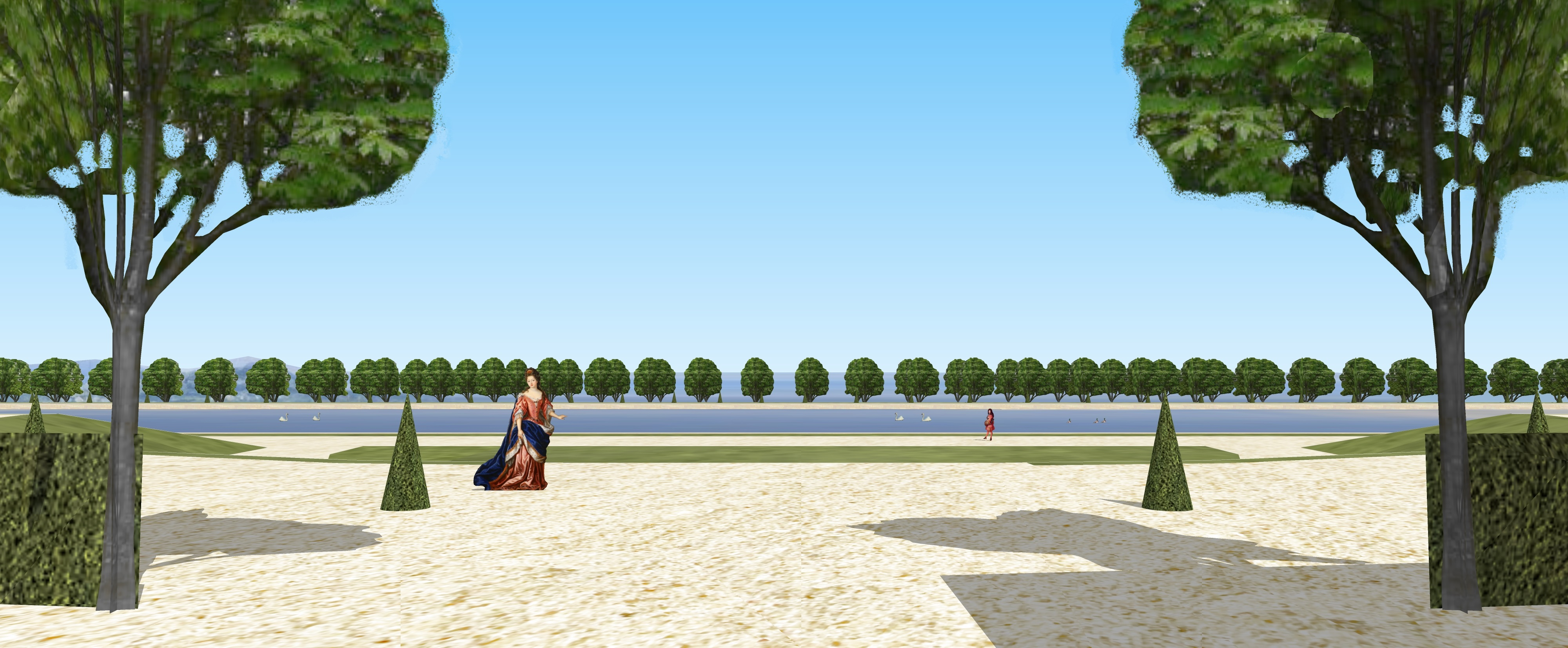
Vue sur le bosquet du bassin réservoir de Bel Air depuis l'allée haute vers 1700

### Les jardins de Montafilan
[24] On entrera dans ledit Bois par l'allée qui va au Cabinet de Pierre, on tournera à droite dans l'allée du milieu, qu'il faudra suivre jusqu'au bassin, & à la Terrasse de Montafilan.

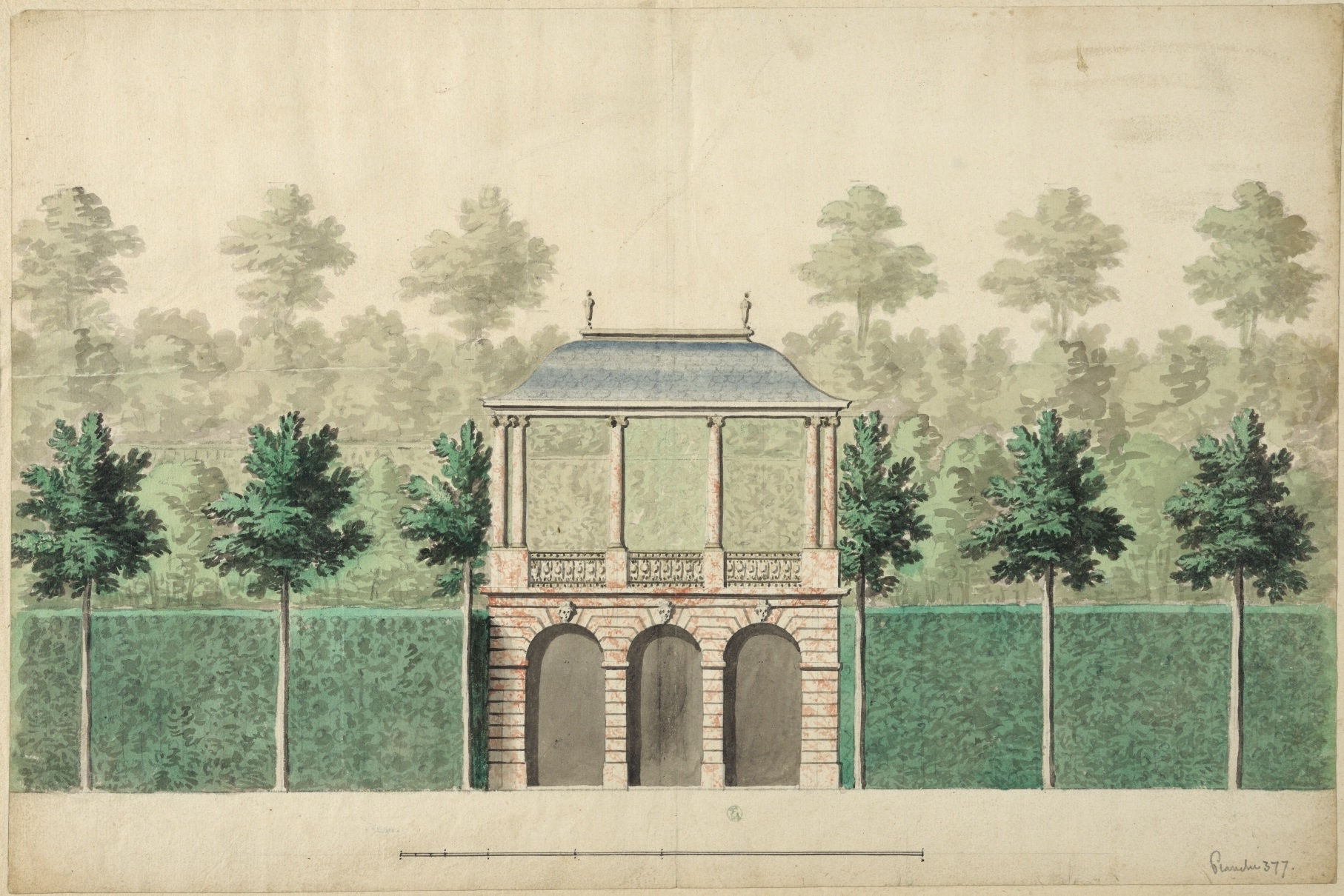
Elévation du cabinet de pierre des jardins hauts de Meudon, du côté de Montafilan (près des Capucins). Nationalmuseum de Stockholm, NMH THC 377.
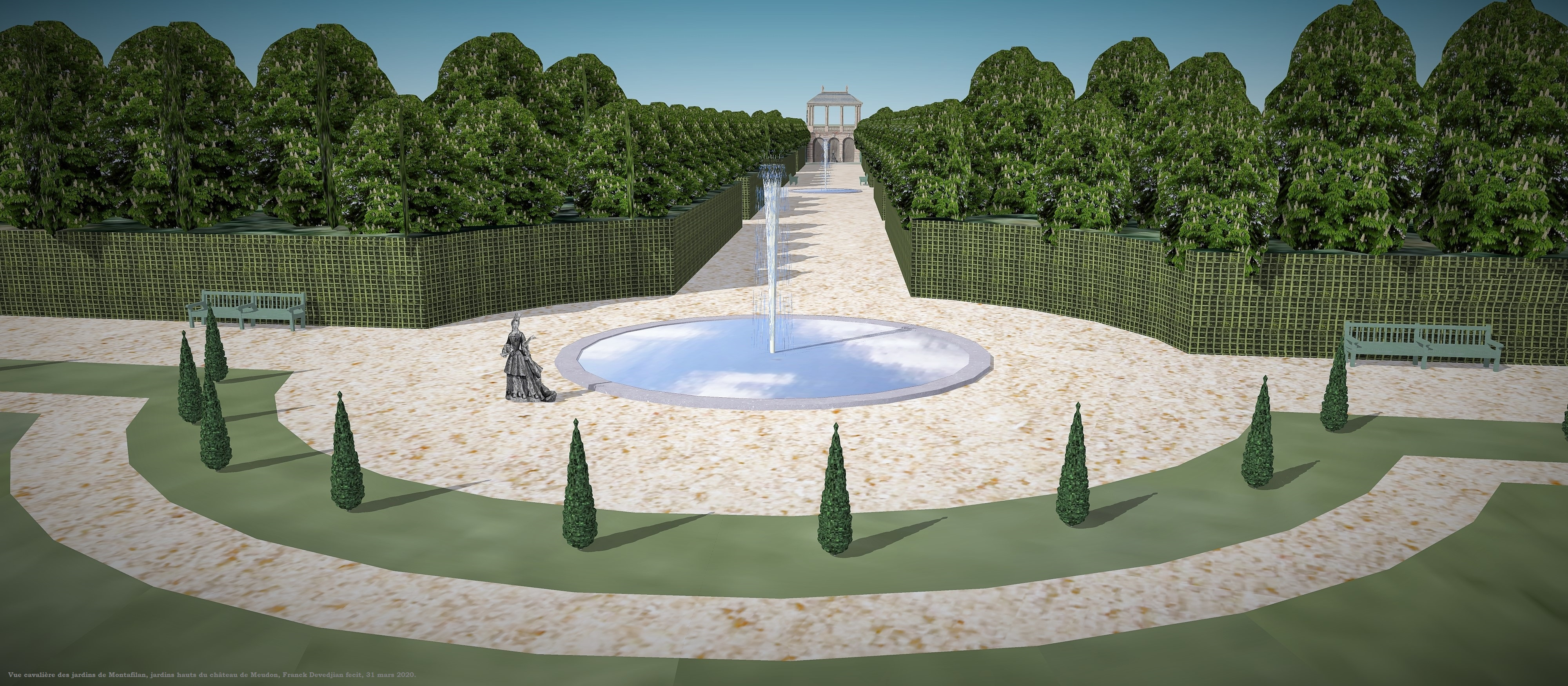
Vue cavalière des jardins de Montafilan, avec le cabinet de pierre.
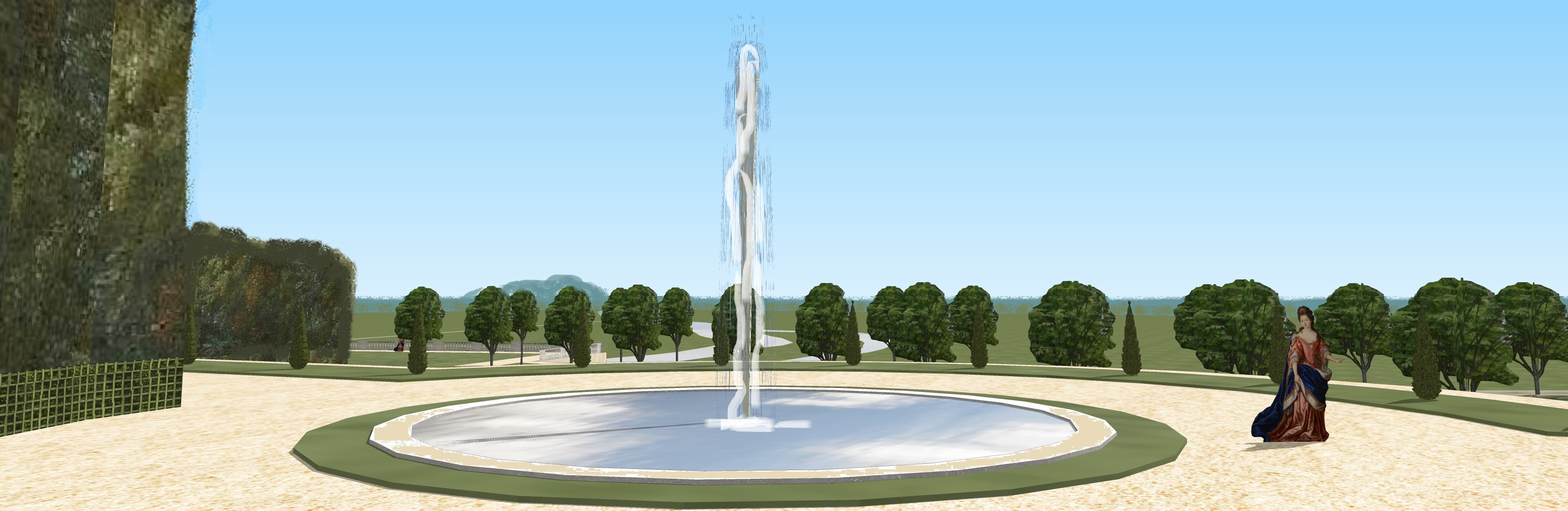
Schéma de la vue depuis le bassin de Montafilan, jardins du château de Meudon, vers 1700.

### Le cabinet de la belle vue
[25] On suivra la Terrasse tournant à gauche pour descendre dans l'Allée qui va au Cabinet de la belle veuë, dans lequel on entrera pour se reposer et y voir Paris, S.t Cloud et les environs.

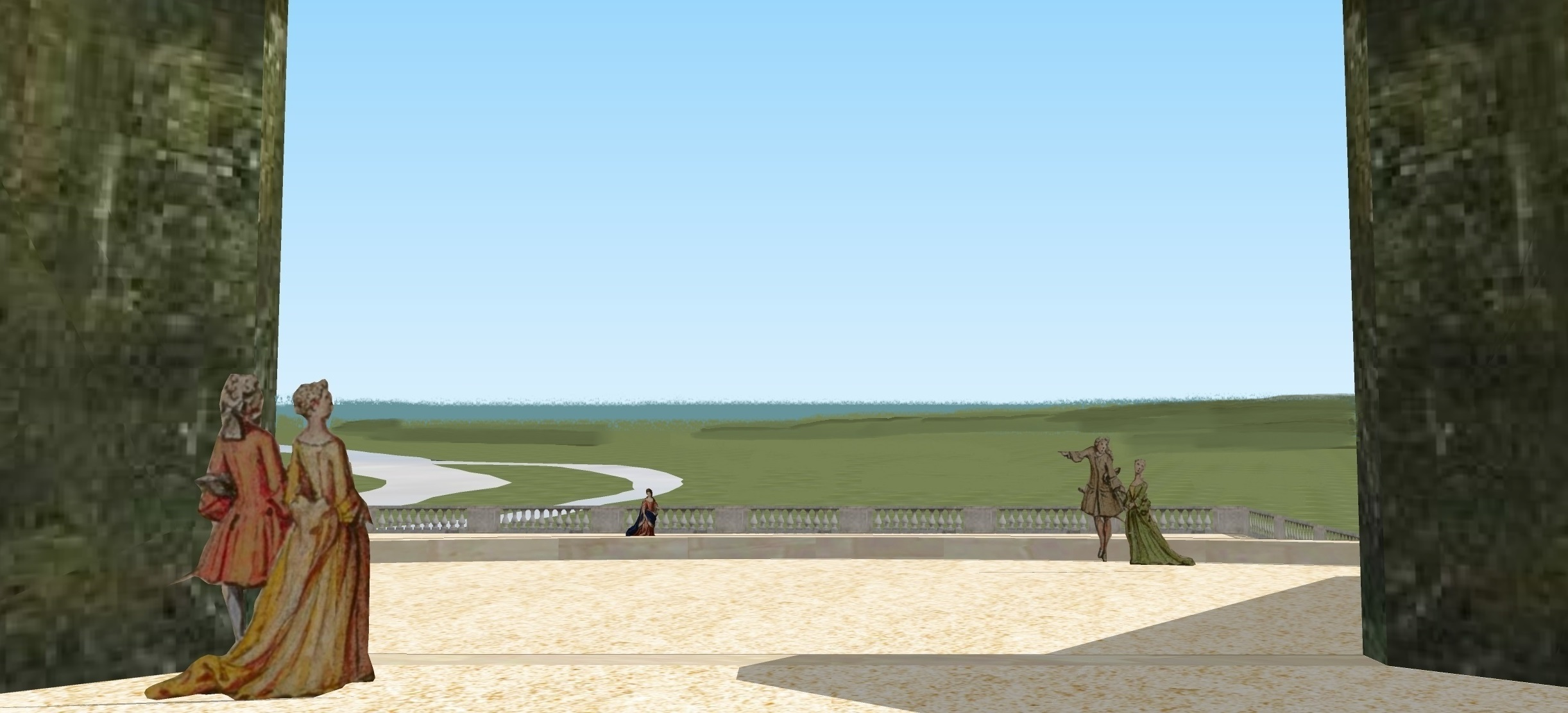
Schéma depuis le cabinet de la "Belle vue" des jardins du château de Meudon, vers 1700.
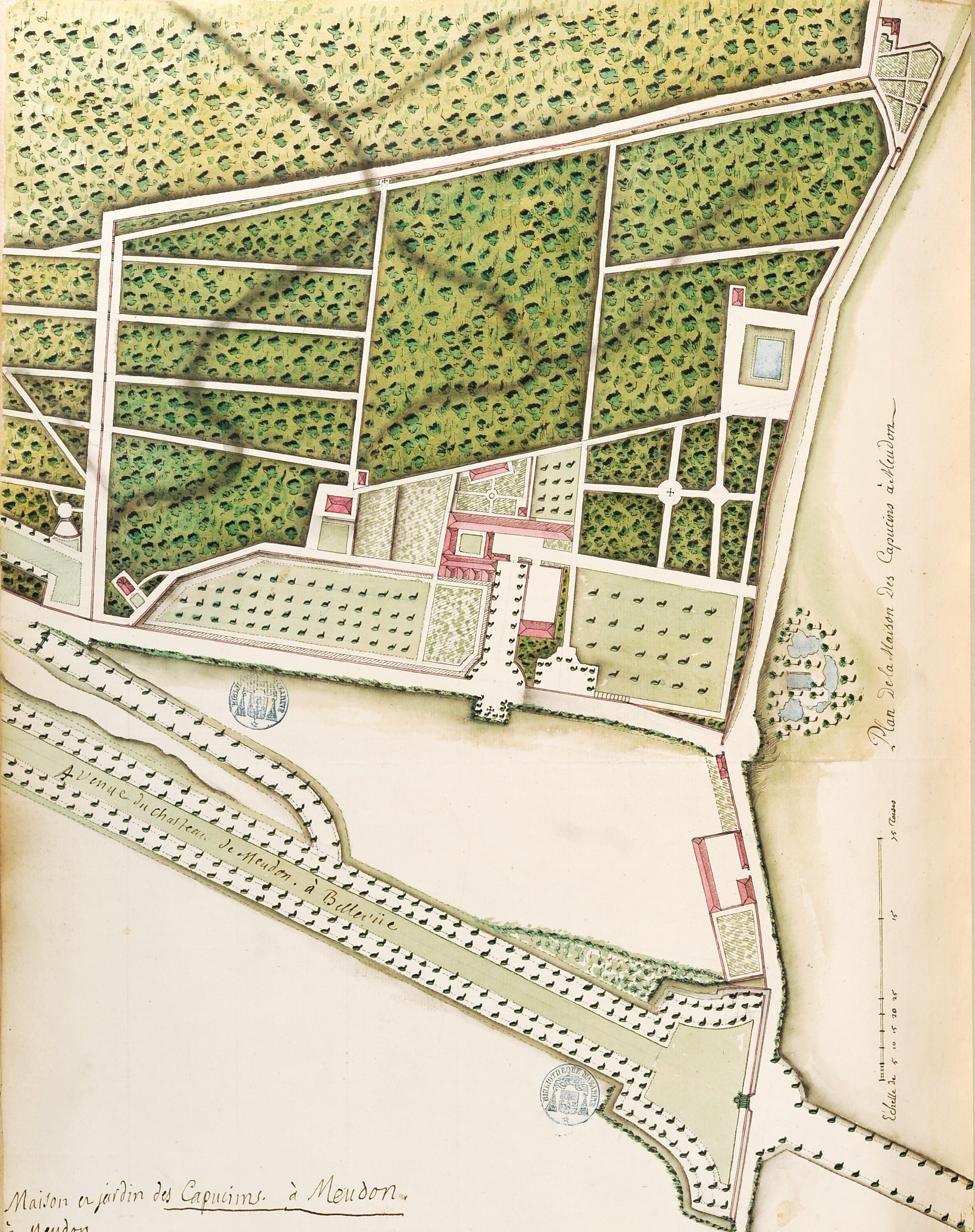
Plan du couvent des Capucins, voisin du Bastion du même nom.

### Le bastion des Capucins
[26] Il faudra descendre sur le bastion des Capucins dont on fera le tour, et après y avoir demeuré quelque temps à considérer la beauté et la richesse du Pays, on remontera par la belle Allée jusque vis-à-vis le pont du Château qui entre dans le bout de la Galerie.

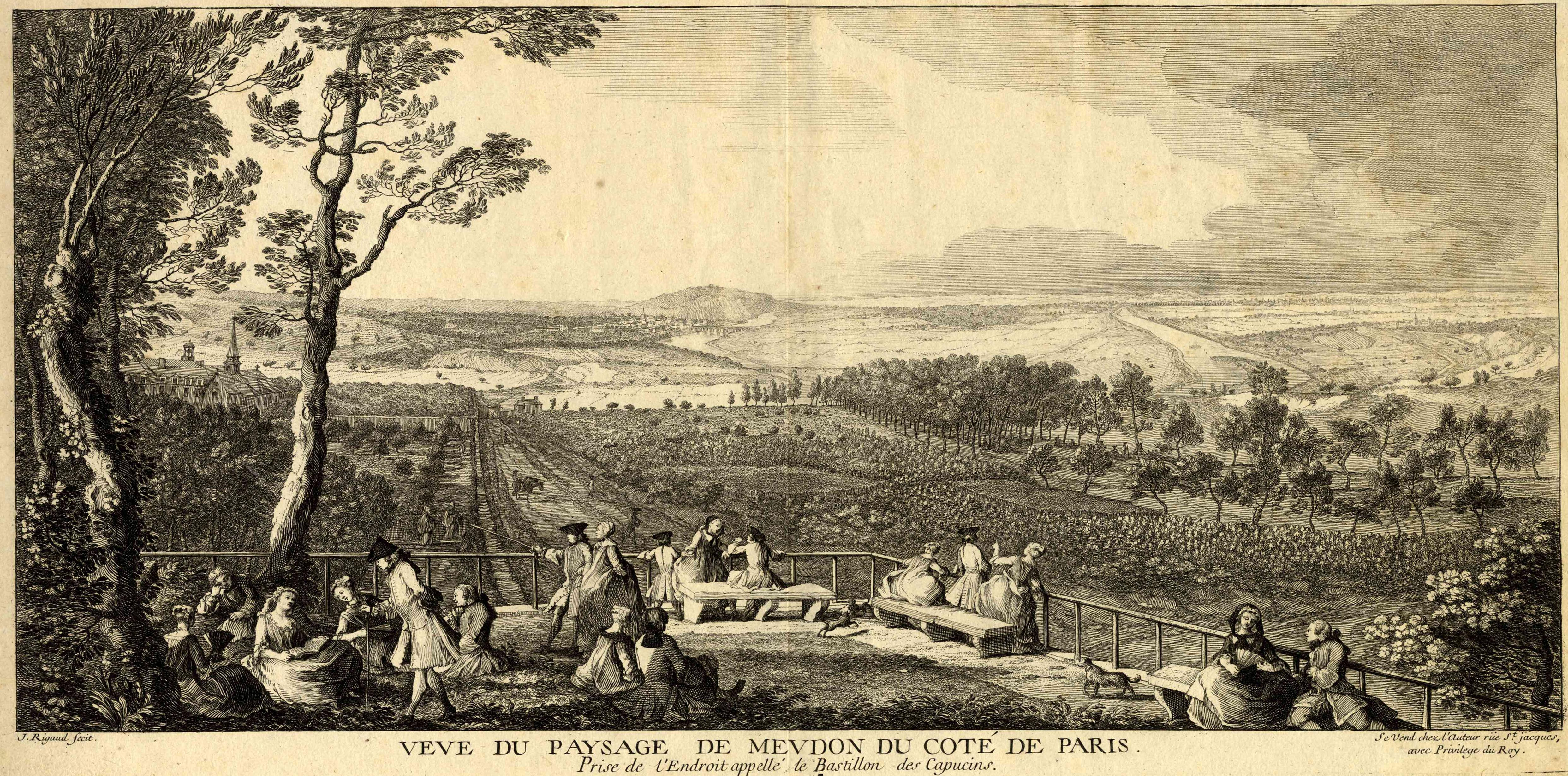
Vue depuis le bastion des Capucins, Jacques Rigaud, vers 1730.
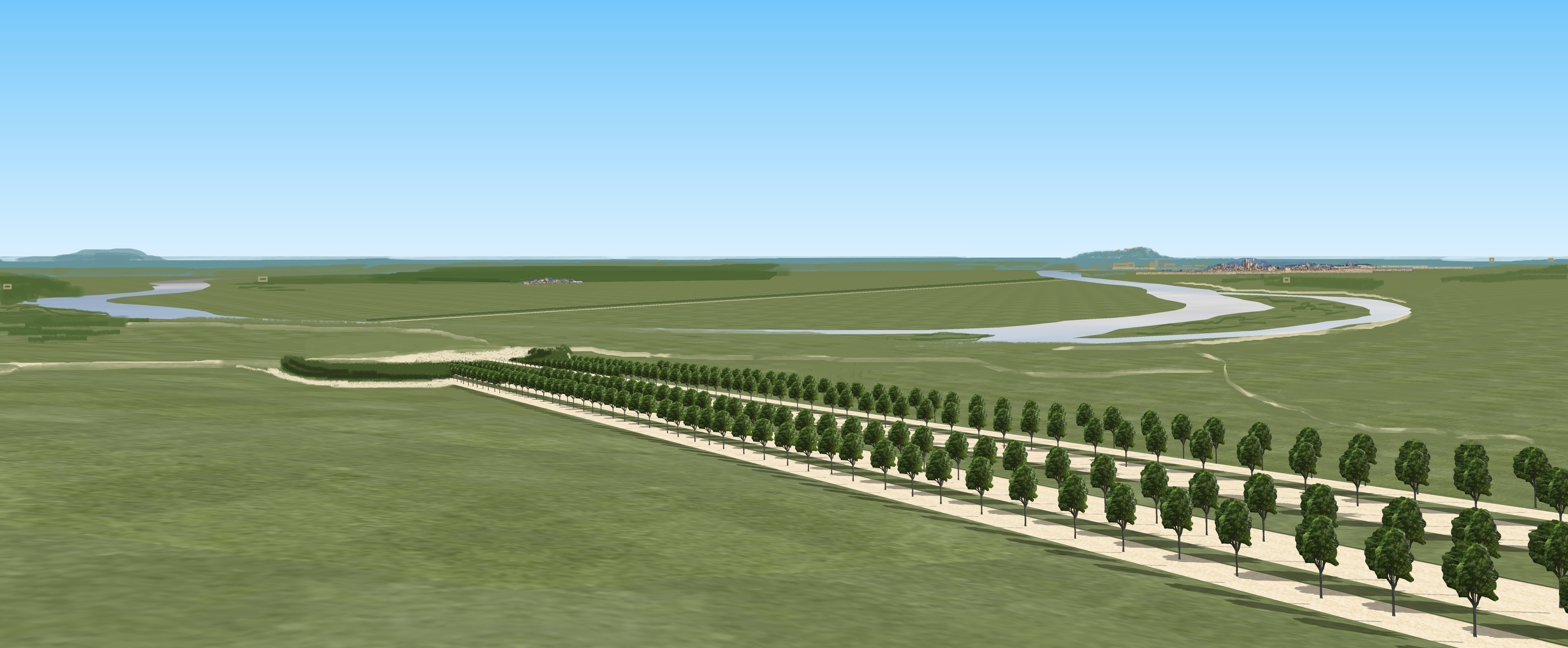
Schéma de la vue depuis le Bastion des Capucins, jardins du château de Meudon, vers 1700.
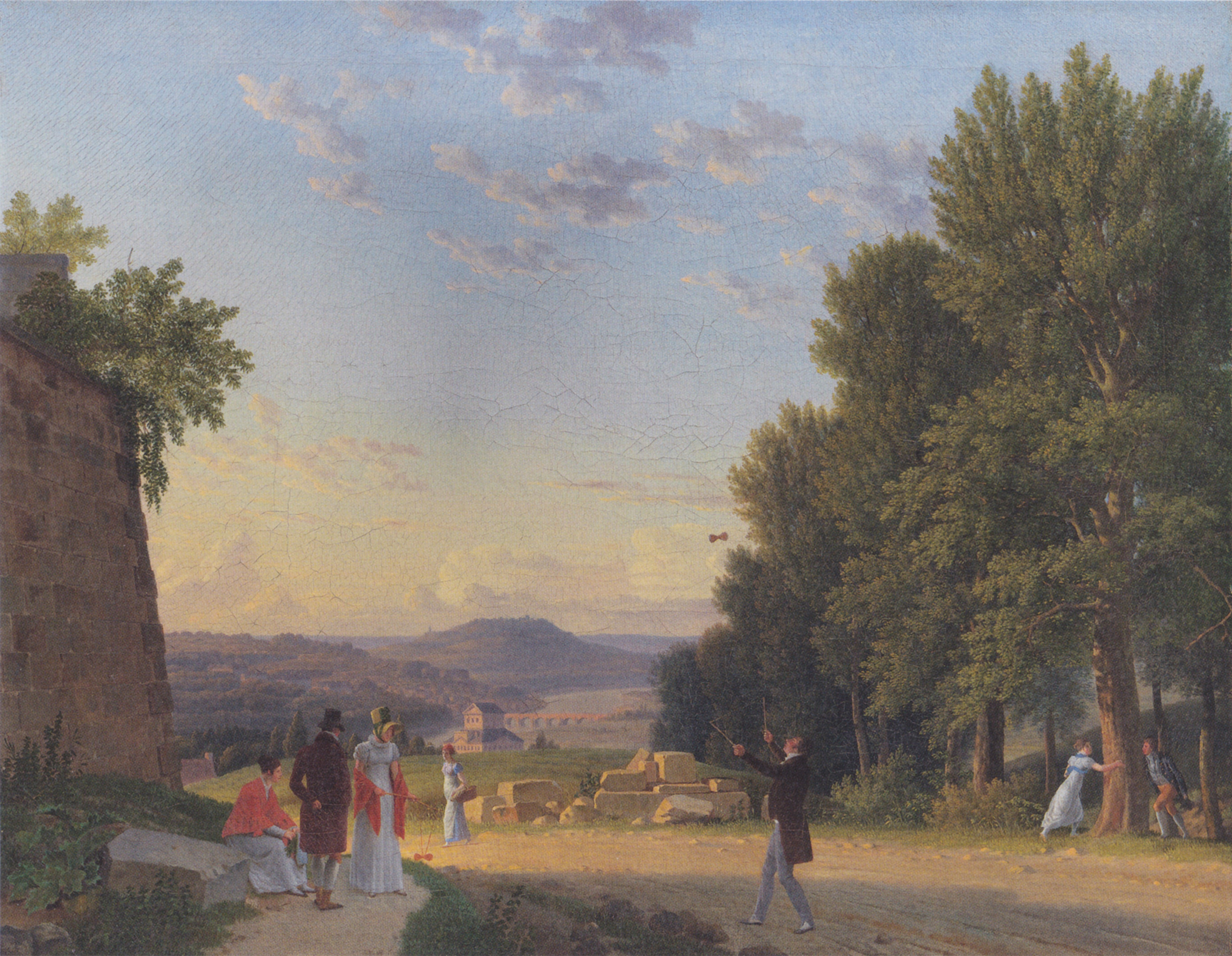
Vue depuis le bas du bastion des Capucins à Meudon, C.W. Eckersberg, 1813, Musée de Copenhague (Danemark) KMS 1623.

### Le retour au château vieux
[27] On descendra par l'Escalier qui va du parterre du Bois, au parterre du Château, on fera le tour de la Maison et on ira sortir par la Grille qui sépare la superbe Terrasse, des parterres.

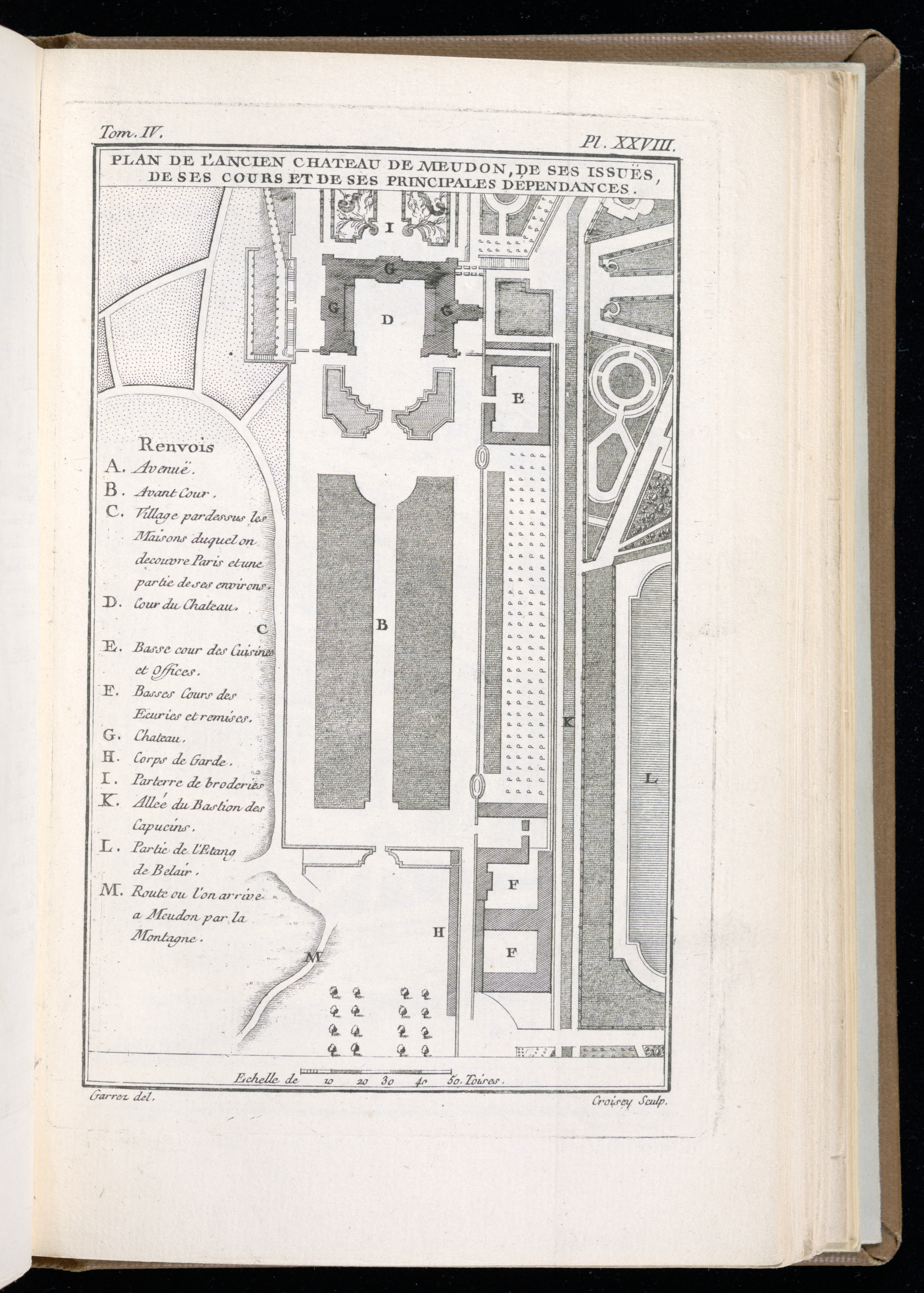
Plan de la Grande terrasse de Meudon.
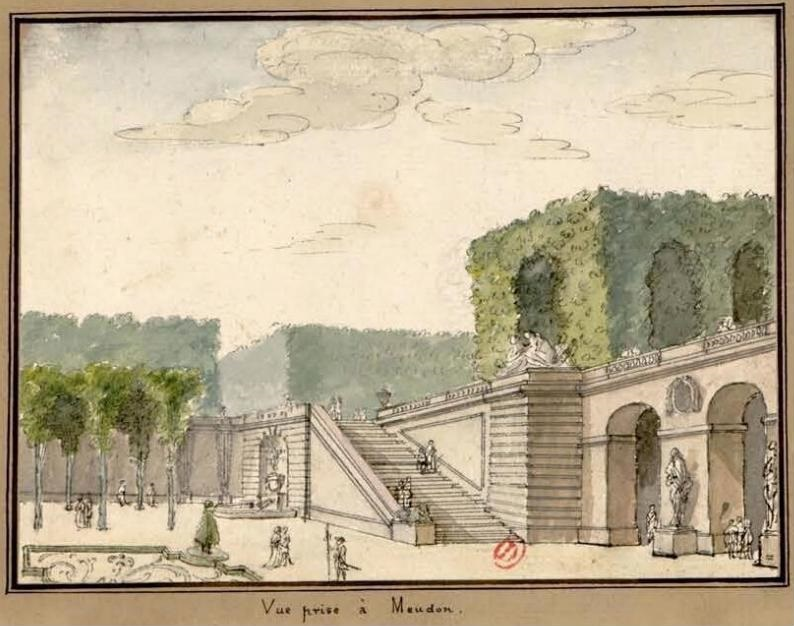
"Vue prise à Meudon" : l'escalier et le Petit Pont. Fin du XVIIIe siècle. par Thiery de Sainte-Colombe, INHA.
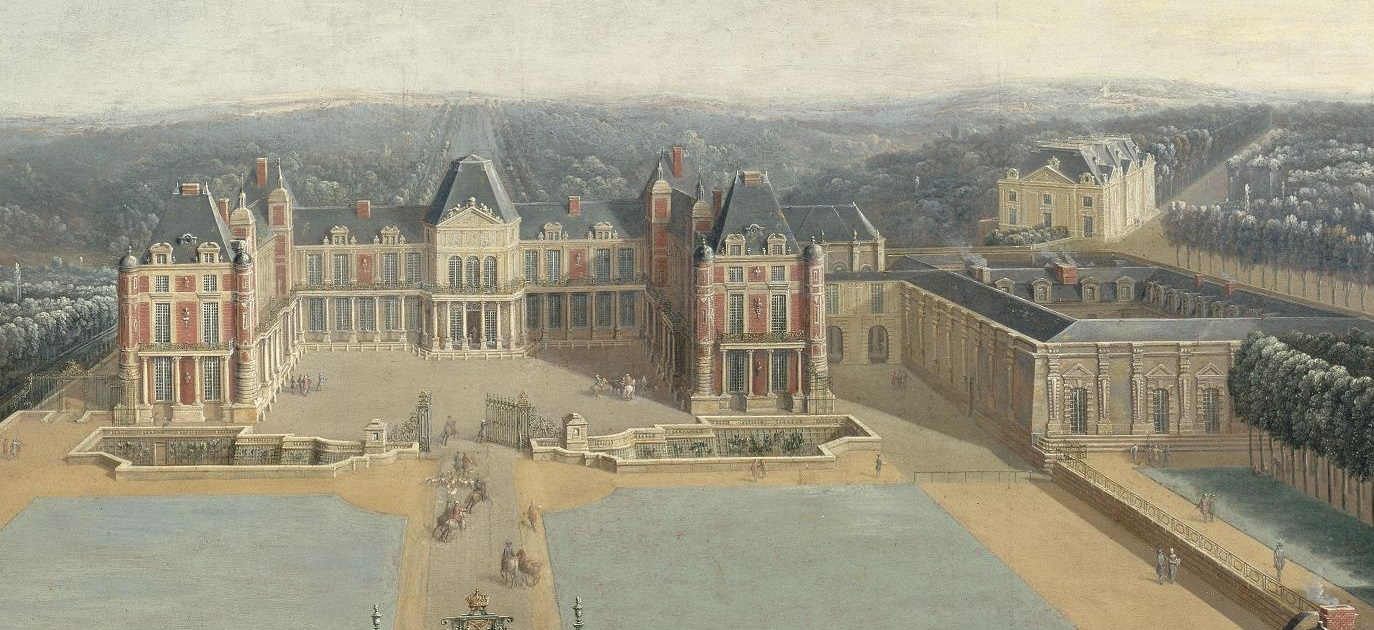
Sur la gauche vue de la grille dont parle le texte.

### La terrasse des marronniers
[28] On finira la promenade par faire le tour de la superbe Terrasse, et revenir par le Quinquonche des Marronniers, rentrer dans la Cour, où on reprendra ses Carrosses.

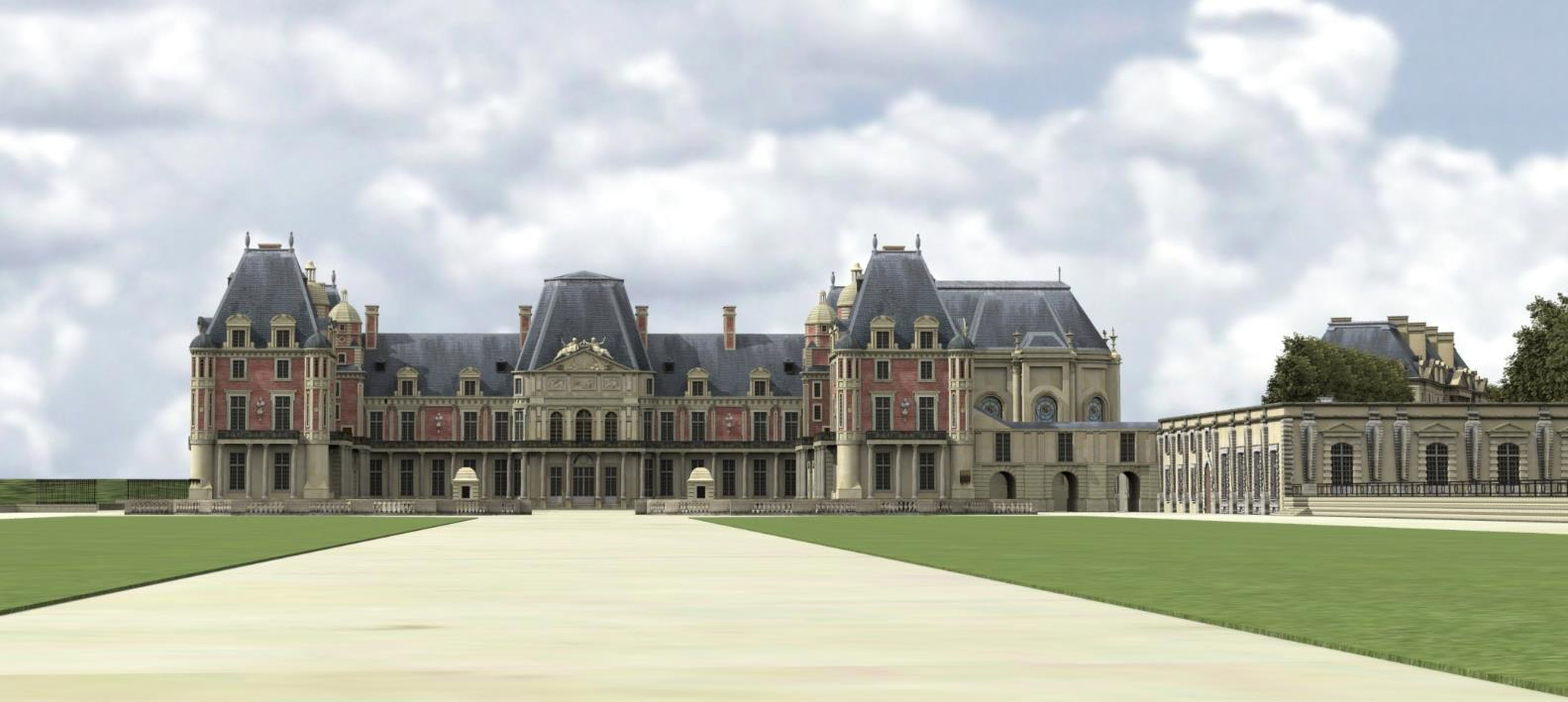
Le château vieux de Meudon du côté de l'entrée.
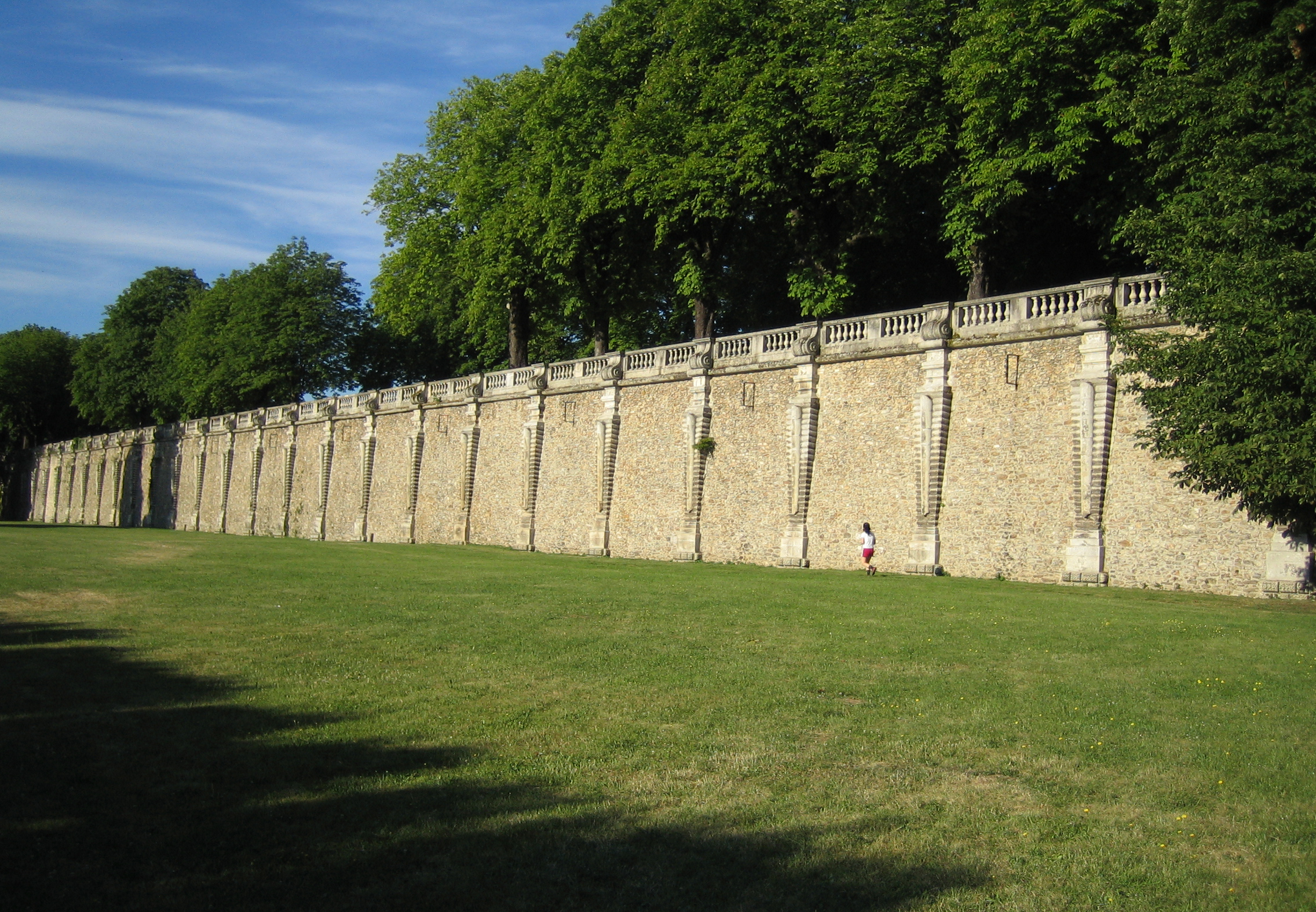
La terrasse de Beauvais, de nos jours.
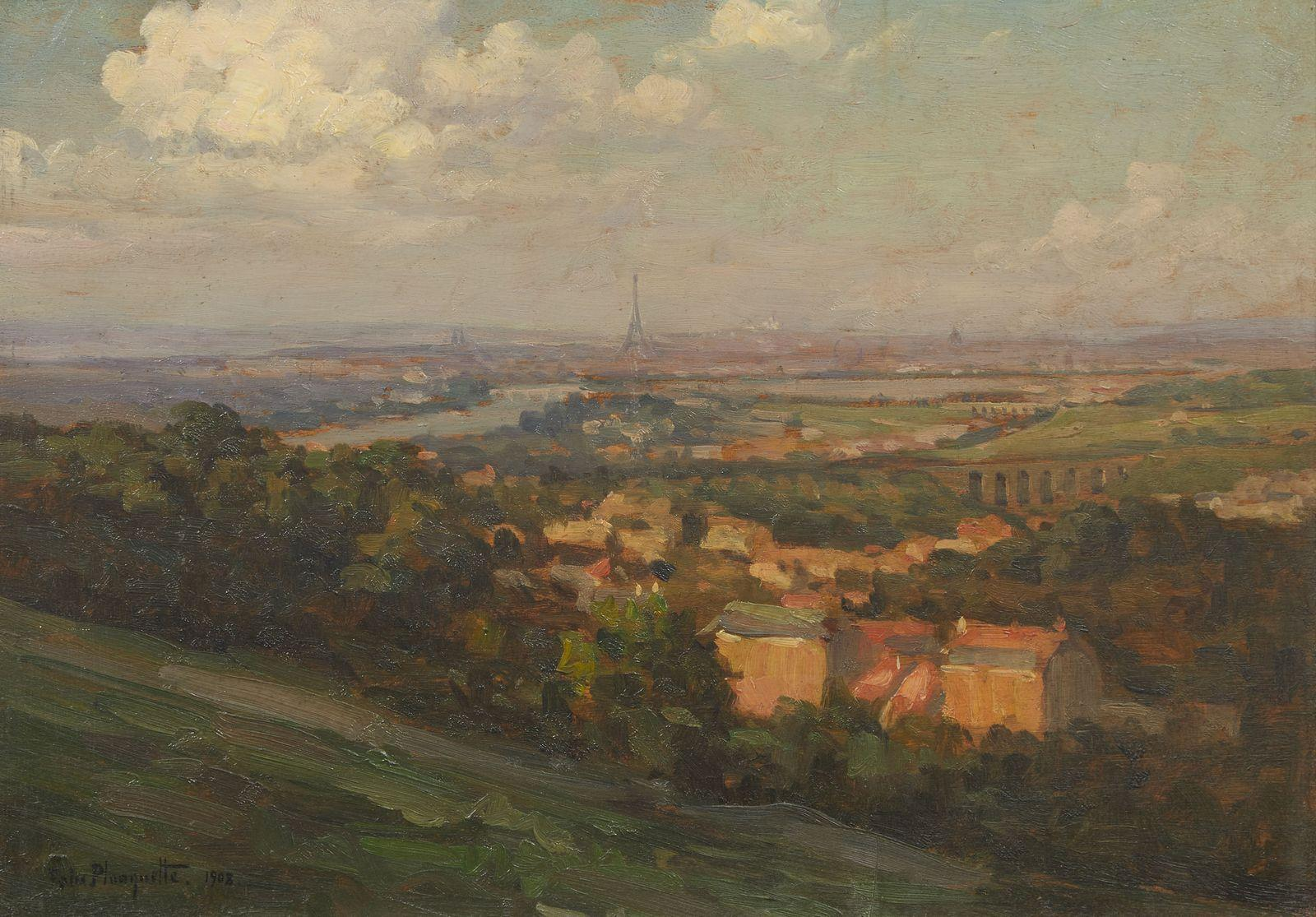
Vue de Paris depuis la terrasse du château de Meudon, Felix Planquette, 1908, coll. part.
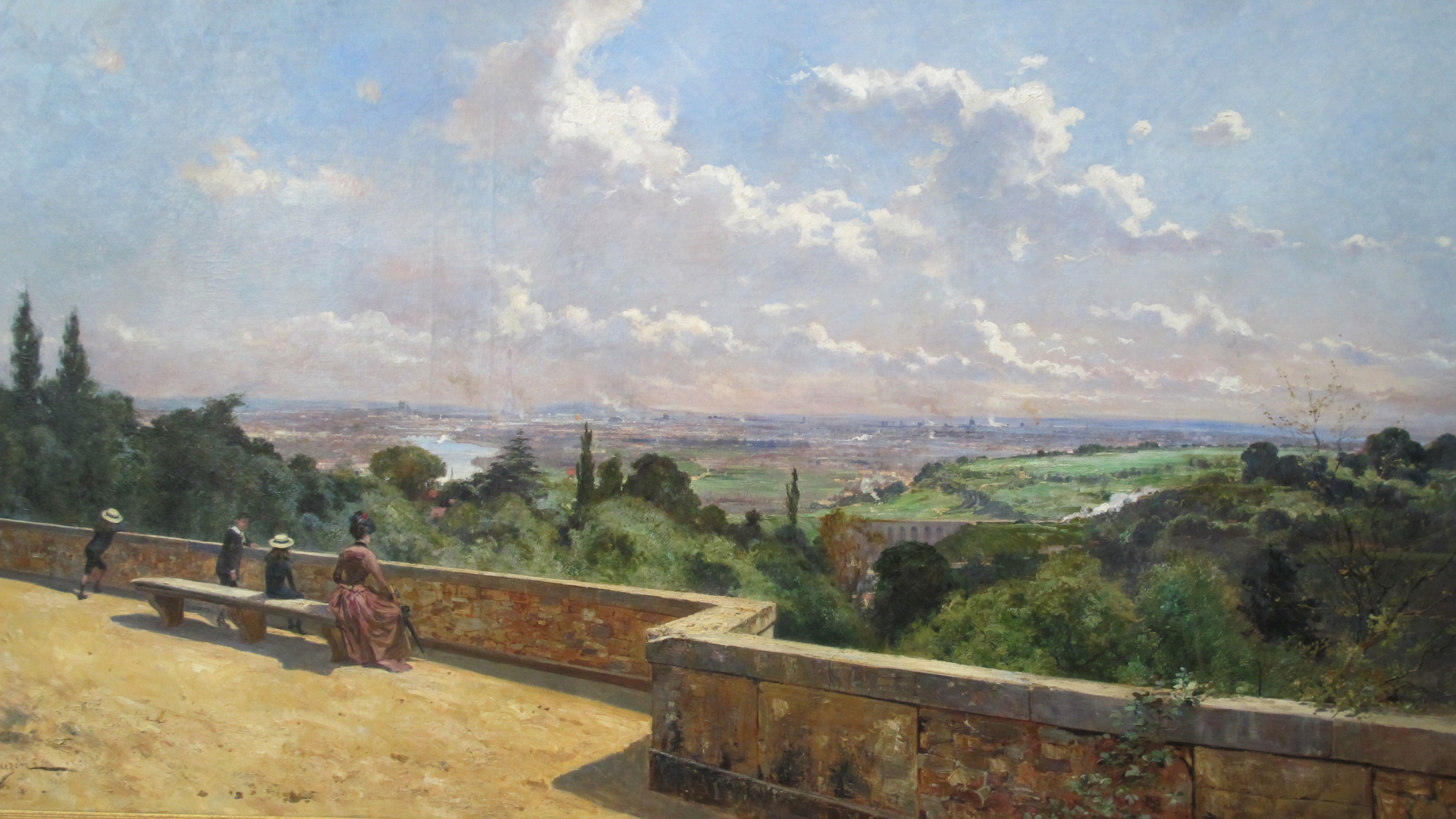
Vue de Paris depuis la terrasse de Meudon, 1889, Louis Tauzin, Musée des Beaux-Arts de Bordeaux.

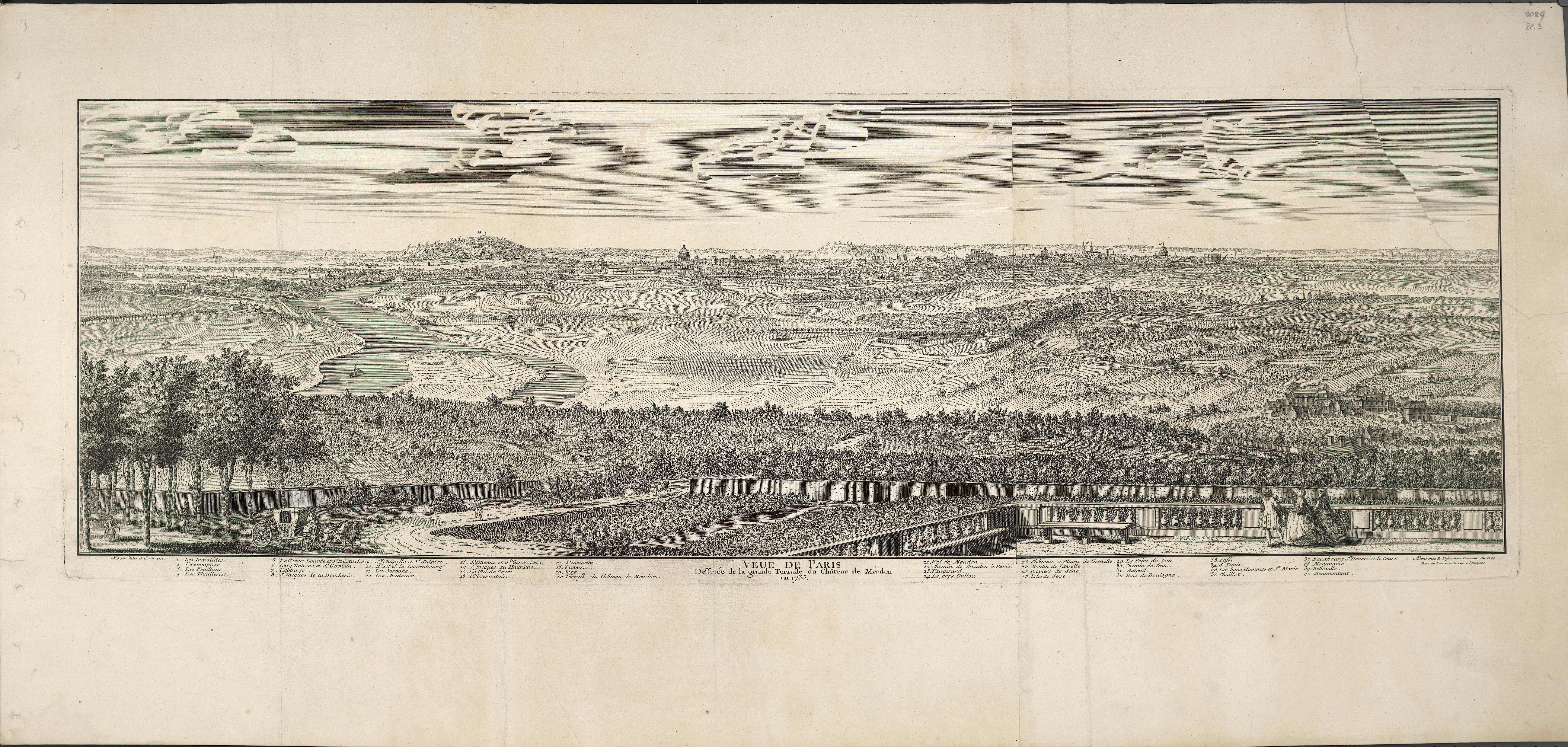
Vue sur Paris depuis l'entrée de la terrasse de Meudon. XVIIIe siècle.

## Bibliographie

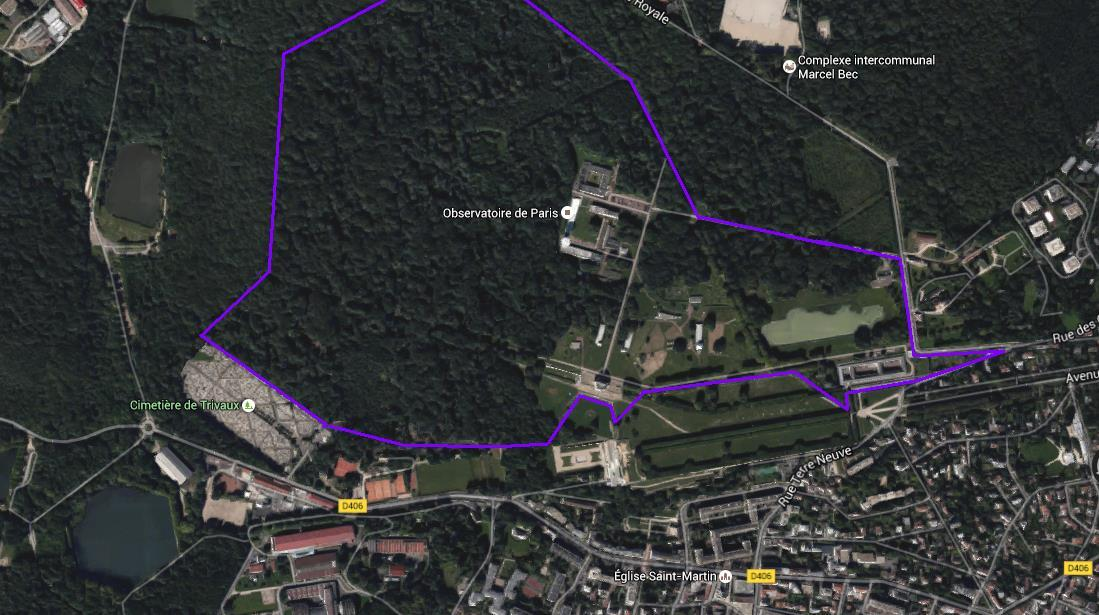
Schéma indiquant la zone inaccessible par le grand public, dépendant de l'Observatoire de Paris.